# Miguel Ángel
Michelangelo di Lodovico Buonarroti Simoni (Caprese, 6 de marzo de 1475-Roma, 18 de febrero de 1564), conocido en español como Miguel Ángel, fue un arquitecto, escultor, pintor y poeta italiano renacentista, considerado uno de los más grandes artistas de la historia tanto por sus esculturas como por sus pinturas y obra arquitectónica. Desarrolló su labor artística a lo largo de más de setenta años entre Florencia y Roma, que era donde vivían sus grandes mecenas, la familia Médici de Florencia y los diferentes papas romanos.
Fue el primer artista occidental del que se publicaron dos biografías en vida: Le vite de' più eccellenti pittori, scultori e architettori, de Giorgio Vasari, publicada en 1550 en su primera edición, en la cual fue el único artista vivo incluido, y Vita de Michelangelo Buonarroti, escrita en 1553 por Ascanio Condivi, pintor y discípulo de Miguel Ángel, que recoge los datos facilitados por el mismo Buonarroti. Fue muy admirado por sus contemporáneos, que le llamaban el Divino. Benedetto Varchi, el 12 de febrero de 1560, le envió una carta en nombre de todos los florentinos diciéndole:

... toda esta ciudad desea sumisamente poderos ver y honraros tanto de cerca como de lejos... Vuestra Excelencia nos haría un gran favor si quisiera honrar con su presencia su patria.
Tolnay (1978, p. 14)

Triunfó en todas las artes en las que trabajó, caracterizándose por su perfeccionismo. La escultura, según había declarado, era su predilecta y la primera a la que se dedicó; a continuación, la pintura, casi como una imposición por parte del papa Julio II, y que se concretó en una obra excepcional, la bóveda de la Capilla Sixtina; y ya en sus últimos años, realizó proyectos arquitectónicos. Fue autor de numerosas obras, de las cuales hoy en día se conservan entre cuarenta y cincuenta esculturas, cuatro pinturas, varias decenas de dibujos y los frescos de la Capilla Sixtina y la Capilla Paulina.

## Biografía

### Familia

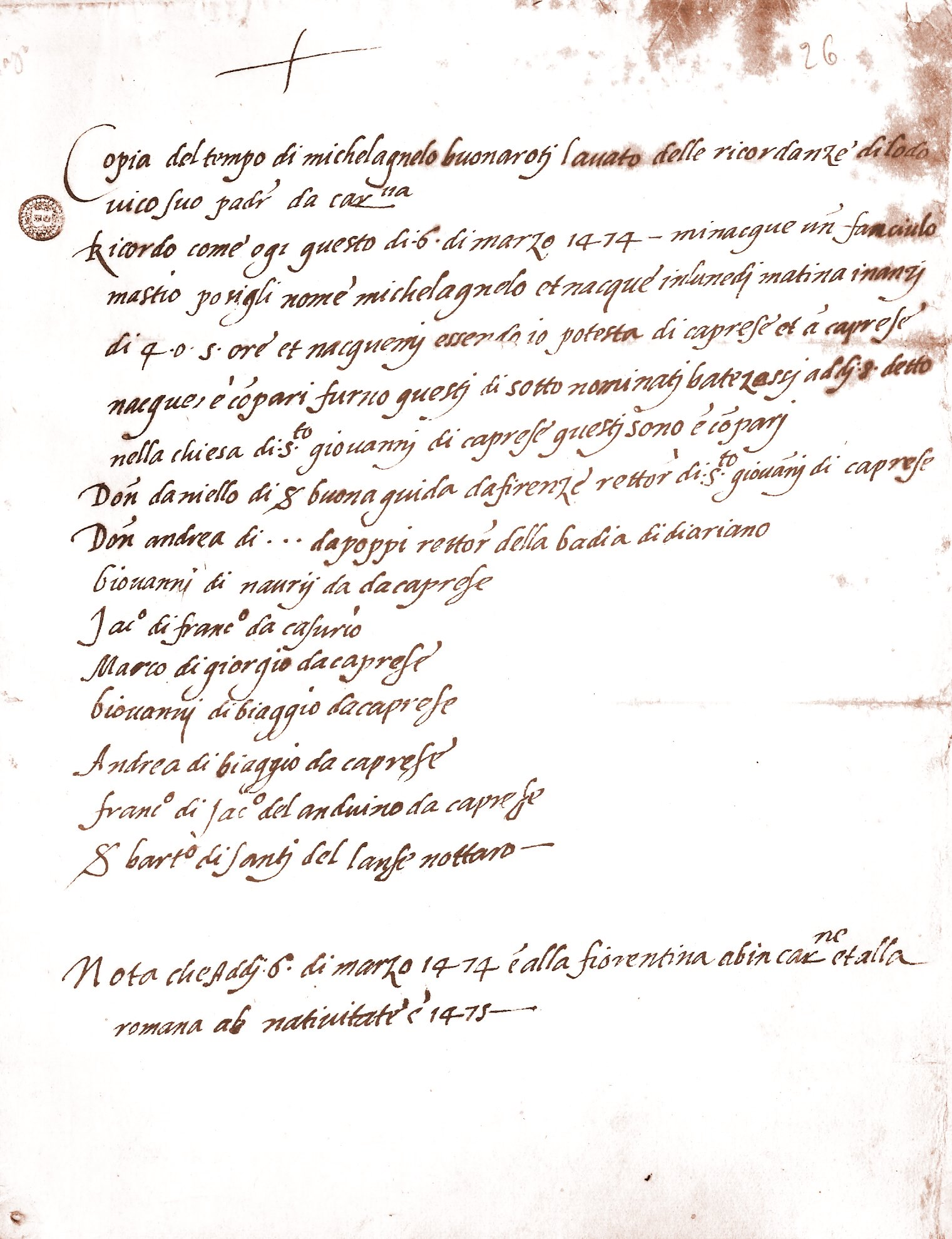
Copia del documento del nacimiento y bautismo de Miguel Ángel en Caprese. Casa Buonarroti (Florencia).

Nació el 6 de marzo de 1475, en Caprese, una villa de la Toscana cerca de Arezzo. Fue el segundo de  los cinco hijos varones que tuvieron Ludovico di Leonardo Buonarroti di Simoni y de Francesca di Neri del Miniato di Siena. Su madre murió en 1481, cuando Miguel Ángel contaba con seis años. La familia Buonarroti Simoni vivía en Florencia desde hacía más de trescientos años y habían pertenecido al partido de los güelfos; muchos de ellos habían ocupado cargos públicos. La decadencia económica empezó con el abuelo del artista, y su padre, que había fracasado en el intento de mantener la posición social de la familia, vivía de trabajos gubernamentales ocasionales, como el de corregidor de Caprese en la época en que nació Miguel Ángel. Regresaron a Florencia, donde vivían de unas pequeñas rentas procedentes de una cantera de mármol y una pequeña finca que tenían en Settignano, pueblo donde Miguel Ángel había vivido durante la larga enfermedad y muerte de su madre; allí quedó al cuidado de la familia de un picapedrero.

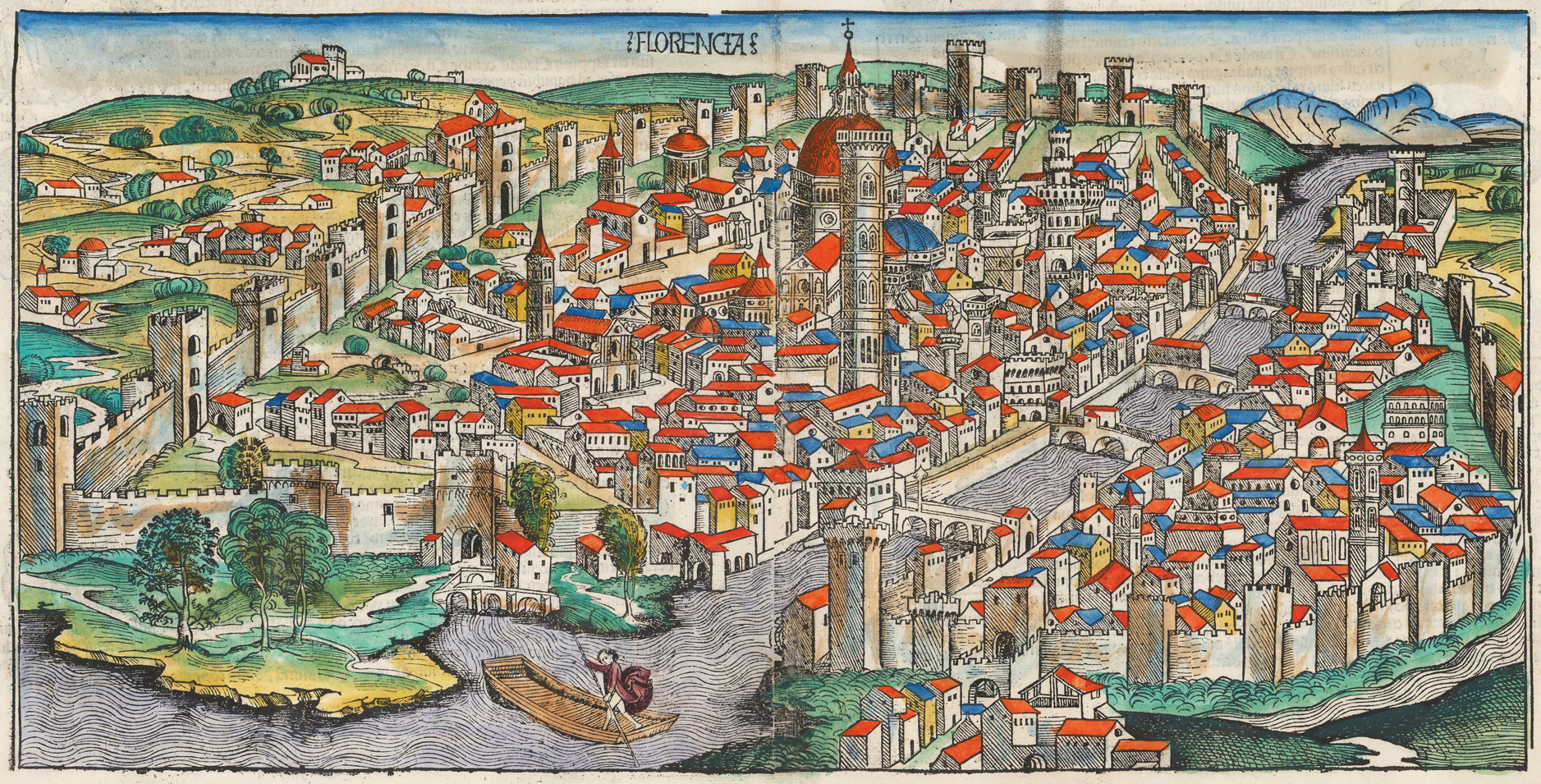
Vista de Florencia, según un grabado del Liber chronicarum (1493), en los primeros años de Miguel Ángel.

El padre le hizo estudiar gramática en Florencia con el maestro Francesco da Urbino. Miguel Ángel quería ser artista, y cuando comunicó a su padre que deseaba seguir el camino del arte, tuvieron muchas discusiones, ya que en aquella época era un oficio poco reconocido. Ludovico di Leonardo consideraba que aquel trabajo no era digno del prestigio de su linaje. Gracias a su firme decisión, y a pesar de su juventud, consiguió convencerlo para que le dejara seguir su gran inclinación artística, que, según Miguel Ángel, le venía ya de la nodriza que había tenido, la mujer de un picapedrero. De ella comentaba: «Juntamente con la leche de mi nodriza mamé también las escarpas y los martillos con los cuales después he esculpido mis figuras».
Mantuvo buenas relaciones familiares a lo largo de toda su vida. Cuando su hermano mayor, Leonardo, se hizo monje dominico en Pisa, asumió la responsabilidad en la dirección de la familia. Tuvo a su cargo el cuidado del patrimonio de los Buonarroti y lo amplió con la compra de casas y terrenos, así como también concertó el matrimonio de sus sobrinos Francesca y Leonardo con buenas familias de Florencia.

### Aprendizaje

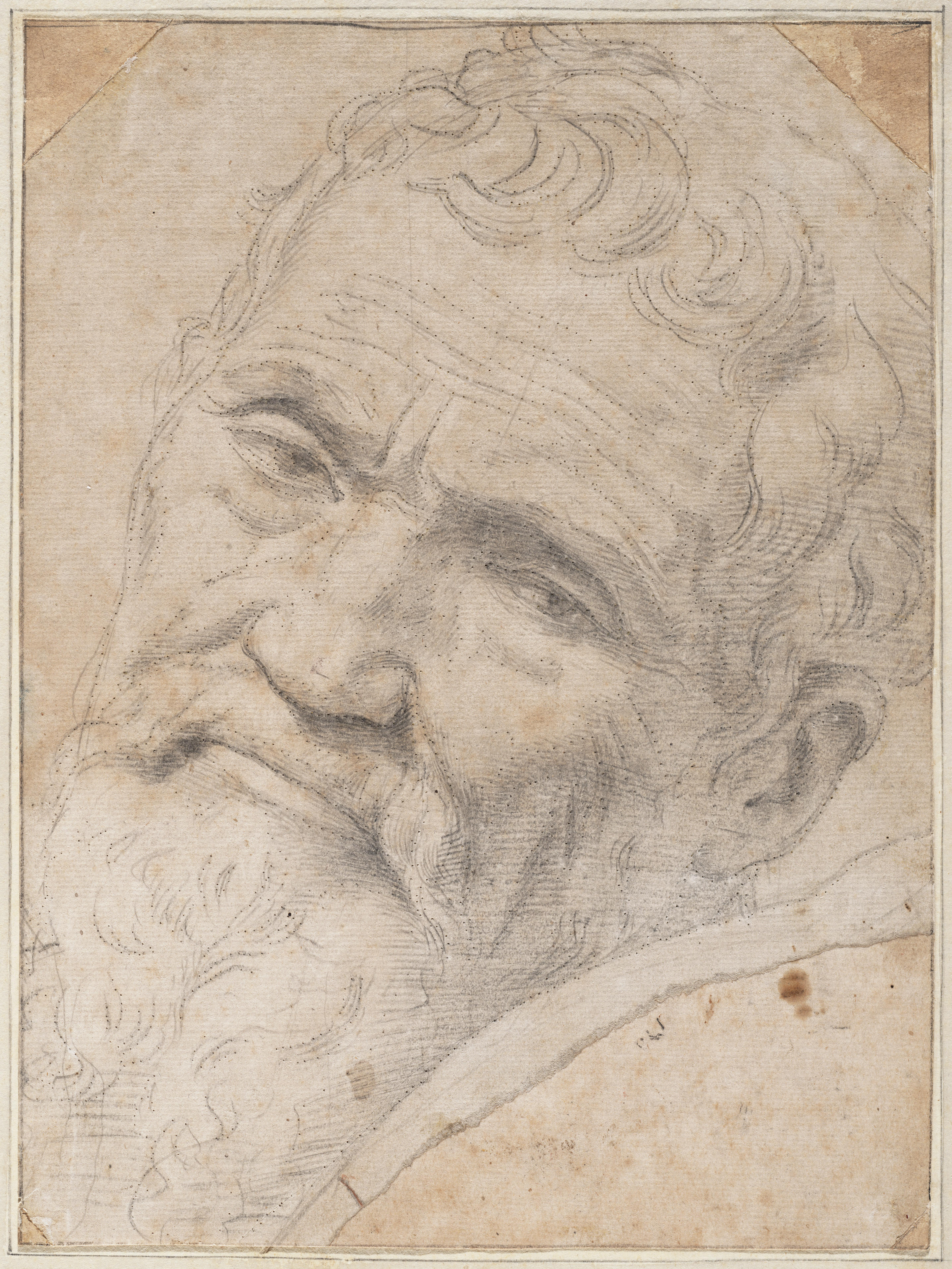
Retrato de Miguel Ángel, por Daniele da Volterra.

Desde muy joven manifestó sus dotes artísticas para la escultura, disciplina en la cual empezó a sobresalir. En abril de 1488, con doce años de edad y gracias al consejo de Francesco Granacci, otro joven que se dedicaba a la pintura, entró en el taller de los famosos Ghirlandaio (Domenico y Davide); su familia y los Ghirlandaio formalizaron un contrato de estudios durante tres años: 

1488. Yo, Ludovico di Lionardo Buonarota, en este primer día de abril, inscribo a mi hijo Michelangelo como aprendiz de Domenico y Davide di Tomaso di Currado, durante los próximos tres años, bajo las condiciones siguientes: que el dicho Michelangelo ha de permanecer durante el tiempo convenido con los anteriormente citados para aprender y practicar el arte de la pintura y que ha de obedecer sus instrucciones, y que los nombrados Domenico y Davide habrán de pagarle en estos años la suma de veinticuatro florines de peso exacto: seis durante el primer año, ocho el segundo año y diez el tercero, en total una suma de noventa y seis liras.
Hodson (2000, p. 14)

Allí permaneció como aprendiz durante un año, pasado el cual, bajo la tutela de Bertoldo di Giovanni, empezó a frecuentar el jardín de San Marcos de los Médicis, donde estudió las esculturas antiguas que había allí reunidas. Sus primeras obras artísticas despertaron la admiración de Lorenzo el Magnífico, que lo acogió en su Palacio de la Via Longa, donde Miguel Ángel se habría de encontrar con Angelo Poliziano y otros humanistas del círculo de los Médicis, como Giovanni Pico della Mirandola y Marsilio Ficino. Estas relaciones lo pusieron en contacto con las teorías idealistas de Platón, ideas que acabaron convirtiéndose en uno de los pilares fundamentales de su vida y que plasmó tanto en sus obras plásticas como en su producción poética.
Según Giorgio Vasari, un día, saliendo del jardín de los Médicis —o, según Benvenuto Cellini, de la capilla Brancacci, donde él y otros alumnos aprendían a dibujar delante de los frescos de Masaccio—, fue cuando Pietro Torrigiano le dio un puñetazo y le rompió la nariz; como consecuencia, le quedó la nariz chata toda la vida, tal como se aprecia claramente en todos sus retratos.

### Recorrido artístico

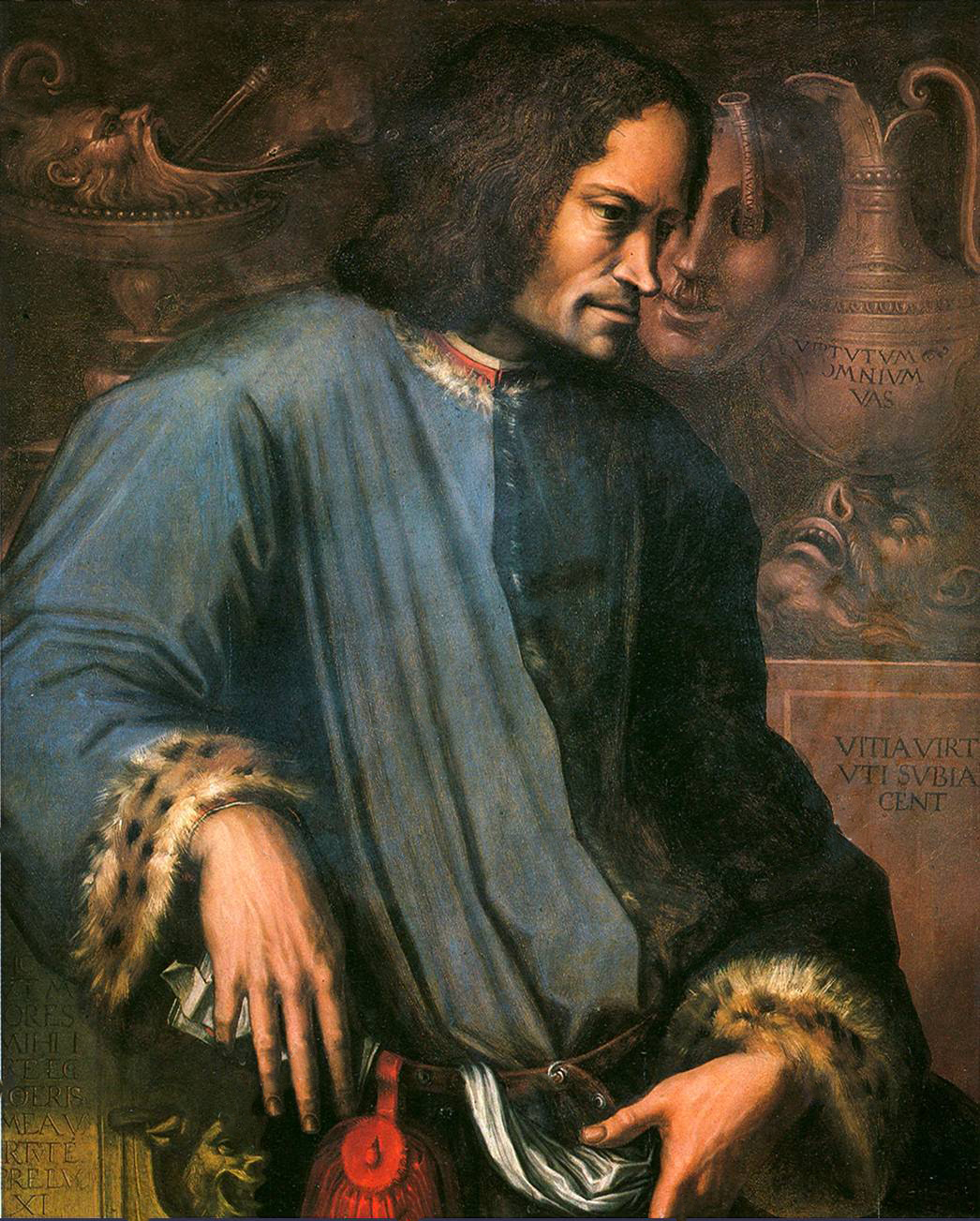
Retrato de Lorenzo el Magnífico, primer mecenas de Miguel Ángel, por Giorgio Vasari.

Tras la muerte de Lorenzo el Magnífico, en 1492, Miguel Ángel huyó de Florencia y pasó por Venecia, instalándose después en Bolonia. Allí esculpió diversas obras bajo la influencia de la labor de Jacopo della Quercia. Pero en 1496 decidió partir hacia Roma, ciudad que había de verle triunfar. Allí inició una década de gran intensidad artística, después de la cual, con treinta años, sería acreditado como un artista de primera línea. Después del Bacus del Bargello (1496), esculpió la Piedad del Vaticano a los veintitrés años, y posteriormente realizó el Tondo Pitti. De la misma época es el cartón de La batalla de Cascina, actualmente perdido, pintado para la Señoría de Florencia, y el David, obra cumbre de la escultura, de una gran complejidad por la escasa anchura de la pieza de mármol, que fue colocado delante del palacio del Ayuntamiento de Florencia y se convirtió en la expresión de los supremos ideales cívicos del Renacimiento.
En marzo de 1505, el papa Julio II le encargó la realización de su monumento fúnebre: Miguel Ángel proyectó un complejo arquitectónico y escultórico monumental en el cual, más que el prestigio del pontífice, se loaba el triunfo de la Iglesia. El escultor, entusiasmado con esta obra, permaneció en Carrara durante ocho meses para ocuparse personalmente de la elección y la dirección de la extracción de los mármoles necesarios. Al regresar a Roma, el papa había dejado a un lado el proyecto del mausoleo, absorbido como estaba con la reforma de Bramante en la basílica de San Pedro. Miguel Ángel, contrariado, abandonó Roma y se dirigió a Florencia, pero a finales de noviembre de 1506, después de numerosas llamadas del pontífice —que hasta le llegó amenazar con la excomunión—, se reunió con él en Bolonia.
En mayo de 1508, aceptó dirigir la decoración de la bóveda de la Capilla Sixtina, cuyos frescos concluyó cuatro años más tarde, después de un trabajo solitario y tenaz. En esta obra ideó una grandiosa estructura arquitectónica pintada, inspirada en la forma real de la bóveda. En el tema bíblico general de la bóveda, Miguel Ángel interpuso una interpretación neoplatónica del Génesis y dio forma a un tipo de interpretación de las imágenes que conseguirían ser un símbolo del arte del Renacimiento.

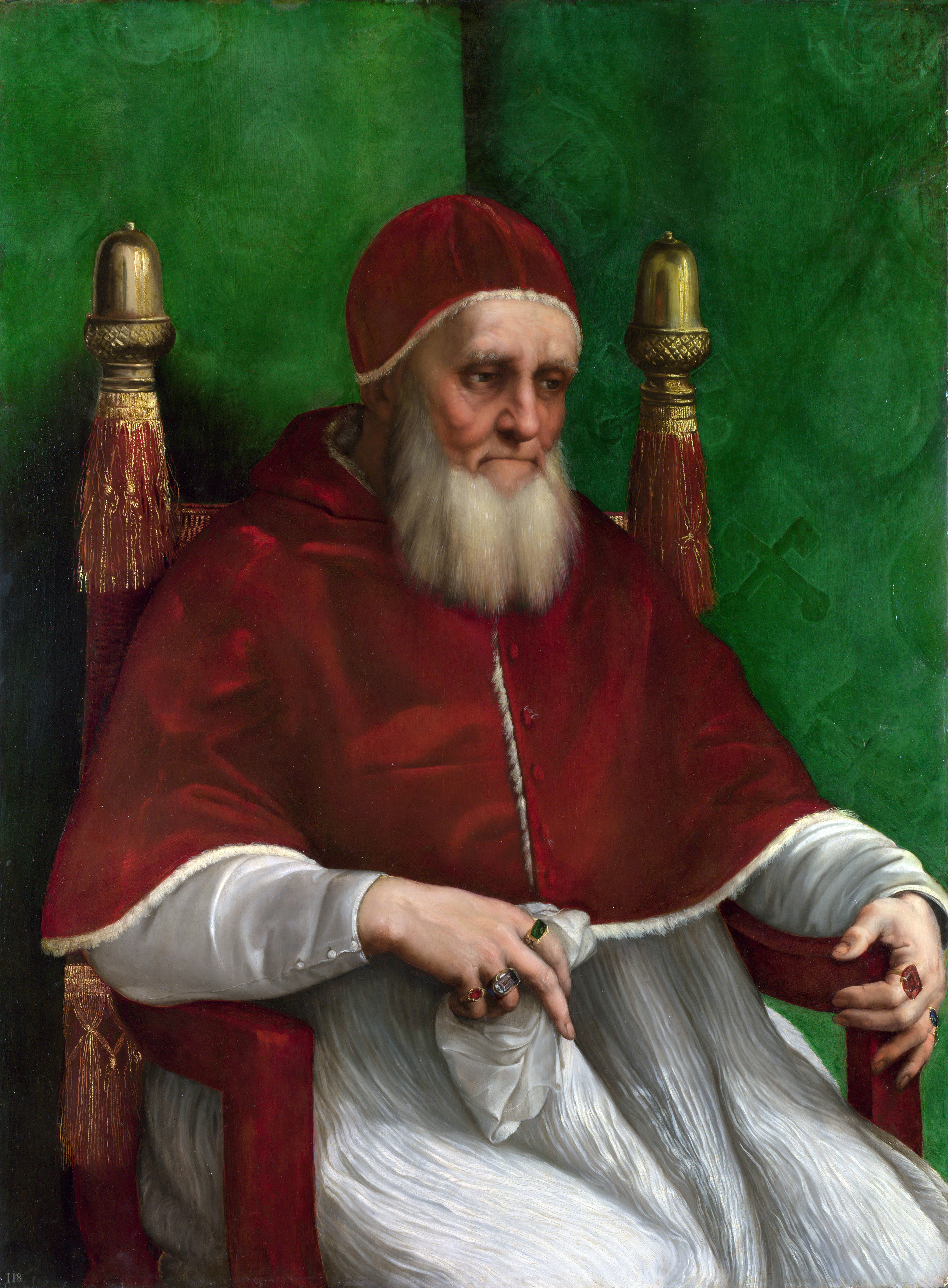
El papa Julio II, el otro gran mecenas de Miguel Ángel, por Rafael.

Después de la muerte de Julio II, en mayo de 1513, el artista hizo un segundo intento de seguir con la obra del mausoleo del pontífice. Con este propósito esculpió las dos figuras de los Esclavos y el Moisés, que reflejan una atormentada energía, la terribilitá de Miguel Ángel. Pero este segundo intento tampoco prosperó.
Finalmente, después de la muerte de Bramante (1514) y de Rafael Sanzio (1520), Miguel Ángel consiguió la total confianza del papado.

El gran retardo con que Miguel Ángel obtiene en Roma el reconocimiento oficial ha de ser atribuido a la heterodoxia de su estilo. Le faltaba lo que Vitruvio llamaba decòrum, es decir, el respeto por la tradición.
Ackerman (1968, p. 7)

En 1516, por encargo de León X, inició el proyecto para la fachada de la basílica de San Lorenzo de Florencia, trabajo que en 1520 debió abandonar con gran amargura. Del proyecto original se conservan numerosos dibujos y una maqueta de madera. A partir de 1520 y hasta 1530, Miguel Ángel trabajó en Florencia y construyó la Sacristía Nueva de San Lorenzo y la Biblioteca Laurenciana, en especial su escalera. Después del saqueo de Roma (1527) y de la expulsión de los Médicis de Florencia, Miguel Ángel formó parte, como hecho meramente anecdótico, del gobierno de la nueva República Florentina, de la cual fue nombrado «gobernador y procurador general de la fabricación y fortificación de las murallas», y participó en la defensa de la ciudad asediada por las tropas papales. En 1530, después de la caída de la República, el perdón de Clemente VII lo salvó de la venganza de los partidarios de los Médicis. A partir de este año reemprendió los trabajos de la Sacristía Nueva y del sepulcro de Julio II.
En 1534, al encontrarse a disgusto con la nueva situación política que se había instaurado en Florencia, abandonó la ciudad y se estableció en Roma, donde aceptó el encargo de Clemente VII para trabajar en el altar de la Capilla Sixtina y donde, entre 1536 y 1541, realizó el magnífico Juicio Final. Hasta 1550 fue haciendo obras para la tumba de Julio II, y los frescos de la Capilla Paulina (La conversión de san Pablo y Crucifixión de san Pedro).

### Vida amorosa

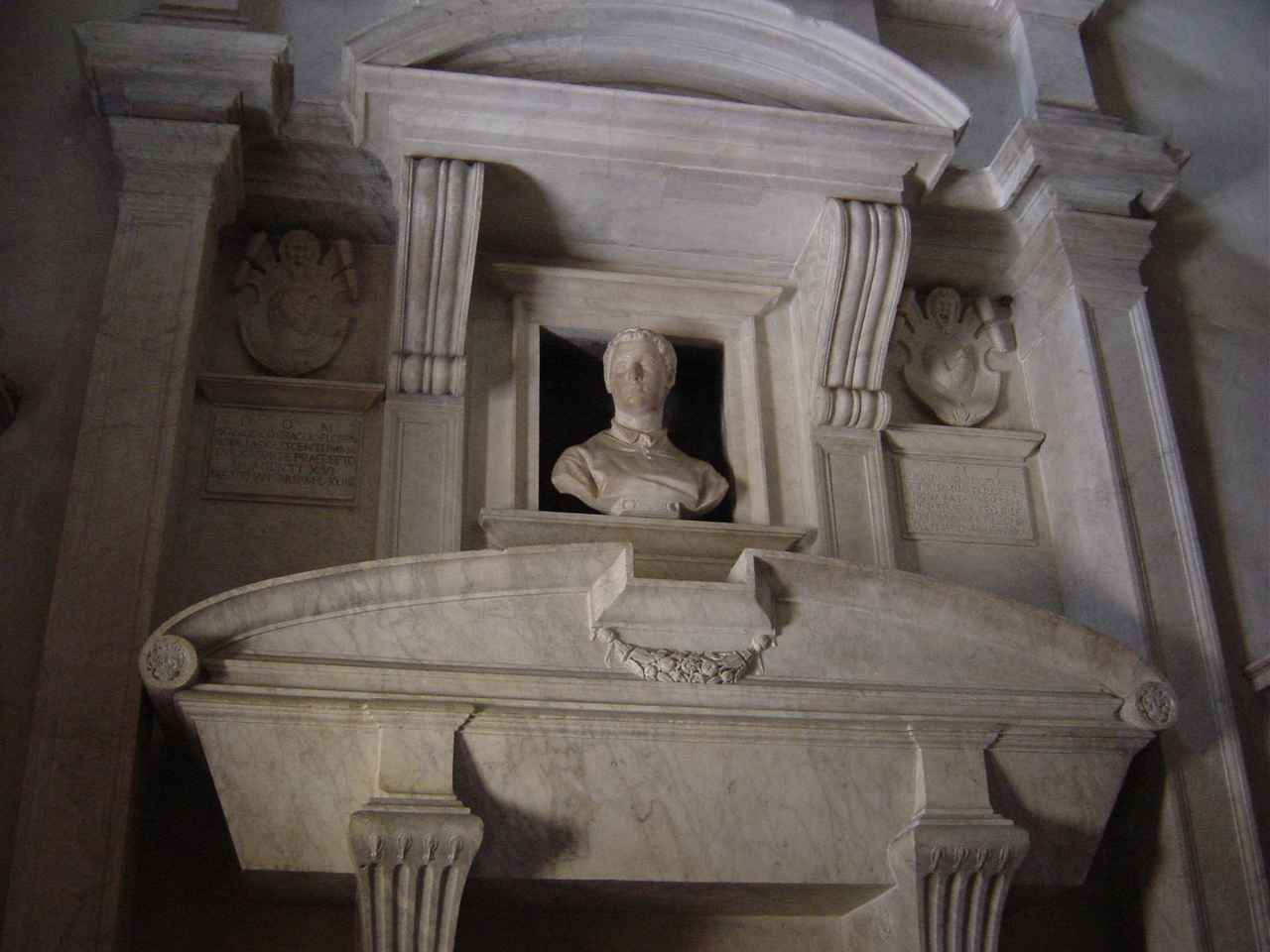
Tumba de Cecchino Bracci, diseñada por Miguel Ángel.

Miguel Ángel pretendía interiorizar las teorías neoplatónicas del amor, haciendo grandes esfuerzos para conseguir un equilibrio emotivo que pocas veces logró. Su inclinación natural por la materia, por las formas físicas —era por encima de cualquier cosa, un escultor de cuerpos—, unida a su fascinación por todo lo joven y vigoroso, emblemas de la belleza clásica, lo llevaron a decantarse por la belleza humana y el amor más sensual hasta muy avanzada su vida. Esta conflictividad con la que el artista vivió su deseo carnal, también afloró en el enfrentamiento con una supuesta homosexualidad.
El artista mantuvo relación con diversos jóvenes, como Cecchino Bracci, por el que sentía un gran afecto. Cuando en 1543, Bracci falleció, Miguel Ángel le diseñó la tumba, en la iglesia de Santa María in Aracoeli de Roma, y encargó que la realizase su discípulo Urbino. También Giovanni da Pistoia, joven y bello literato, fue durante un tiempo íntimo amigo, y algunos estudiosos plantean que mantuviera una relación amorosa con Miguel Ángel en la época que empezó a pintar la bóveda de la Capilla Sixtina; esta relación queda reflejada en unos sonetos muy apasionados que Giovanni le dedicó.

#### Tommaso Cavalieri

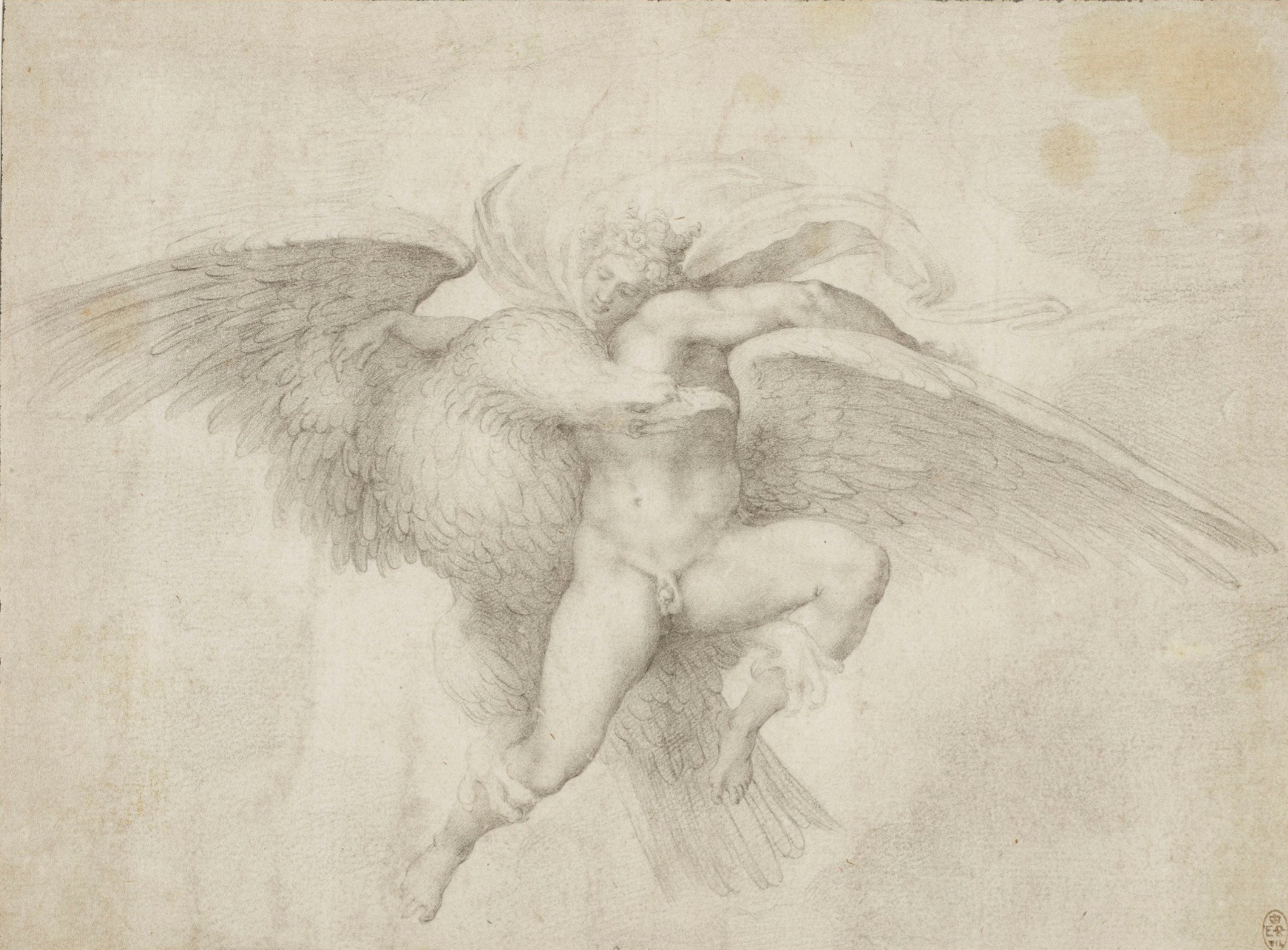
El rapto de Ganímedes, dibujo realizado para Tommaso Cavalieri, conservado en el castillo de Windsor.

En un viaje realizado a Roma en 1532, conoció al joven Tommaso Cavalieri, un patricio de inteligencia poco común y amante de las artes que dejó en el artista una viva impresión. Poco después de conocerlo, le envió una carta en la cual le confesaba: «El cielo hizo bien impidiendo la plena comprensión de vuestra belleza... Si a mi edad no me consumo aún del todo, es porque el encuentro con vos, señor, fue muy breve».
Hace falta recordar que la Academia Platónica de Florencia quiso imitar la ciudad griega de Pericles. Esta asociación cultural de carácter filosófico, promovía el diálogo intelectual y la amistad entre hombres en un tono idealista, semejante a la relación de Sócrates con sus discípulos en la antigua Grecia. Dentro de este contexto es donde se puede entender la psicología, el gusto y el arte de Miguel Ángel. El artista creía que la belleza del hombre era superior a la de la mujer y, por lo tanto, el amor que sentía por Tommaso era una forma que tenía de rendirse ante la «belleza platónica».
Tommaso Cavalieri era un muchacho de 22 años; de familia acomodada, aficionado al arte, ya que pintaba y esculpía. Varchi decía de él que tenía «un temperamento reservado y modesto y una incomparable belleza»; era, pues, muy atractivo a la vez que ingenioso. En su primer encuentro, ya causó una profunda impresión en Miguel Ángel, y al pasar el tiempo la relación se transformó en una gran amistad, con una pasión y una fidelidad que se mantuvo hasta la muerte.
Miguel Ángel, por el contrario, era un hombre de 57 años, que se encontraba en el cenit de su fama; contaba con el soporte de los diversos papas y Tommaso lo admiraba profundamente. Parece que la amistad tardó cierto tiempo en producirse, pero cuando se consolidó llegó a ser muy profunda hasta el punto que Cavalieri, ya casado y con hijos, fue su discípulo y amigo mientras vivió Miguel Ángel y lo asistió en la hora de su muerte.

#### Vittoria Colonna

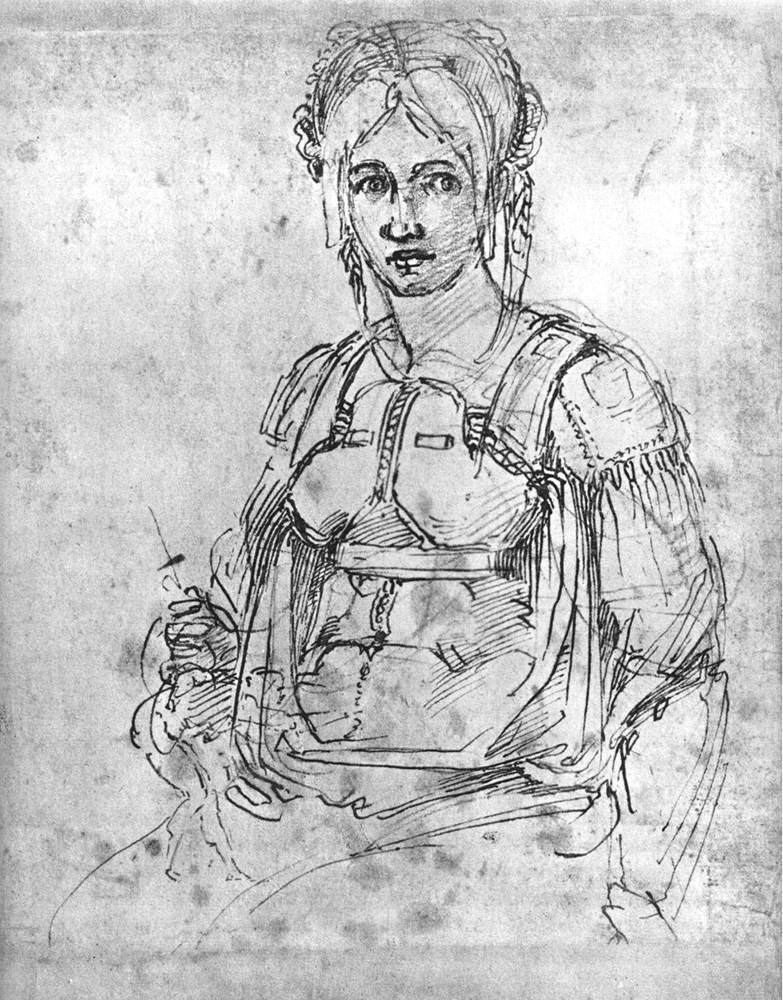
Retrato de Vittoria Colonna dibujado por Miguel Ángel.

Vittoria Colonna era descendiente de una familia noble, y una de las mujeres más notables de la Italia renacentista. De joven se casó con Fernando de Ávalos, marqués de Pescara, un hombre poderoso que murió en la batalla de Pavía al servicio de Carlos I. Después de la muerte de su esposo se retiró de la vida cortesana y se dedicó a la práctica religiosa. Se unió al grupo reformista de raíces erasmistas y evangélicas reunido en Nápoles en torno a Juan de Valdés.
En el convento de San Silvestro in Capite de Roma en 1536, el artista conoció a esta dama y desde el principio hubo una empatía mutua, quizá porque los dos tenían las mismas inquietudes religiosas y ambos eran grandes aficionados a la poesía. Según Ascanio Condivi, Miguel Ángel «estaba enamorado de su espíritu divino» y, como era un gran admirador de Dante, ella representaba lo que el personaje de Beatriz significaba para el poeta. Esto se desprende de la lectura de los poemas dedicados a Vittoria, así como de los dibujos y los versos que le regaló, todos de temática religiosa: una Piedad, una Crucifixión y una Sagrada Familia.
Vittoria murió en 1547, hecho que dejó a Miguel Ángel sumido en el dolor más profundo. Tal como él mismo confesó a Ascanio Condivi: «No había tenido dolor más profundo en este mundo que haberla dejado partir de esta vida sin haberle besado la frente, ni el rostro, como le besó la mano cuando fue a verla en su lecho de muerte».

### Últimos años

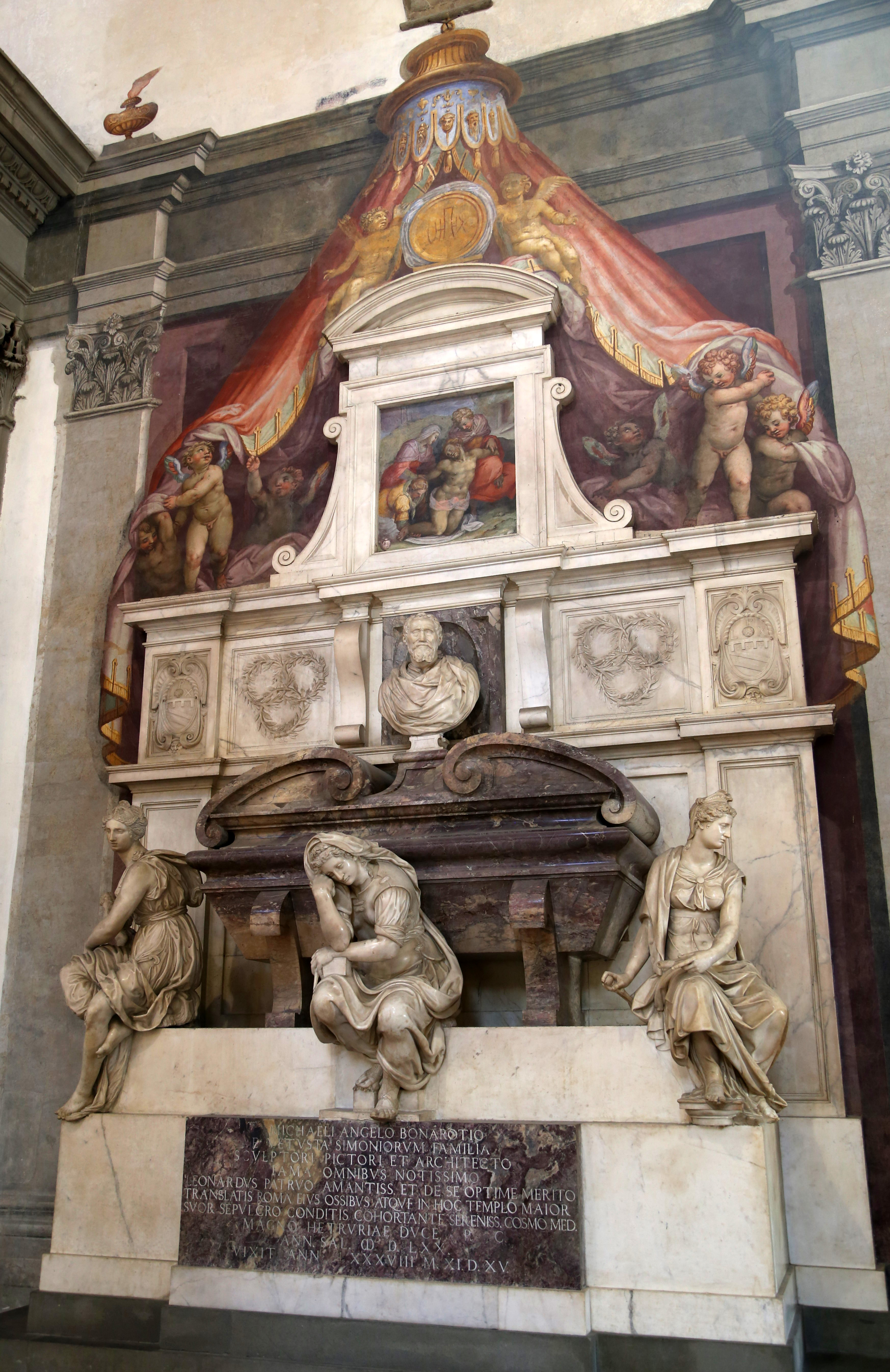
Sepulcro de Miguel Ángel diseñado por Vasari en la basílica de la Santa Croce de Florencia.

Durante los últimos veinte años de su vida, Miguel Ángel se dedicó sobre todo a trabajos de arquitectura: dirigió las obras de la Biblioteca Laurenziana de Florencia y, en Roma, la remodelación de la plaza del Capitolio, la capilla Sforza de Santa María Mayor, la finalización del palacio Farnese y, sobre todo, la finalización de la basílica de San Pedro del Vaticano. De esta época son las últimas esculturas como la Piedad Palestrina o la Piedad Rondanini, así como numerosos dibujos y poesías de inspiración religiosa.
El proyecto de la basílica vaticana, en el que trabajó durante los últimos años de su vida, simplifica el proyecto que concibió Bramante, si bien mantiene la estructura con planta de cruz griega y la gran cúpula. Miguel Ángel creaba espacios, funciones que engloban los elementos principales, sobre todo la cúpula, elemento director del conjunto.
Murió en Roma en 1564, antes de ver acabada su obra, a la edad de ochenta y ocho años, acompañado por su secretario Daniele da Volterra y por su fiel amigo Tommaso Cavalieri; había dejado escrito que deseaba ser enterrado en Florencia. Hizo testamento en presencia de su médico Federigo Donati, «dejando su alma en manos de Dios, su cuerpo a la tierra y sus bienes a los familiares más próximos». Su sobrino Leonardo fue el encargado de cumplir con esta última voluntad del gran artista, y el 10 de marzo de 1564 recibió sepultura en la sacristía de la iglesia de la Santa Croce; el monumento funerario fue diseñado por Giorgio Vasari en 1570. El 14 de julio se celebró un funeral solemne; fue Vasari quien describió estos funerales, donde participaron, además de él mismo, Benvenuto Cellini, Bartolomeo Ammannati y Bronzino.

## Obra escultórica

### Primeras obras

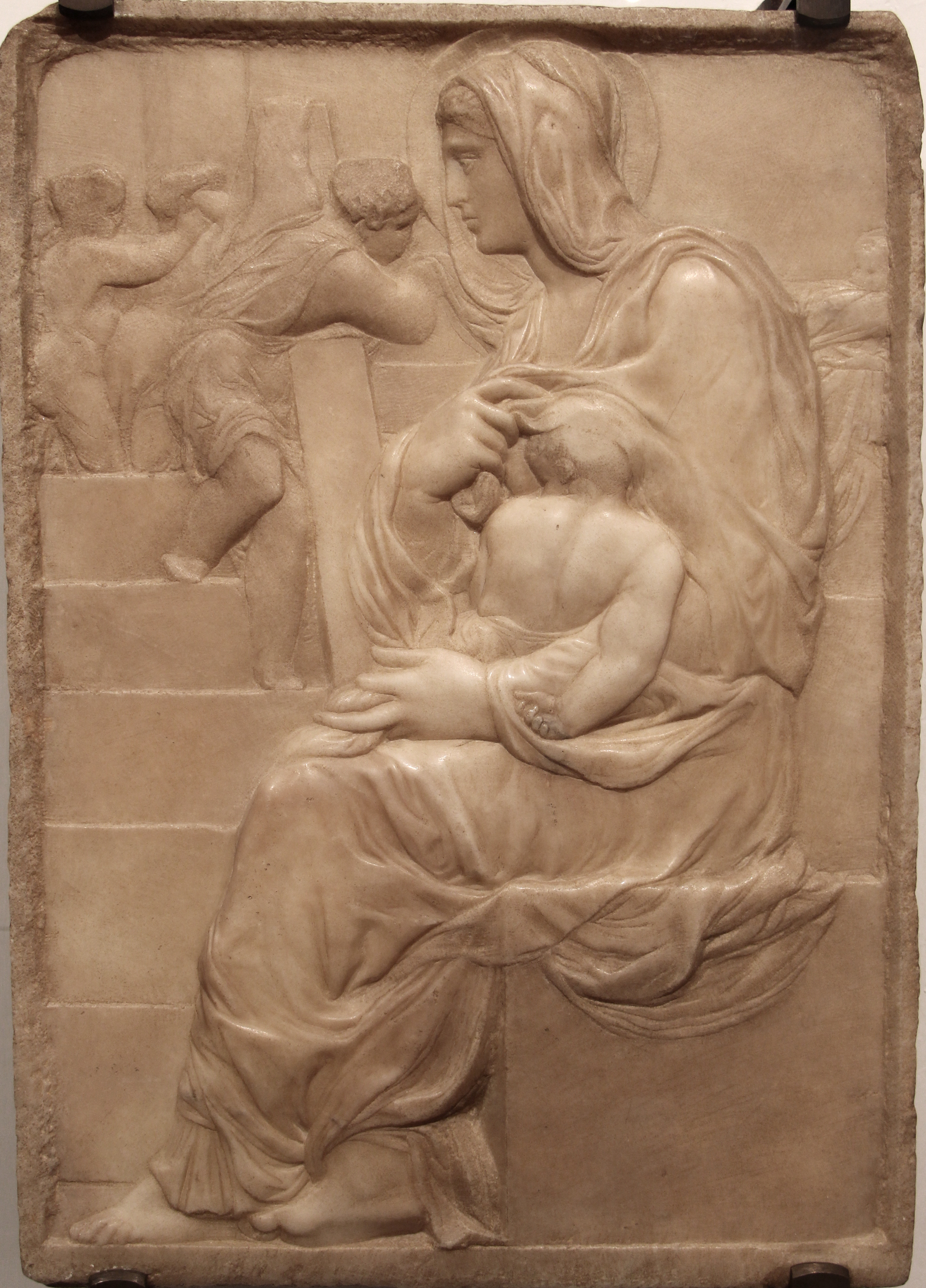
Virgen de la escalera (c. 1491), primera obra conocida de Miguel Ángel.

Entre 1490 y 1492, hizo sus primeros dibujos, estudios sobre los frescos góticos de Masaccio y Giotto; entre las primeras esculturas se cree que hizo una copia de una Cabeza de fauno, en la actualidad desaparecida. 
Los primeros relieves fueron la Virgen de la escalera y La batalla de los centauros, conservados en la Casa Buonarroti de Florencia, en los que ya hay una clara definición de su estilo. Se muestra como el claro heredero del arte florentino de los siglos XIV y XV, a la vez que establece una vinculación más directa con el arte clásico. En el relieve de mármol de La batalla de los centauros se inspiró en el libro XII de Las metamorfosis de Ovidio y se muestran los cuerpos desnudos en pleno furor del combate, entrelazados en plena tensión, con una anticipación de los ritmos serpenteantes tan empleados por Miguel Ángel en sus grupos escultóricos. Ascanio Condivi, en su biografía sobre el artista, refirió haberle oído decir:

... que cuando volvió a verla, se dio cuenta hasta qué punto se había portado mal con la naturaleza al no seguir su inclinación en el arte de la escultura, y juzgo, por aquella obra, todo cuanto podría haber llegado a hacer.
Pijoan (1966, p. 206)

Otra escultura de la misma época (hacia 1490) es también un relieve con tema mariano, la Virgen de la escalera, que presenta un cierto esquema parecido a las de Donatello, pero en la cual se muestra toda la energía de la escultura de Miguel Ángel, tanto en la forma del tratamiento de los planos de la figura como en su contorno tan vigoroso y la anatomía del niño Jesús con la insinuación del contrapposto.
Después de la muerte en 1492 de Lorenzo el Magnífico, y por iniciativa propia, realizó la escultura de un Hércules de mármol en su casa paterna; escogió este tema porque Hércules era, desde el siglo XIII, uno de los patrones de Florencia. La estatua fue comprada por los Strozzi, que la vendieron a Giovan Battista Palla, a quien la adquirió el rey de Francia Enrique III y fue colocada en un jardín de Fontainebleau, donde Rubens hizo un dibujo antes de su desaparición en 1713. Sólo queda dicho dibujo y un esbozo conservado en la casa Buonarroti.

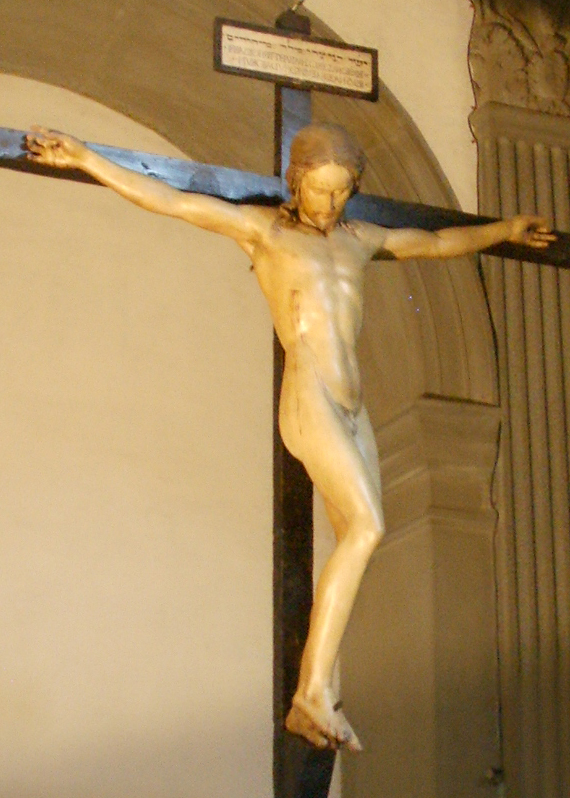
Crucifijo del Santo Spirito, de madera policromada (1492-1494).

A continuación permaneció un tiempo alojado en el convento del Santo Spirito, donde realizaba estudios de anatomía con los cadáveres provenientes del hospital del convento. Para el prior Niccolò di Giovanni di Lapo Bichiellini ejecutó un Crucifijo de madera policromada, donde resolvió el cuerpo desnudo de Cristo, como el de un adolescente, sin resaltar la musculatura, a pesar de que el rostro parece el de un adulto, con una medida desproporcionada respecto al cuerpo; la policromía está pintada con unos colores tenues y con unas suavísimas líneas de sangre, que consiguen una unión perfecta con la talla de la escultura. Fue dado por perdido durante la dominación francesa, hasta su recuperación en 1962, en el mismo convento, cubierto con una gruesa capa de pintura que lo mostraba prácticamente irreconocible.

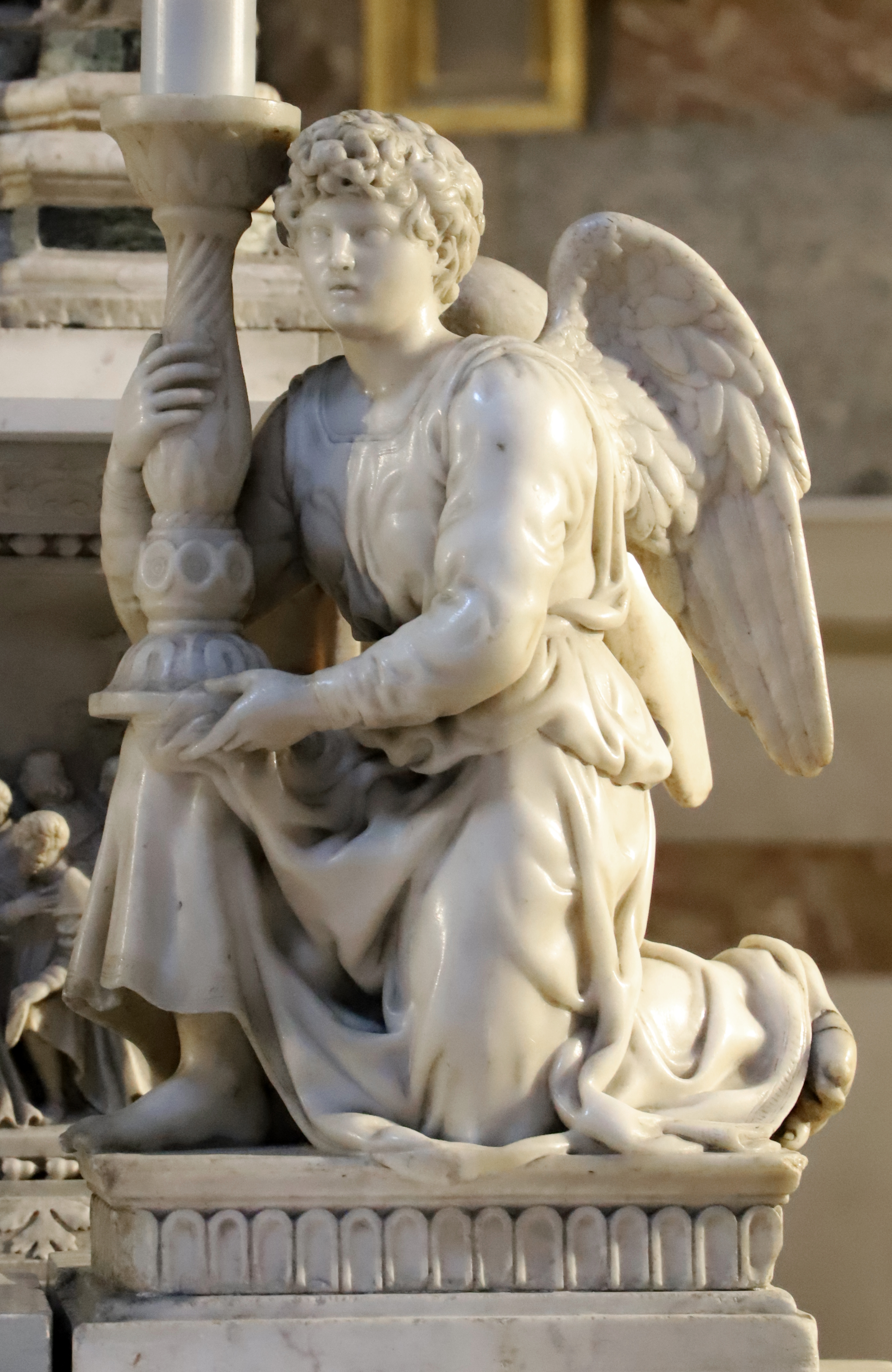
Ángel de la basílica de Santo Domingo de Bolonia (1495).

La Florencia gobernada por Piero de Médici, hijo de Lorenzo el Magnífico, no satisfacía a Miguel Ángel, que viajó a Bolonia en octubre de 1494, donde descubrió los plafones en relieve de la puerta de San Petronio de Jacopo della Quercia, un maestro escultor del gótico tardío, del cual integra en su estilo los amplios pliegues de las vestiduras y el patetismo de sus personajes. Recibió el encargo de parte de Francesco Aldovrandi, de realizar tres esculturas para completar la sepultura del fundador del convento de San Domenico Maggiore, llamada Arca de Santo Domingo, para la que esculpió un Ángel porta candelabro, arrodillado que forma pareja con otro realizado por Niccolò dell'Arca, además un San Próculo y un San Petronio, que actualmente se conservan en la basílica de Santo Domingo de Bolonia. Acabadas estas obras, en el término de poco más de un año, volvió a Florencia.
Por estas fechas, el dominico Girolamo Savonarola reclamaba la república teocrática, y con sus críticas consiguió la expulsión de los Médicis de Florencia en 1495. Savonarola reclamaba la vuelta del arte sacro y la destrucción del arte pagano. Todos estos sermones ocasionaron grandes dudas en Miguel Ángel, entre la fe y el conocimiento, entre el cuerpo y el espíritu, e hicieron que se planteara si la belleza era pecado y si, tal como decía el monje, se había de eliminar del arte la presencia del cuerpo humano. En su prédica contra el absolutismo papal, el 7 de febrero de 1497 organizó en la plaza de la Señoría, una gran hoguera (Hoguera de las vanidades), donde ordenó quemar imágenes, joyas, instrumentos musicales y también libros de Boccaccio y Petrarca; a raíz de esta acción recibió la excomunión por parte del papa Alejandro VI. El año siguiente Savonarola repitió la acción, por lo que finalmente fue detenido y quemado en la hoguera el 23 de mayo de 1498.
De retorno en Florencia, entre 1495 y 1496, talló dos obras: un San Juanito, esculpido para Lorenzo de Pierfrancesco de Médicis, y un Cupido durmiente. El San Juanito, tras su restauración concluida en 2013, ha sido identificado con la escultura custodiada en la Capilla del Salvador de Úbeda, destruida en 1936, confirmándose la teoría planteada por Manuel Gómez-Moreno ya en 1931 de la donación de la obra a Francisco de los Cobos, secretario de Estado de Carlos I, por Cosme I de Médici. Anteriormente se había especulado también con la posibilidad de que fuese una escultura que se encontraba en el Kaiser Friedrich Museum de Berlín, o bien otra que se encuentra sobre la puerta de la sacristía de San Giovanni dei Fiorentini en Roma. Del Cupido durmiente, realizado según el modelo helenístico más clásico, se explica que fue enterrado para conseguir darle una pátina antigua y venderlo al cardenal de San Giorgio, Raffaele Riario, como pieza auténtica, sin saberlo Miguel Ángel. Más tarde, fue comprado por César Borgia y regalado finalmente a Isabel de Este; más adelante, en 1632, fue enviado a Inglaterra como presente para el rey Carlos I, momento a partir del cual se pierde el rastro.

### Primera estancia en Roma

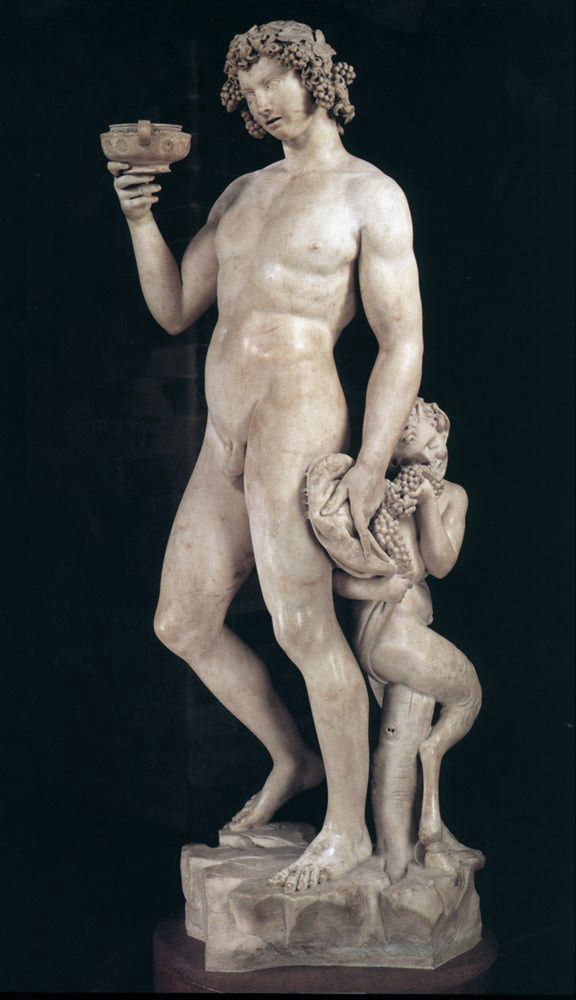
El Baco con un sátiro del Museo del Bargello, en Florencia, (1496-1498).

Su salida hacia Roma tuvo lugar el 20 de junio de 1496. La primera obra que realizó fue un Baco con un sátiro de medida natural, con gran parecido a una estatua clásica, y encargada por el cardenal Riario, que al ser rechazada, fue adquirida por el banquero Jacopo Galli. Más adelante fue comprado por Francisco I de Médici y actualmente se conserva en el museo del Bargello, en Florencia. Ascanio Condivi fue el primero que comparó la estatua con las obras de la Antigüedad clásica:

... esta obra, por su forma y manera, en cada una de sus partes, corresponde a la descripción de los escritores antiguos; su aspecto festivo: los ojos, de mirada furtiva y llenos de lascivia, como los de aquellos que son dados excesivamente a los placeres del vino. Sostiene una copa con la mano derecha, como quien está a punto de beber, y la mira amorosamente, sintiendo el placer del licor que inventó; por este motivo se le representa coronado con un trenzado de hojas de vid... Con la mano izquierda sostiene un racimo de uva, que hace las delicias de un pequeño sátiro alegre y vivo que hay a sus pies.

Es esta claramente la primera gran obra maestra de Miguel Ángel, donde se muestra la característica constante de la sexualidad en su escultura y donde se simboliza el espíritu del hedonismo clásico que Savonarola y sus seguidores estaban dispuestos a suprimir de Florencia.
Al mismo tiempo que realizaba el Baco, por encargo de Jacopo Galli, esculpió un Cupido de pie, que pasó a pertenecer, más tarde, a la colección de los Médicis y que hoy en día está desaparecido.
Por medio de dicho coleccionista Galli, en 1497 recibió del cardenal francés Jean Bilhères de Lagraulas el encargo de una Piedad como monumento para su mausoleo en la capilla de Santa Petronila de la antigua basílica de San Pedro, y que más tarde fue instalada en la nueva construcción de Bramante.
La originalidad con la que trató esta pieza Miguel Ángel se nota en la ruptura con el dramatismo con el que hasta entonces se trataba esta iconografía, que siempre mostraba el gran dolor de la madre con el hijo muerto en sus brazos. Miguel Ángel, sin embargo, realizó una Virgen, serena, concentrada y extremadamente joven, y un Cristo que parece que esté dormido y sin muestras en su cuerpo de haber padecido ningún martirio: el artista desplazó toda clase de visión dolorosa con tal de conseguir que el espectador reflexionase delante del gran momento de la muerte. Es la única obra de Miguel Ángel que firmó: lo hizo en la cinta que atraviesa el pecho de la Virgen:
MICHAEL. ANGELVS. BONAROTVS. FLORENT[INVS].FACIEBAT 

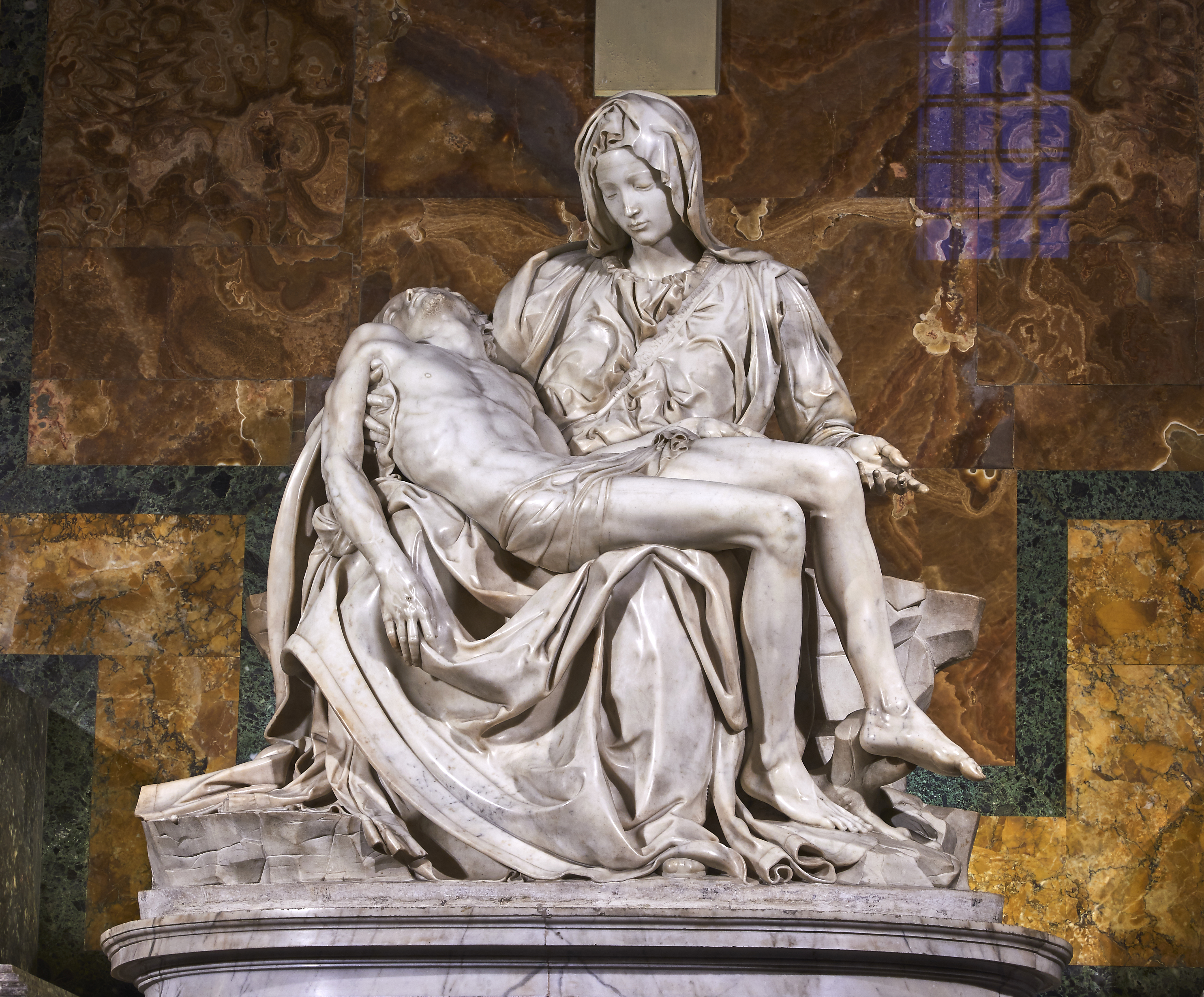
La Piedad de la basílica de San Pedro del Vaticano, de 1,74 m de altura x 1,95 m de longitud en la base (1496).

Un Crucifijo de marfil, datado hacia el periodo 1496-1497, ha estado atribuido recientemente a Miguel Ángel. Esta imagen, que se encuentra desde 1958 sobre el altar mayor del monasterio de Montserrat (Barcelona, España),representa según el historiador Anscari M. Mundó, la última agonía de Cristo, con la cabeza inclinada hacia la derecha, la boca abierta y los ojos casi cerrados; está coronado de espinas, de cuerpo joven con los brazos abiertos, desnudo, protegido con un paño de pureza doblado con pliegues irregulares que sujeta un cordón doble. Presenta una buena anatomía muy realista y muestra la herida a la derecha de las costillas. Mide 58,5 cm de altura. Se cree que fue adquirido por el abad Marcet en 1920 durante un viaje a Roma, creyendo que era una obra de Ghiberti. 

### Retorno a la Toscana

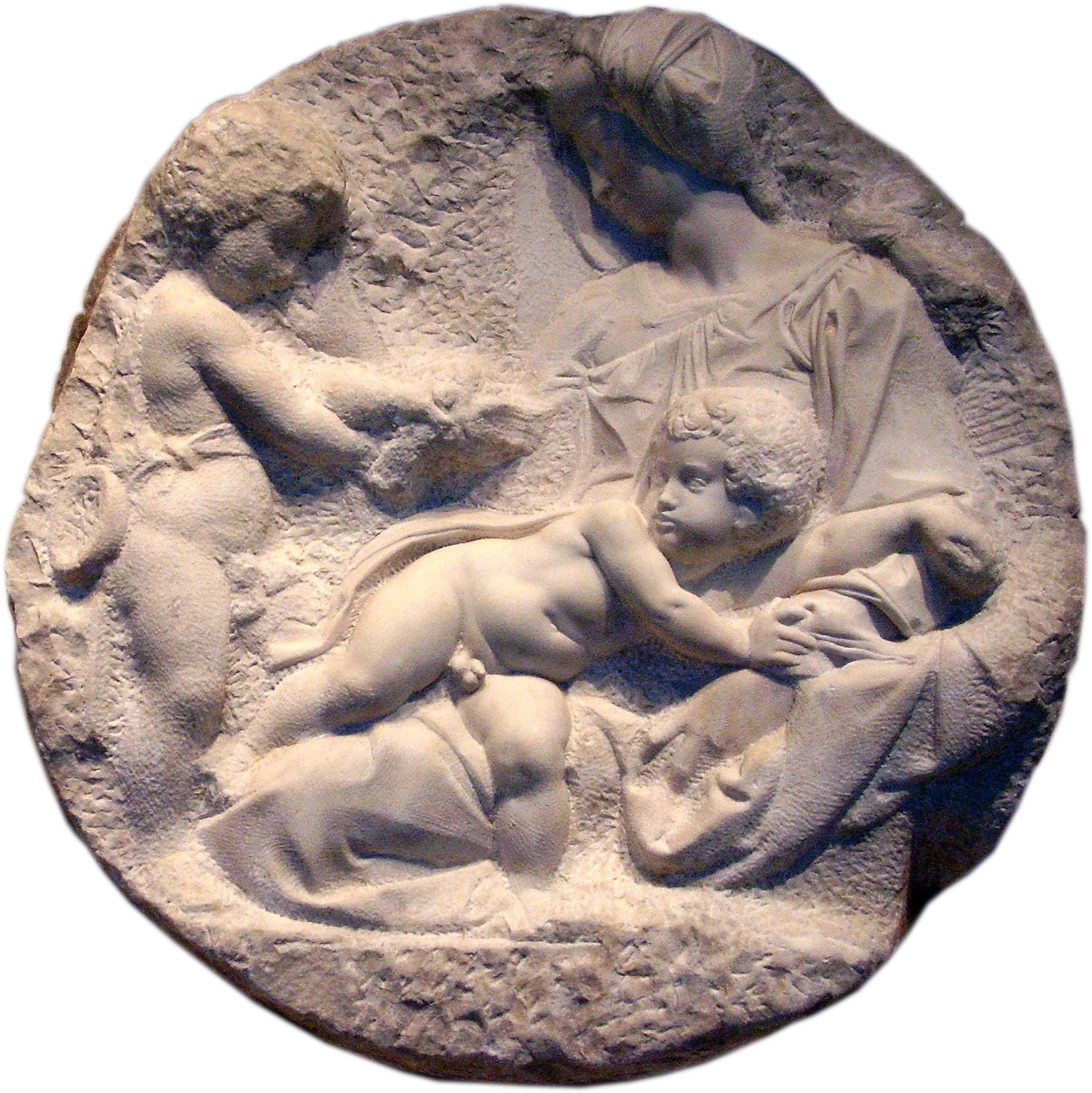
El Tondo Taddei, en la Royal Academy of Arts de Londres.

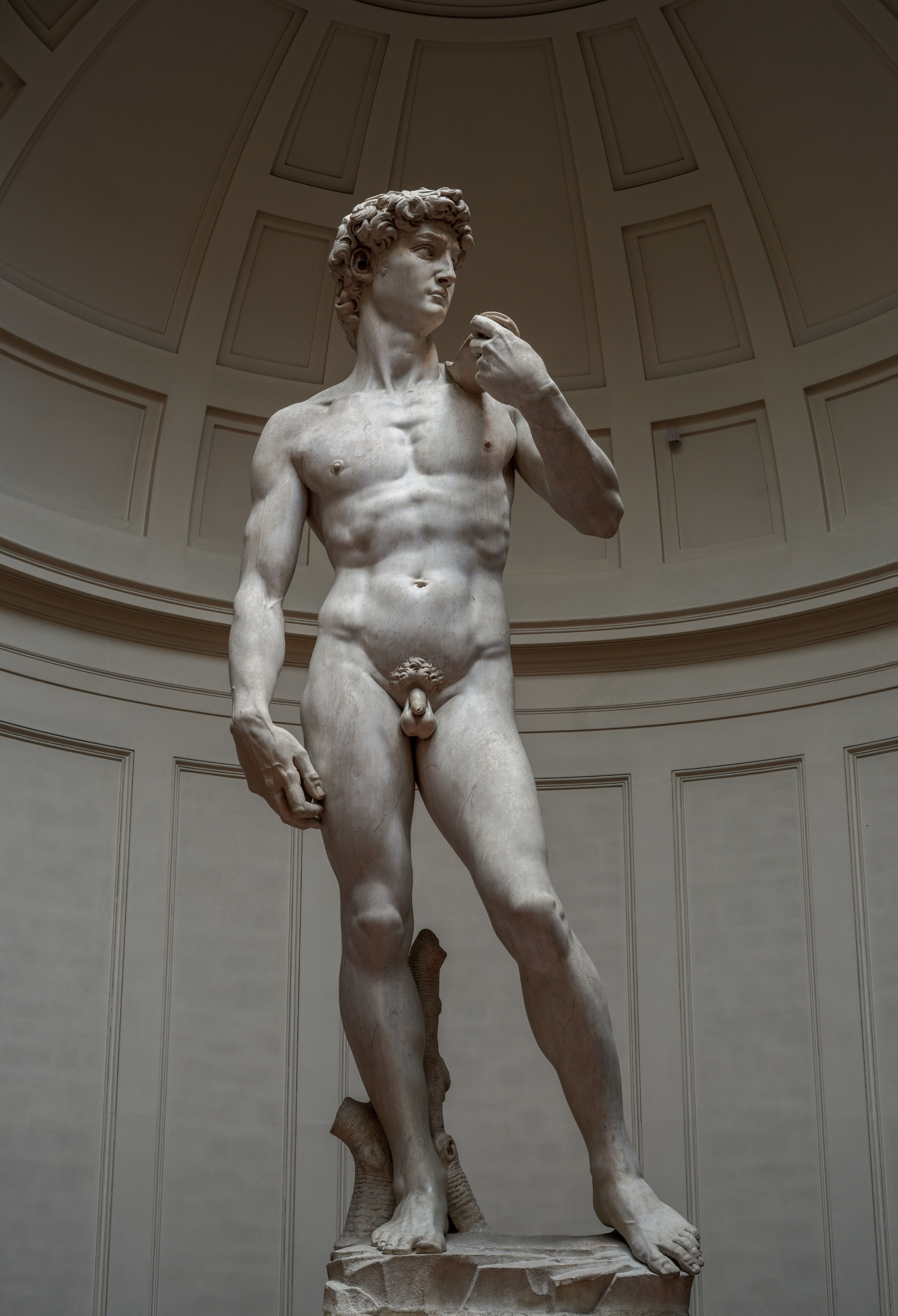
El David, Galería de la Academia, Florencia.

Vuelve a Florencia en la primavera de 1501, después de cinco años ausente de la Toscana. Con Savonarola muerto, en Florencia se había declarado una nueva república gobernada por un gonfaloniere, Piero Soderini, un admirador de Miguel Ángel que le hace uno de los encargos más importantes de su vida: el David. Pone a su disposición un gran bloque de mármol abandonado que había sido empezado por Agostino di Duccio en 1464 y que se encontraba en Santa María del Fiore. Vasari explica que cuando recibió el encargo, el gobernante pensaba que el bloque era inservible y le pidió que hiciera todo lo posible en darle forma. Miguel Ángel realizó un modelo en cera y se puso a esculpir en el mismo lugar donde estaba ubicado el bloque sin dejar que nadie viera su trabajo durante más de dos años y medio, que fue el tiempo que tardó en acabarlo.
Hizo la representación de la escultura en la fase anterior a la lucha con Goliat, con una mirada cargada de incertidumbre y con la personificación simbólica de David defendiendo la ciudad de Florencia contra sus enemigos. Los florentinos vieron el David como símbolo victorioso de la democracia. Esta obra muestra todos los conocimientos y estudios del cuerpo humano conseguidos por Miguel Ángel hasta esa fecha. La técnica empleada fue descrita así por Benvenuto Cellini:

El mejor método empleado jamás por Miguel Ángel; después de haber dibujado la perspectiva principal en el bloque, empezó a arrancar el mármol de un lado como si tuviera la intención de trabajar un relieve y, de esta manera, paso a paso, sacar la figura completa.
Hodson (2000, p. 42)

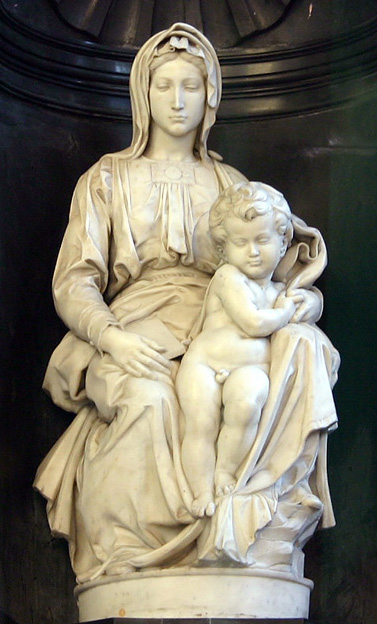
La Madonna de Brujas en la iglesia de Nuestra Señora de Brujas.

Tan pronto estuvo terminada, por consejo de una comisión formada por los artistas Francesco Granacci, Filippino Lippi, Sandro Botticelli, Giuliano da Sangallo, Andrea Sansovino, Leonardo da Vinci y Pietro Perugino, entre otros, se decidió colocarla en la plaza de la Señoría enfrente del palazzo Vecchio.
Desde allí, en 1873 se trasladó para una mejor conservación al museo de la Galleria dell'Accademia, mientras que en la plaza se colocó una copia, también de mármol.
Por estas mismas fechas, estuvo trabajando en el Tondo Taddei, un relieve de mármol de 109 cm de diámetro que muestra la Virgen con el Niño y san Juan Bautista también niño, colocado a la izquierda sujetando un pájaro en sus manos. La figura de Jesús y la parte superior de la Virgen están acabadas, pero el resto no. El relieve fue adquirido por Taddeo Taddei, protector del pintor Raffaello Sanzio, y actualmente se conserva en la Royal Academy of Arts de Londres. Otro alto relieve, el Tondo Pitti, también de mármol, empezado para Bartolomeo Pitti, muestra la Virgen sentada con Jesús apoyado sobre un libro abierto encima de las rodillas de su madre. Se encuentra en el museo del Bargello desde 1873; como el anterior se encuentra inacabado.
En 1502, la Señoría de Florencia le encargó un David de bronce para Pierre de Rohan, mariscal de Gié, que había pasado por Italia con el séquito de Carlos VIII de Francia y había hecho una solicitud de una imagen del David. Miguel Ángel empezó a diseñarlo, pero a causa de su tardanza se tuvo que recurrir a la fundición por parte del escultor Benedetto da Rovezzano para acabar la obra. Posteriormente se ha perdido el rastro.
Hacia 1503 realizó, por encargo de unos mercaderes flamencos, los Mouscron, una Virgen con Niño para una capilla de la iglesia de Nuestra Señora de Brujas. Aunque se puede apreciar el movimiento de la ropa como en la Piedad del Vaticano, el resultado es diferente, sobre todo por la verticalidad de la escultura. Está representada en un momento de abandono, donde la mano derecha de la Virgen parece que sólo tiene la fortaleza para evitar que el libro no caiga y la izquierda está sujetando suavemente al niño Jesús, en contraposición con la vitalidad de movimiento que demuestra el Niño.
El 24 de abril de 1503, el escultor firmó el contrato con los representantes del gremio de la lana (Arte della Lana), en virtud del cual se comprometía a realizar doce imágenes de los apóstoles para Santa María del Fiore. Sólo empezó la de san Mateo, una obra de mármol de 261 cm de altura que dejó inconclusa y que se encuentra en la Galería de la Academia de Florencia.
Para la capilla de los Piccolomini de la catedral de Siena, realizó entre 1503 y 1504, cuatro imágenes, las de san Pablo, san Pedro, san Pío y san Gregorio (este último de autoría incierta), con una gran riqueza de pliegues en las vestiduras y un buen equilibrio entre las sombras y las luces. En la parte posterior están solo esbozadas, ya que se esculpieron para ser colocadas dentro de unas hornacinas del altar realizado por Andrea Bregno entre 1483 y 1485.

### La tragedia de la sepultura

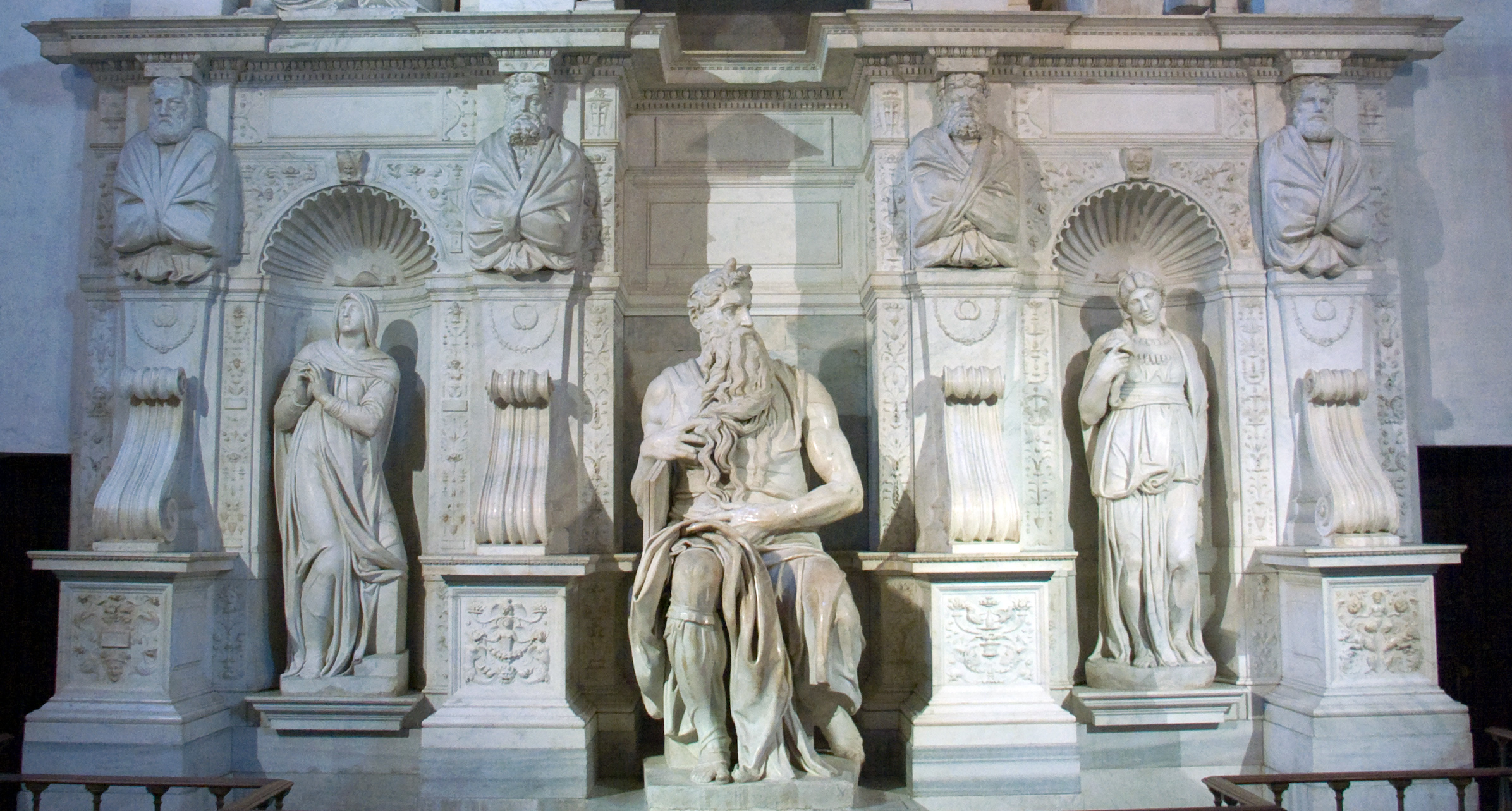
Parte baja de la sepultura de Julio II en San Pietro in Vincoli, en Roma, con las esculturas Moisés, Raquel y Lea.

En 1505 fue llamado a Roma por el papa Julio II para proponerle la construcción de la sepultura papal, que se habría de poner bajo la cúpula de la basílica de San Pedro del Vaticano. Toda la sucesión de hechos durante los cuarenta años que se tardó para la realización de la tumba fue llamada por Ascanio Condivi «la tragedia de la sepultura», como será conocido desde entonces todo el desfile de infortunios de esta obra.
El artista consideró el sepulcro de Julio II la gran obra de su vida. El primer proyecto presentado fue un monumento aislado de planta rectangular y de forma piramidal escalonada de tres pisos, con una gran cantidad de figuras escultóricas. Una vez el papa le dio el visto bueno, Miguel Ángel pasó cerca de ocho meses en las canteras de Carrara escogiendo los bloques de mármol para la obra. Por indicación de Bramante, Julio II cambió de idea y solicitó al escultor que parara la ejecución del mausoleo y emprendiera la de la pintura de la bóveda de la Capilla Sixtina.
El 17 de abril de 1506 Miguel Ángel, contrariado, abandonó Roma y se dirigió a Florencia, pero a finales de noviembre, tras las numerosas llamadas del pontífice, que le amenazó con excomulgarle, se reunió con él en Bolonia. El papa le asignó un trabajo en esta ciudad: una colosal estatua de bronce del papa Julio, que fue entregada en febrero de 1508, y fue instalada en la fachada de la basílica de San Petronio. Esta escultura fue destruida en diciembre de 1511 por rebeldes boloñeses.
En 1513, cuando terminó la pintura de la bóveda de la Capilla Sixtina y Miguel Ángel creía que ya podría esculpir los mármoles del sepulcro, falleció el papa Julio II y se aplazó la ejecución durante dos décadas más. Se realizaron seis proyectos diferentes y finalmente en 1542 el sepulcro fue construido como un retablo con solo siete estatuas, y se instaló en la iglesia de San Pietro in Vincoli y no en la basílica del Vaticano. La gran escultura del sepulcro es la figura del Moisés, la única de las ideadas en el primer proyecto que llegó al final de la obra. La estatua colosal, con la terribilitá de su mirada, demuestra un dinamismo extremo. Está colocada en el centro de la parte inferior, de manera que se convierte en el centro de atención del proyecto definitivo, con las estatuas de Raquel y Lía situadas una en cada lado. El resto del monumento fue realizado por sus ayudantes.
Para el primer proyecto, había realizado durante el periodo 1513-1516 el Esclavo moribundo y el Esclavo rebelde (ambos en el Museo del Louvre), con la simbología de representar los pueblos paganos en su reconocimiento de la fe verdadera. El Esclavo moribundo recuerda las imágenes de san Sebastián; el tronco del cuerpo hace una torsión, con un movimiento contenido hacia atrás, que se acentúa con el brazo izquierdo sobre la cabeza y se encuentra equilibrado por el derecho que cruza el cuerpo sobre el pecho. Presenta también un acusado contrapposto.
En el Esclavo rebelde, comparado con los dibujos iniciales de Miguel Ángel (guardados en Oxford), se aprecia la transformación que hizo, obligado por la forma primitiva del bloque de mármol: la pierna derecha, que en el dibujo quedaba medio escondida, en la escultura se ve completamente apoyada en el bloque; los brazos en el dibujo estaban atados detrás, en la espalda, mientras que en la estatua se muestran: el derecho, verticalmente que sube por el borde del bloque, y el izquierdo en ángulo recto hacia atrás; finalmente, la cabeza está girada hacia arriba, en un claro recuerdo de la expresión de la escultura del Laocoonte y sus hijos, de cuyo descubrimiento en Roma, fue testimonio Miguel Ángel.
Desde 1520, continuó esculpiendo cuatro estatuas más de esclavos, con una medida más grande que la pareja anterior y menos acabados en su realización, con aspecto de atlantes, conocidos como el Joven esclavo, Esclavo atlante, Esclavo despertándose y Esclavo barbudo. Permanecieron en el taller del escultor hasta 1564, cuando su sobrino Leonardo los donó a Cosme I de Médici y fueron colocados en la gruta de Buontalenti del jardín de Bóboli hasta su traslado definitivo, en 1908, a la Galería de la Academia de Florencia.
Esculpió la estatua del Genio de la Victoria, que entraba dentro del quinto proyecto realizado para la tumba de Julio II. Se trata de un grupo escultórico colocado en el Salón del Cinquecento del palazzo Vecchio, aunque Vasari la relacionaba con el primer proyecto, donde las Victorias que había diseñadas estaban todas vestidas y, en cambio, solo desde el quinto proyecto se muestran desnudas; en lo que sí coincide es que se trata de una obra realizada para el mausoleo del papa.
Por unas cartas intercambiadas entre Vasari y el sobrino de Miguel Ángel, Leonardo, se sabe que estaba en el taller del escultor cuando ocurrió su fallecimiento en 1564; el sobrino había llegado a proponer colocarla en la tumba de Miguel Ángel; al final, fue donada al duque Cosme I de Médici y fue colocada en la palazzo Vecchio. Se ha dicho de esta escultura que es la representación del victorioso vencido, la inevitable victoria de la juventud sobre la vejez, según Tolnay.

### Las tumbas de los Médici
Hacia 1520, el papa Clemente VII le encargó el proyecto para las tumbas de sus familiares Lorenzo el Magnífico, padre de León X, y su hermano Juliano, (padre de Clemente VII), y dos tumbas más para otros miembros de la familia: Juliano II y Lorenzo II, en la sacristía de la basílica de San Lorenzo de Florencia. El papa le propuso cuatro sepulcros, uno en cada pared de la planta cuadrada de la sacristía, una Virgen con Niño y las imágenes de los santos Cosme y Damián, que tenían que estar colocados en el centro de la estancia sobre un altar.
Una vez aprobado el proyecto no se empezó a realizar hasta 1524, cuando llegaron los bloques de mármol de Carrara. Miguel Ángel aplicó las esculturas al lado de la arquitectura de las paredes; todas las molduras y cornisas cumplen la función de sombra y luz y, se componen de un sarcófago curvilíneo sobre las que hay dos estatuas con la simbología del tiempo. En la de Lorenzo, el Crepúsculo, con los trazos de un hombre que envejece pero que aún tiene plena posesión de su fuerza, el cual tiene una actitud simétrica a la Aurora, que se encuentra a la derecha y por encima de ambas, dentro de una hornacina, la estatua de Lorenzo, sobrino de León X, que tiene la cabeza cubierta con el casco de los generales romanos; su actitud de meditación hizo que enseguida se le conociera con el nombre de «el pensador».
Encima de la tumba de Juliano están las alegorías de la Noche, que a pesar de simbolizar la muerte anuncia la paz suprema y el Día que muestra la cabeza inacabada de un hombre, siendo muy singular esta representación de una persona mayor. Simboliza la imagen del cansancio de empezar un día sin desearlo. Sobre ellas la estatua de Juliano, hermano de León X, con un gran parecido a la escultura del Moisés de la tumba de Julio II; a pesar de la coraza con la que lo vistió, se aprecia el cuerpo de un joven atleta. En definitiva, los retratos de estos personajes de la casa Médicis son más espirituales que físicos, se muestra más el carácter y no la apariencia material. Cuando se le dijo al escultor que se parecían poco a las personas reales, contestó: «¿Y quién se dará cuenta de aquí a diez siglos?».
Miguel Ángel realizó también la escultura de la Virgen y el Niño, que es símbolo de vida eterna y está flanqueada por las estatuas de san Cosme y san Damián, protectores de los Médici, ejecutadas sobre modelo de Buonarroti, respectivamente por Giovanni Angelo Montorsoli y Raffaello da Montelupo. Aquí están enterrados Lorenzo el Magnífico (primer mecenas de Miguel Ángel) y su hermano Juliano. Estos últimos sepulcros quedaron incompletos, así como las esculturas que representan los ríos, que tenían que ir en la parte baja de las otras tumbas ya realizadas, por la marcha definitiva de Miguel Ángel a Roma, en 1534 a causa de la situación política de Florencia.
Para estas tumbas esculpió también un Joven en cuclillas de mármol, que representa un joven desnudo, doblado sobre sí mismo; seguramente quería representar las almas de los «no nacidos». Fue una de las esculturas que se quedaron en la sacristía en 1534, cuando Miguel Ángel viajó a Roma. Esta estatua se encuentra en el Museo del Hermitage de San Petersburgo.

### Otras obras escultóricas

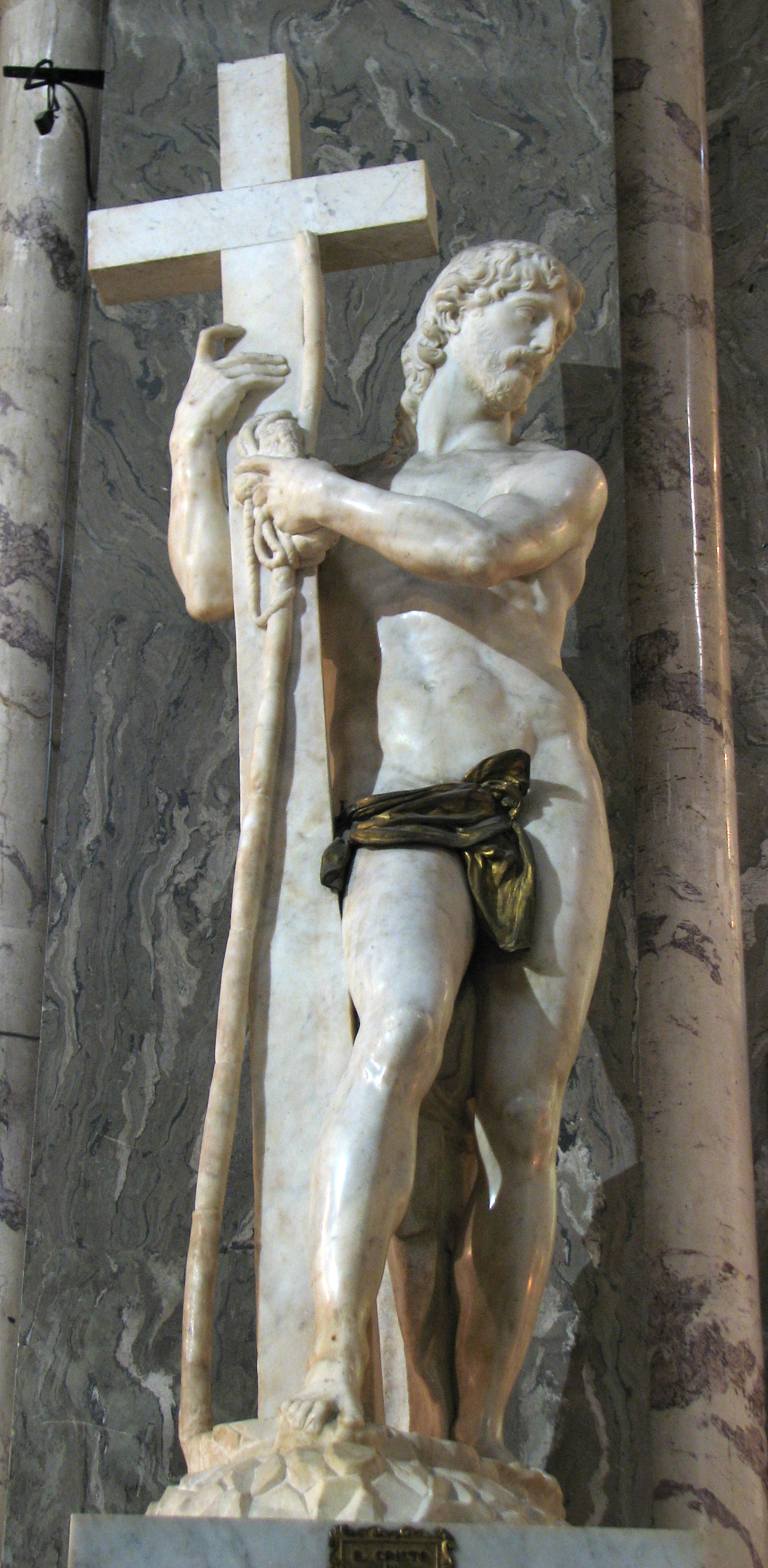
El Cristo de la Minerva de Santa Maria sopra Minerva, en Roma.

Una nueva versión del Cristo de la Minerva, realizado para Metello Vari, es consecuencia de la que empezó durante 1514, y que fue abandonada a causa de los defectos del mármol; en el contrato de la escultura se precisa que será «una estatua de mármol de un Cristo, de medida natural, desnudo, con una cruz entre los brazos y los símbolos de la pasión, en la posición que Miguel Ángel juzgue más adecuada». La obra se envió a Roma en 1521, donde fue acabada por su ayudante Pietro Urbano, el cual cambió la línea y le dio una terminación muy diferente de la que solía hacer Miguel Ángel, que inicialmente la había tratado como un joven atleta adolescente y que acostumbraba a dejar sus esculturas con planos voluntariamente inacabados. Fue colocada en la iglesia de Santa Maria sopra Minerva en Roma.
Hacia 1530, Baccio Valori, comisario del papa Clemente VII y nuevo gobernador de Florencia, le encargó una estatua de Apolo o de David. Se cree que en principio Miguel Ángel se inclinó hacia la ejecución de un David, ya que la forma redonda que se aprecia debajo del pie derecho se considera un esbozo para hacer la cabeza de Goliat. La figura, está definitivamente dedicada a Apolo, con la imagen del cuerpo que evoca la forma de una mujer, tratado como Narciso enamorado de sí mismo; muestra un claro contrapposto. Se encuentra en el museo florentino del Bargello.
El busto de Brutus fue realizado hacia 1539 en Roma y se encuentra también en el Bargello. Fue un encargo del cardenal Niccolò Ridolfi, ejecutado en un estilo antiguo, parecido a los bustos romanos de los siglos I y II de nuestra era; lo acabó su discípulo Tiberio Calcagni, sobre todo en la parte de las vestiduras. Tiene una altura de 74 cm sin contar la peana. Giorgio Vasari fue el primero que relacionó su iconografía con la Antigüedad clásica y Tolnay observó reminiscencias de un busto romano de Caracalla que se encuentra en el Museo Arqueológico Nacional de Nápoles.

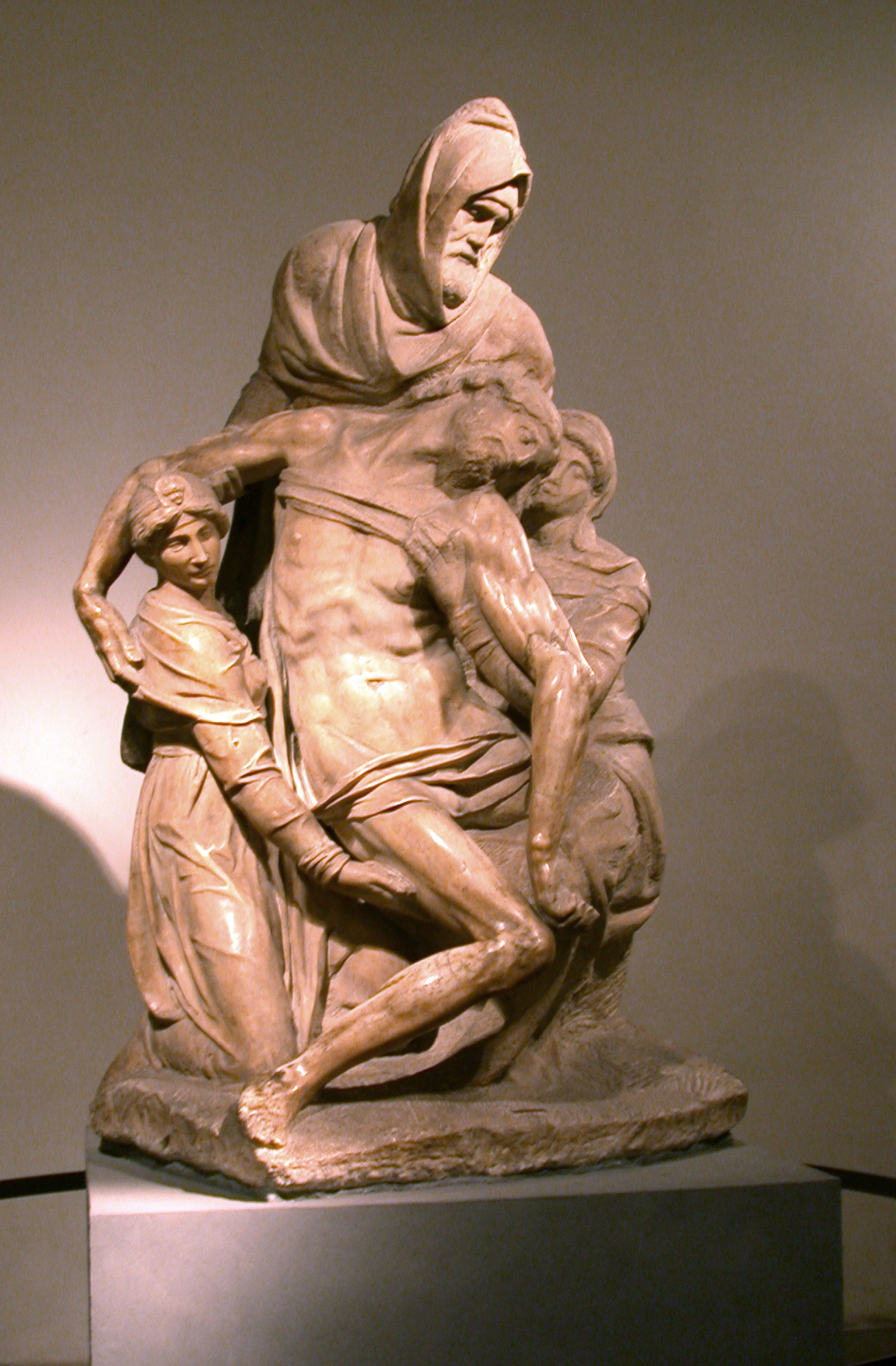
La Piedad florentina, Museo dell'Opera del Duomo, Florencia.

La Piedad florentina, llamada así porque se encuentra en el Duomo de Florencia, se cree que fue empezada a partir de 1550. Según Vasari y Condivi, Miguel Ángel proyectó este grupo escultórico con la idea que lo sepultaran a sus pies, dentro de la basílica de Santa María la Mayor en Roma. Más tarde, abandonó este deseo, por el de ser enterrado en Florencia, y también por la oportunidad de su venta, en 1561, a Francesco Bandini, que colocó la escultura en los jardines romanos de Montecavallo, donde permaneció hasta su traslado a la basílica de San Lorenzo de Florencia por parte de Cosme III en 1674; finalmente en 1722 se colocó en Santa Maria del Fiore y desde 1960 se encuentra en el museo de la catedral.
El grupo escultórico de la Piedad florentina consta de cuatro personajes: el Cristo muerto que está sostenido por la Virgen, María Magdalena y Nicodemo, los rasgos del cual son un autorretrato de Miguel Ángel. La estructura es piramidal, con Nicodemo como vértice, y el Cristo se muestra como una figura serpentinata propia del manierismo. En 1555, no se sabe exactamente, si por accidente o porque la obra no le parecía bien al autor, la rompió en diversos trozos. Explica Vasari:

Quizá porque la piedra era dura y estaba llena de esmeril y el cincel sacaba chispas, o quizá por su autocrítica severa, no estaba nunca contento con nada de lo que hacía... Tiberio Calcagni le preguntó por qué había roto la Piedad y se habían perdido así todos sus maravillosos esfuerzos. Miguel Ángel le respondió que una de las razones era porque su criado le había estado importunando con sus sermones diarios para que la acabase, y también porque se había roto una pieza del brazo de la Madonna. Y todo esto dijo, así como otras desgracias, como que había descubierto una fisura en el mármol, habiéndole hecho odiar la obra, había perdido la paciencia y la había roto.

Posteriormente, la Piedad florentina, fue restaurada por Tiberio Calcagni, a pesar de ello aún se puede observar algún desperfecto en el brazo y en la pierna del Cristo.
Otra obra sobre el mismo tema y realizada durante la misma época (1556) es la Piedad Palestrina, un grupo escultórico con el Cristo, la Virgen y María Magdalena, de dos metros y medio de altura. Miguel Ángel empleó para su elaboración un fragmento de una construcción romana; en la parte posterior se puede apreciar un trozo de decoración antigua de un arquitrabe romano. Se encuentra inacabada y, después de estar en la capilla del palazzo Barberini de Palestrina, actualmente se puede ver en la Galería de la Academia de Florencia.
Miguel Ángel empezó también la Piedad Rondanini, que sería la última escultura en la cual trabajaría hasta la vigilia de su muerte. La religiosidad que muestran estas últimas esculturas es el resultado de una crisis interna del autor. Las imágenes de la Piedad Rondanini son alargadas y tanto el Cristo como la Virgen se encuentran completamente unidos como si se tratase de un solo cuerpo, se aprecia una frontalidad dramática de origen medieval. La dejó, inacabada, como legado, en 1561, a su fiel servidor Antonio del Franzese. Se mantuvo durante siglos en el patio del palazzo Rondanini y en 1952 fue adquirida por el Ayuntamiento de Milán y colocada para su exposición en el centro cívico del castillo Sforzesco de los Sforza.
La Piedad Rondanini es, de todas sus esculturas, la más trágica y misteriosa. En el inventario de su casa de Roma, se refiere como «otra estatua iniciada de un Cristo con otra figura encima, juntas, esbozadas y sin acabar».

## Obra pictórica

### El tormento de San Antonio
La primera obra pictórica atribuida a Miguel Ángel, de cuando este contaba con doce años de edad, fue el Tormento de San Antonio. La pintura, citada por los primeros biógrafos del artista, era una copia con variantes de un conocido grabado del alemán Martin Schongauer. Una pintura de este tema fue subastada como obra «del taller de Ghirlandaio», adquirida por un marchante estadounidense y sometida a diversos análisis en el Metropolitan Museum de Nueva York en 2009. Varios expertos en la obra de Miguel Ángel la identifican como la pintura que el florentino realizó durante su aprendizaje con Ghirlandaio, aunque existen dudas al respecto. Finalmente, fue adquirida por el Kimbell Art Museum de Estados Unidos.

### Santo Entierro

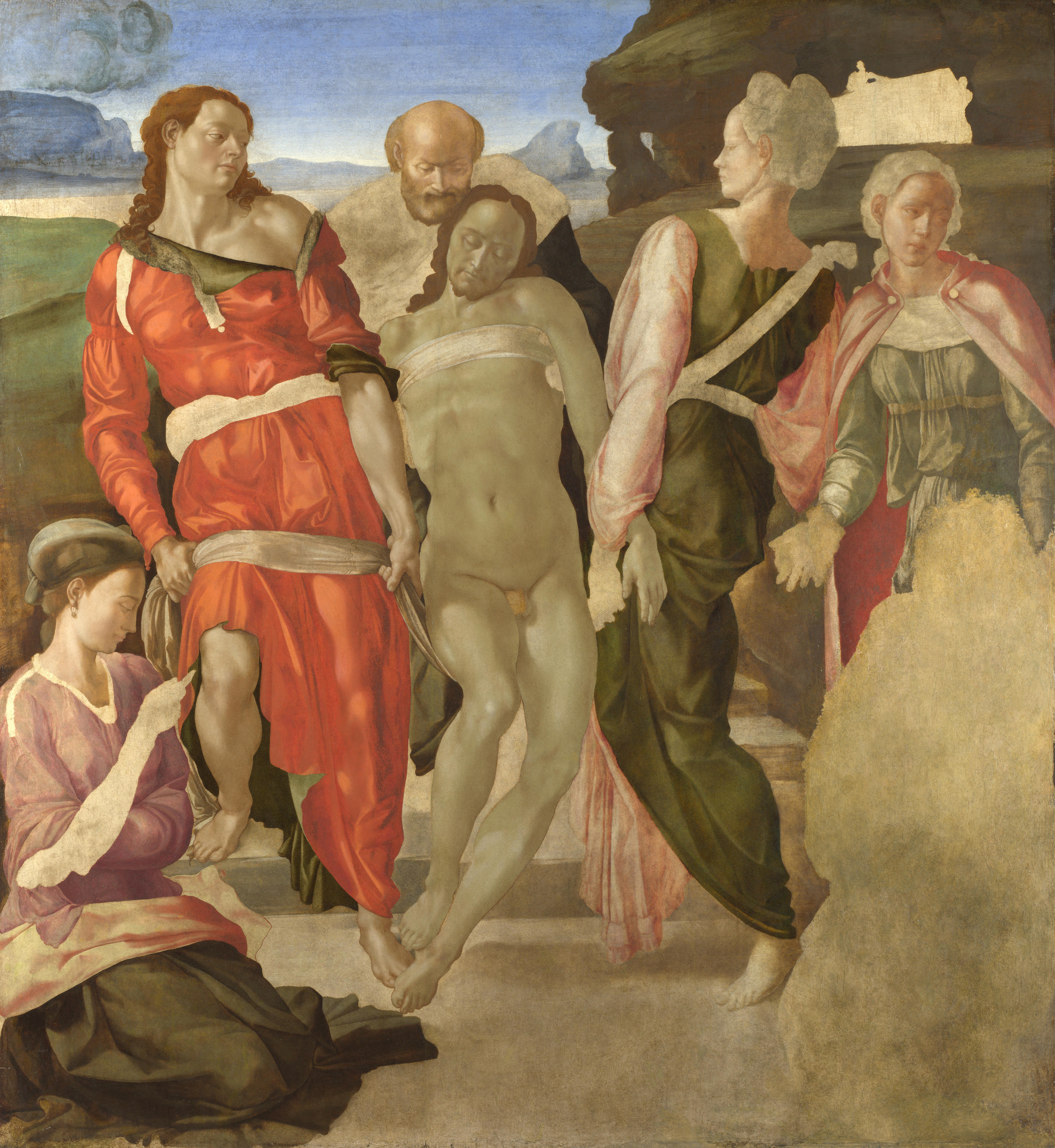
Santo Entierro, en la National Gallery de Londres (1500-1501).

Hasta el reciente hallazgo de Las tentaciones de san Antonio, eran el Santo Entierro y la Madonna de Mánchester las primeras pinturas atribuidas a Miguel Ángel. El Santo Entierro se trata de una tabla al temple inacabada, datada hacia 1500-1501, que se encuentra en la National Gallery de Londres. Gracias a unos documentos publicados en 1980, se sabe que durante su estancia en Roma recibió el encargo de hacer un retablo para la iglesia de Sant'Agostino de esa ciudad y que el artista devolvió el pago recibido a cuenta, ya que no había podido acabarlo debido a su retorno a Florencia en 1501.
Esta tabla, que durante muchos años se ha dudado si pertenecía a Miguel Ángel, finalmente se ha reconocido como obra suya. Las figuras de Cristo y san Juan son las que muestran más fuerza, y su composición es soberbia; la figura de José de Arimatea, situada detrás de Jesucristo se puede observar un curioso parecido con la de san José del Tondo Doni.

### Tondo Doni

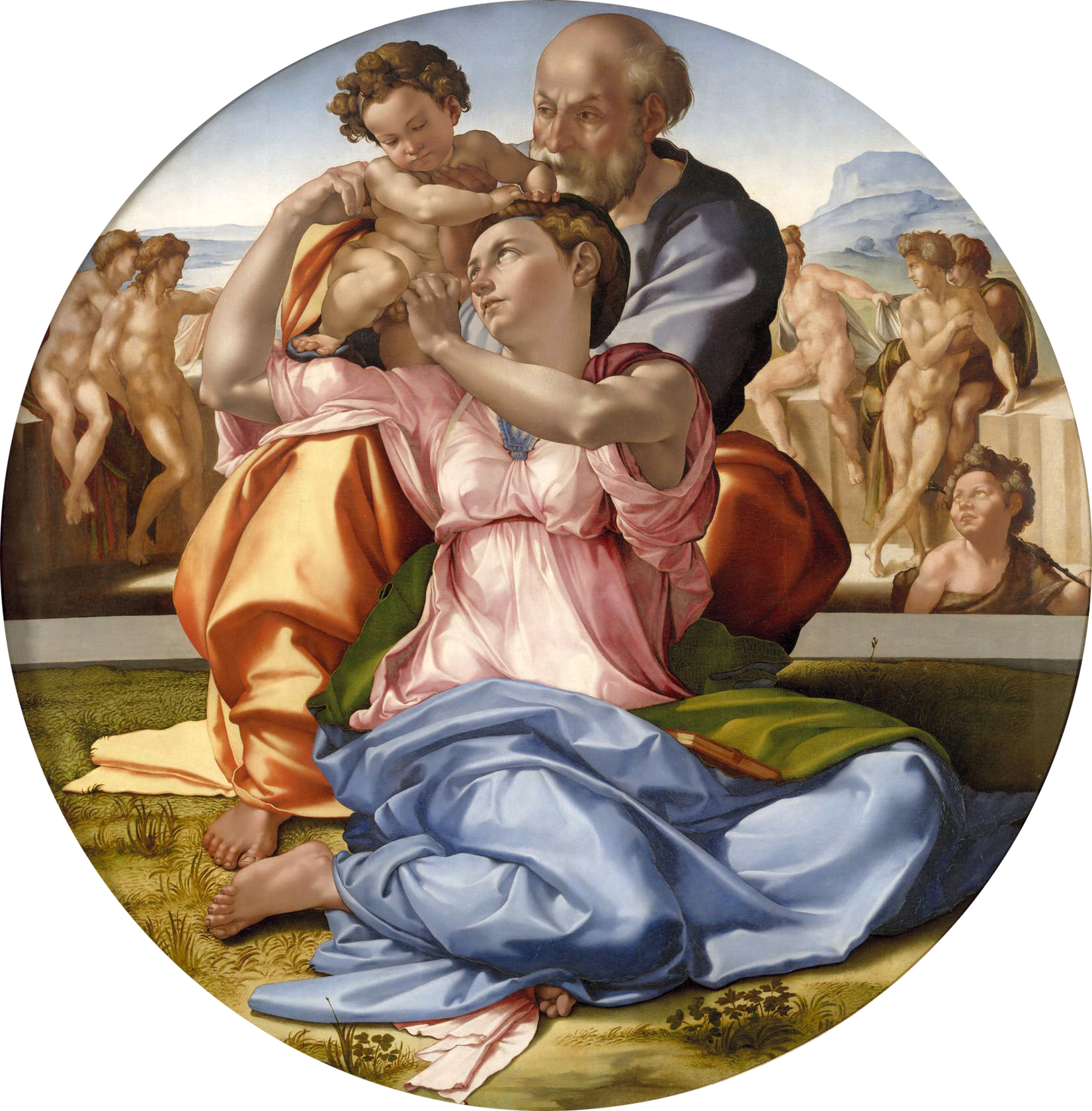
Tondo Doni, en los Uffizi de Florencia (1504-1505).

El Tondo Doni, conocido también como la Sagrada Familia (1504-1505), se encuentra hoy en la Galería Uffizi, Florencia. Esta pintura al temple, la pintó para Agnolo Doni, como regalo de bodas a su esposa Maddalena Strozzi. En primer plano está la Virgen con el Niño y detrás, san José, de grandiosas proporciones y dinámicamente articulado; llaman la atención las imágenes tratadas como esculturas dentro de una disposición circular de 120 cm de diámetro y con una composición en forma piramidal de las figuras principales. La base de la línea triangular es la marcada por las piernas de la Virgen colocada de rodillas, con la cabeza girada hacia la derecha, donde se encuentra el Niño sostenido por san José, con el cuerpo inclinado hacia la izquierda; esta parte superior de la pintura junto con la línea que marcan los brazos, denota un movimiento en forma de espiral.
Separados por una balaustrada, se encuentran Juan el Bautista y un grupo de ignudi. Esta pintura puede verse como la sucesión de las diversas épocas en la historia del hombre: los ignudi representarían la civilización pagana, san Juan y san José la era mosaica y la Virgen con el Niño la era de la Redención, a través de la encarnación de Jesús. Esta interpretación está sostenida, incluso en las cabezas esculpidas sobre la cornisa original: dos sibilas (representa la edad pagana), dos profetas (representa la edad mosaica) y la cabeza de Cristo (representa la era de la redención), con frisos intermedios de animales, máscaras de sátiros y el emblema de los Strozzi.
El artista demostró que con la pintura era capaz de expresarse con la misma grandiosidad que en la escultura; el Tondo Doni, de hecho, se considera el punto de partida para el nacimiento del manierismo.

### Bóveda de la Capilla Sixtina
Entre marzo y abril de 1508, el artista recibió de Julio II el encargo de decorar la bóveda de la Capilla Sixtina; en mayo aceptó y concluyó los frescos cuatro años más tarde, tras un solitario y tenaz trabajo. El proyecto del papa era la representación de los doce apóstoles, que Miguel Ángel cambió por uno mucho más amplio y complejo. Ideó una grandiosa estructura arquitectónica pintada, inspirada en la forma real de la bóveda. Al tema bíblico general de la bóveda, Miguel Ángel interpuso una interpretación neoplatónica con la representación de nueve escenas del Génesis, cada una rodeada por cuatro jóvenes desnudos (ignudi), junto con doce profetas y las sibilas. Un poco más abajo se encuentran los antepasados de Cristo. Todas estas escenas están diferenciadas magistralmente por medio de la imitación de arquitecturas. Estas imágenes se convirtieron en el símbolo mismo del arte del Renacimiento.
Empezó el trabajo el 10 de mayo de 1508, rechazando la colaboración de pintores expertos en frescos; también hizo quitar los andamios que había colocado Bramante y puso unos nuevos diseñados por él. Mientras trabajaba en su primer fresco (El Diluvio), tuvo problemas con la pintura, la humedad alteró los colores y el dibujo, tuvo que recurrir a Giuliano da Sangallo para su solución y volver a empezar; Miguel Ángel aprendió a fuerza de sufrimiento la técnica del fresco, ya que según Vasari, hacía falta:

... realizar en una única jornada toda la escena... La obra se ejecuta sobre la cal aún fresca, hasta concluir la parte prevista... Los colores aplicados sobre el muro húmedo producen un efecto que se modifica cuando se seca... Lo que se ha trabajado al fresco queda para siempre, pero lo que ha estado retocado en seco se puede quitar con una esponja húmeda...

 La superficie pintada en un día se llama «jornada»; la escena de La Creación de Adán, una de las más espectaculares de la bóveda, se realizó en dieciséis jornadas.
El artista también estuvo bajo la tensión de las continuas discusiones con el papa, las prisas por acabar la pintura y los pagos que no recibía. Finalmente, la gran obra de la pintura de la bóveda se presentó públicamente el 31 de octubre de 1512.

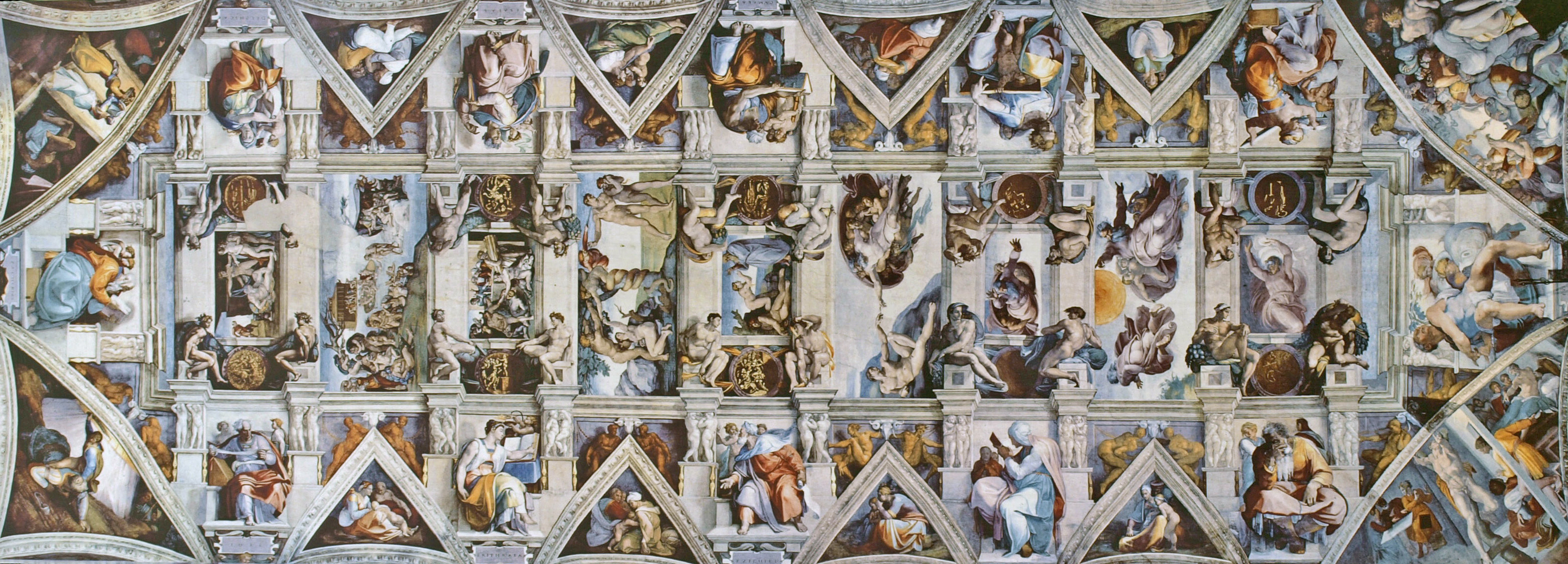
Bóveda de la Capilla Sixtina (1508-12). Para Goethe, al contemplarla se comprende de lo que es capaz el hombre. (Para ver esta imagen en formato panorámico, pulse con el ratón sobre la imagen y vuelva a hacerlo sucesivamente sobre las nuevas imágenes que aparecerán. Si vuelve y no aumenta la imagen, vuelva a pulsar. Para desplazar la imagen emplee el cursor en los bordes de la pantalla).

### Juicio Final
Por encargo del papa Clemente VII y más tarde confirmado por Paulo III, Miguel Ángel aceptó pintar en la pared del altar de la Capilla Sixtina el Juicio Final, o Juicio Universal, iniciado en 1536 y finalizado en 1541.
El tema se basa en el Apocalipsis de san Juan. La parte central está ocupada por un Cristo con gesto enérgico, que separa los justos de los pecadores, y a su lado tiene a su madre María, temerosa por el gesto tan violento de su Hijo. A su alrededor están los santos, fácilmente reconocibles ya que la mayoría muestran los atributos de su martirio, entre los que se encuentra san Bartolomé, que en su martirio fue despellejado; este santo lleva colgada en su mano su propia piel, donde se reconoce el autorretrato de Miguel Ángel. Justo debajo hay un grupo con ángeles con trompetas, anunciadores del Juicio. Todas las escenas están rodeadas por una multitud de personajes, unos al lado derecho de Cristo, los que ascienden al cielo, y a la izquierda los condenados que bajan a las tinieblas, algunos de los cuales se encuentran encima de la barca de Caronte, presente en la Divina Comedia de Dante. En los semicírculos de la parte superior del mural aparecen unos ángeles con los símbolos de la Pasión de Cristo, en un lado la cruz donde murió y en el otro la columna donde fue flagelado.
A pesar de la admiración que despertó esta obra, también las protestas por los desnudos y por las aptitudes de los personajes fueron importantes, ya que se consideraron inmorales. El maestro de ceremonias papal, Biagio da Cesena, dijo que la pintura era deshonesta, pero uno de los que más críticas contrarias lanzó contra los desnudos, argumentando que se había de «hacer una hoguera con la obra», fue Pietro Aretino. En 1559, se consiguió que Daniele da Volterra, por orden del papa Paulo IV, cubriese las «vergüenzas» de las figuras desnudas, por lo que sería conocido con el sobrenombre de il Braghettone; el pintor murió al cabo de dos años, sin haber podido completar su trabajo.
Después de la restauración empezada en 1980, las pinturas vuelven a lucir tal y como las realizó Miguel Ángel.

### Capilla Paulina
Terminado el Juicio Final, el papa Paulo III le encargó para la Capilla Paulina (que había sido construida por Antonio da Sangallo el Joven), la pintura de dos grandes frescos en los que Miguel Ángel trabajó desde 1542 hasta 1550: La conversión de san Pablo y El Martirio de San Pedro. Fueron diversos los motivos que alargaron la ejecución de estas obras, entre ellos el incendio de 1544, una enfermedad del artista que retardó el segundo fresco hasta 1546, así como los fallecimientos de sus amigos Luigi del Riccio en 1546 y más tarde el de Vittoria Colonna en 1549.
Parece que el primer fresco que terminó fue La conversión de san Pablo, que es el que más se parece en estilo al Juicio Final, sobre todo por la imagen del san Pablo, cabeza abajo con los brazos que apuntan uno a la tierra y otro hacia las nubes, que recuerdan el remolino de los escogidos y los condenados alrededor de Jesús en el Juicio. En este fresco también se aprecia la partición entre el mundo celestial y el terrenal, con el contraste entre el objeto principal de la parte inferior: el caballo que mira hacia la derecha, y la parte superior: Jesucristo mirando hacia el lado contrario.
Este gran dinamismo se encuentra mucho más contenido en el siguiente fresco El martirio de san Pedro, donde se aprecia el ritmo compositivo equilibrado, enfrente del desorden existente en La conversión de san Pablo. La línea principal, en diagonal, la representa la cruz aún no izada, y las figuras que describen un gran arco de medio punto cerca del centro. Gracias al movimiento de la cabeza de san Pedro, Miguel Ángel consigue el punto de atención principal de la escena.

### Crucifixión

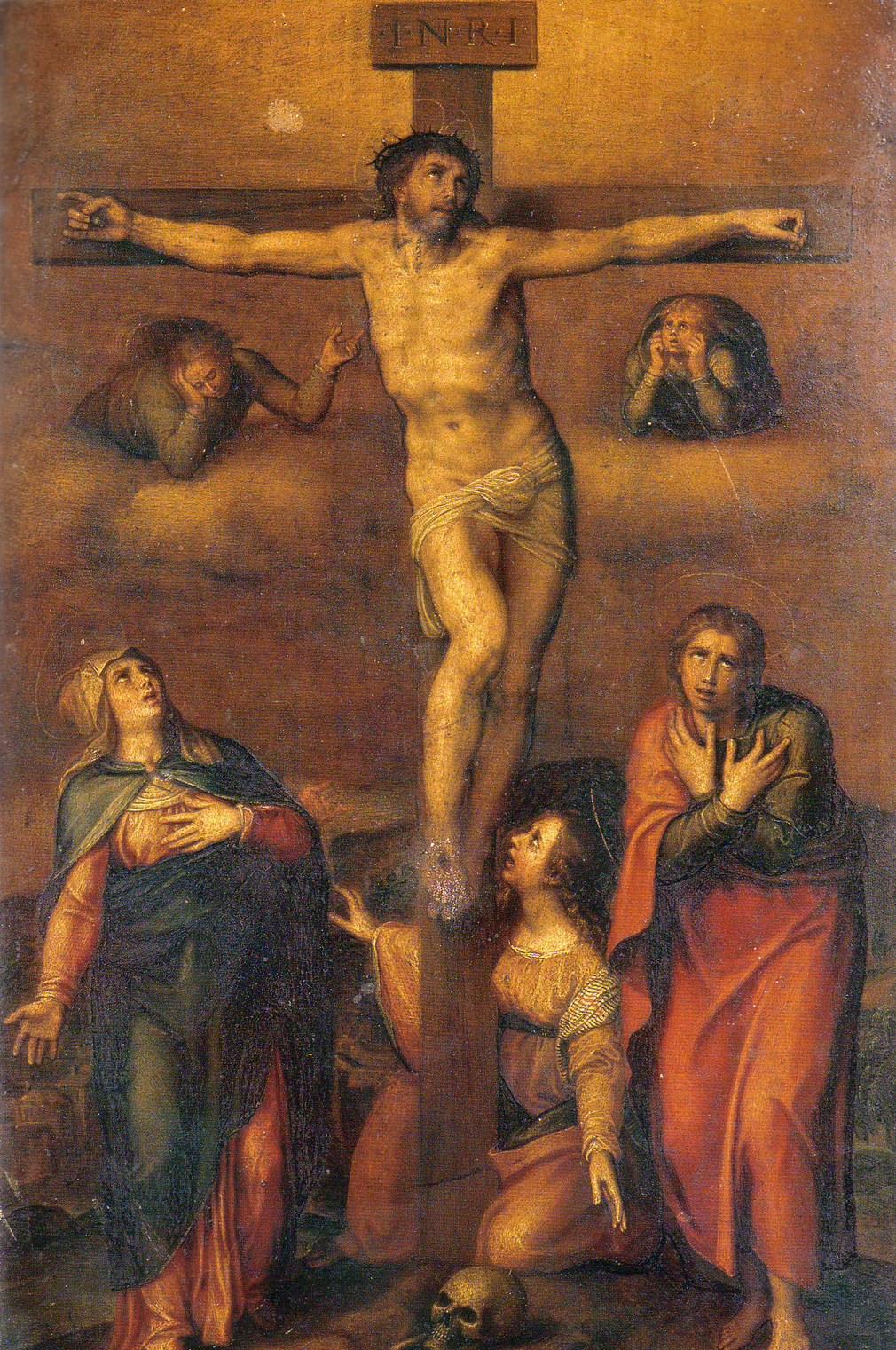
La Crucifixión de Logroño, copia de una pintura para Vittoria Colonna.

En 1540 Vittoria Colonna le pidió un pequeño cuadro de la Crucifixión que le ayudara en sus oraciones privadas. Tras presentarle varios bocetos, que se conservan en el British Museum y en el Louvre, el artista gustoso le pintó un pequeño Calvario quedando Vittoria muy complacida por la espiritualidad de las figuras. En ese momento sólo aparecían Cristo, la Virgen, San Juan y unos angelotes. Vasari lo describe así:

... y Miguel Ángel le dibujó una Piedad, donde se ve a la Virgen con dos angelitos y un Cristo clavado en la cruz, que, levanta la cabeza y encomienda su espíritu al Padre, que es cosa divina.

 Aunque habla de un dibujo, el artista acabó haciendo una pintura.
Se tiene noticia de esta pintura también por una carta de Vittoria a Miguel Ángel:

Confiaba yo sobre manera que Dios os daría una gracia sobrenatural para hacer este Cristo; después de verlo tan admirable que supera, en todos los aspectos, cualquier expectación; porque, animada por vuestros prodigios, deseaba lo que ahora veo maravillosamente realizado y que es la suma de la perfección, hasta el punto que no se podría desear más, y ni tan siquiera a desear tanto.

 En 1547 falleció Vittoria y tal era el afecto que Miguel Ángel le profesaba que recuperó el cuadro y la incluyó como María Magdalena abrazada a la cruz de Cristo y sobre los hombros un pañuelo símbolo de su viudedad.
Aunque el cuadro original se ha perdido, se conservan muchos dibujos y copias hechas por discípulos de Miguel Ángel, entre ellas la que se guarda en la Concatedral de Santa María de la Redonda de Logroño.

## Obra arquitectónica

### La fachada de San Lorenzo

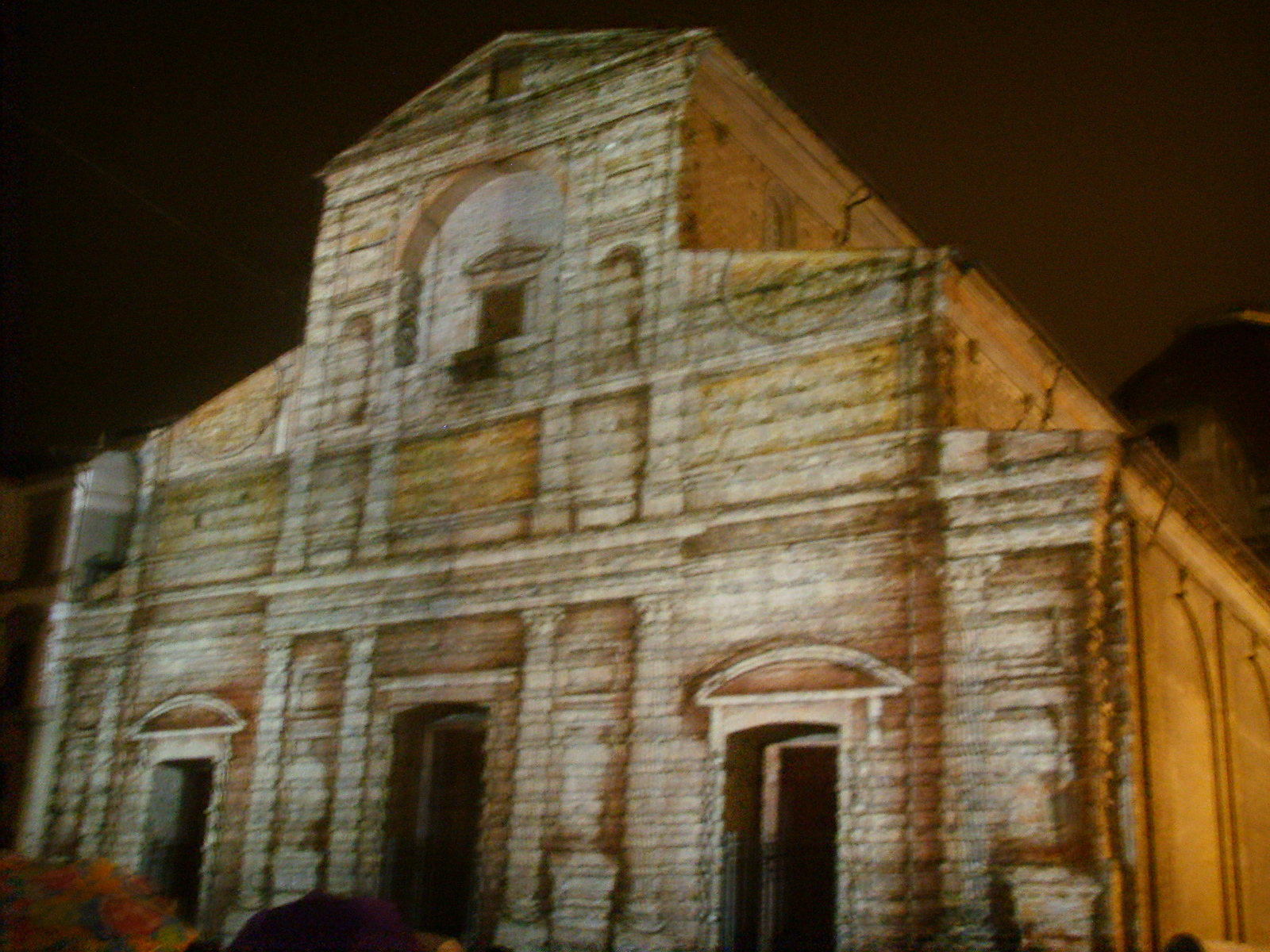
Reconstrucción de un diseño de Miguel Ángel sobre la fachada de la basílica de San Lorenzo de Florencia, por medio de una proyección luminosa, el año 2007.

La familia Médici había financiado la construcción de la basílica de San Lorenzo de Florencia, según diseño de Brunelleschi. Empezada en 1420, durante la visita en 1515 del papa León X la fachada estaba aún sin realizar con solo un cerramiento a base de obra vista de piedra picada, y para la ocasión, se recubrió la inacabada fachada de la iglesia, con una construcción efímera realizada por Jacopo Sansovino y Andrea del Sarto. El pontífice decidió entonces realizar un concurso para dicha fachada, patrocinado siempre por los Médici. Miguel Ángel triunfó en el concurso frente a diseños de Raffaello Sanzio, Jacopo Sansovino y Giuliano da Sangallo. Proyectó realizar un frente en el que se representara toda la arquitectura y toda la escultura de Italia, ideando una fachada semejante a un retablo contrarreformista pero que en realidad estaba inspirado por los modelos de la arquitectura profana, realzada con numerosas estatuas de mármol, bronce y relieves. Realizó una maqueta en madera hecha por Baccio d'Agnolo; como no fue de su gusto, se realizó una segunda maqueta con veinticuatro figuras de cera, sobre la base de la cual se firmó el contrato para su construcción el 19 de enero de 1518.

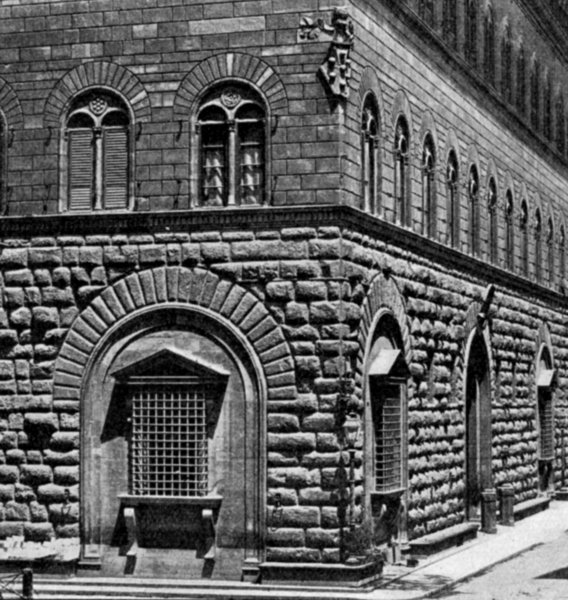
Ventanas inginocchiate en el palacio Medici Riccardi, en una fotografía de 1908.

Según escribió Miguel Ángel, lleno de entusiasmo: «me he propuesto hacer, de esta fachada de San Lorenzo, una obra que sea el espejo de la arquitectura y de la escultura para toda Italia...». En el periodo 1518-1519, Miguel Ángel revisó los mármoles en Carrara, un trabajo inútil, ya que el papa propuso que el mármol fuera del territorio florentino, en las pedreras de Pietrasanta y Serravezza. Con fecha 10 de marzo de 1520, el papa dio por finalizado el contrato, cuando el artista se había quejado que el mármol destinado para la fachada se estaba utilizando en otras obras. La segunda maqueta de madera presentada y realizada por su ayudante Urbano, se conserva en la Casa Buonarroti.

### Mejoras del palacio Médici Riccardi
Hacia 1517, efectuó unas obras de mejora en la planta baja del palacio Medici Riccardi, donde se cerraron los arcos de la loggia (galería) que se habían construido en la esquina de la Vía Longa y la Vía de'Gori, con lo que resultaba una arquitectura más cerrada y más compacta del edificio. Se colocaron también unas ventanas que Vasari denominaba inginocchiate (arrodilladas). En la Casa Buonarroti se conserva un dibujo que debió servir para la maqueta de este palacio.

### Sacristía Nueva

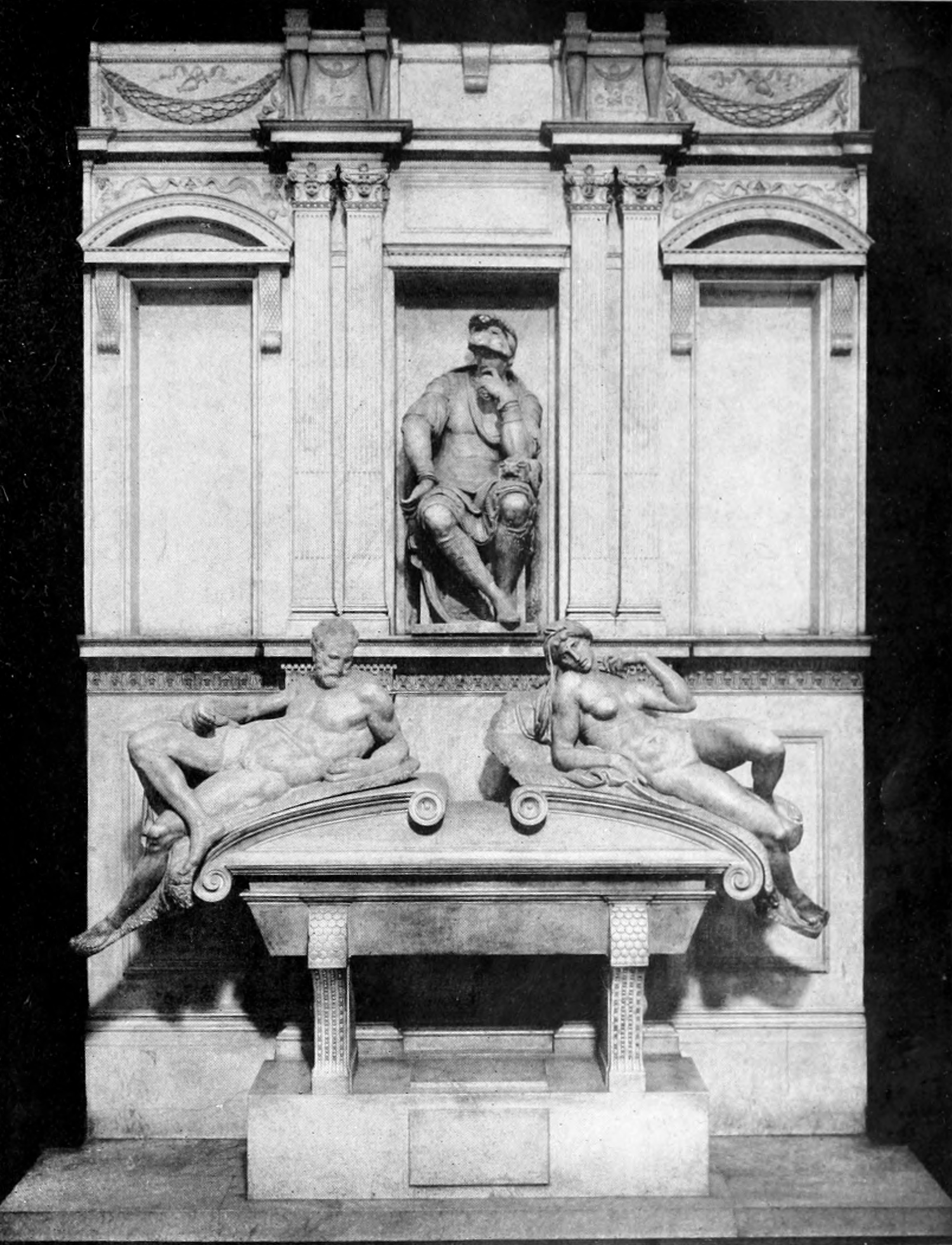
Tumba de Lorenzo de Medici (centro), 1530.

Empezada por encargo de León X en 1520, fue bajo el mandato de Clemente VII cuando se dio un nuevo impulso a la construcción de la «Sacristía Nueva» en 1523, situada en la basílica de San Lorenzo de Florencia, destinada a acoger el conjunto escultórico formado por las tumbas de los capitanes Juliano, duque de Nemours y Lorenzo, duque de Urbino, muertos hacía poco, y la de los Magníficos, Lorenzo y su hermano Juliano de Médici, y la Madonna Medici, que según el autor Anthony Betram es la primera obra Manierista de Miguel Ángel.
En el lado contrario del crucero donde se encontraba la antigua sacristía construida por Brunelleschi y decorada por Donatello. La nueva construcción se había de adecuar a la planta de la precedente, que consistía en dos cuadrados de diferente anchura comunicados a través de un arco y con una cúpula; los paramentos eran lisos, enmarcados por pilastras y molduras hechas en pietra serena, la piedra gris de la región. Miguel Ángel agrandó la parte central, para poder dar más espacio a los sepulcros y altar.
En el diseño vertical cambió la arquitectura del Quattrocento y colocó ventanas ciegas sobre las puertas; las ventanas junto a la cúpula las hizo en forma de trapecio para conseguir una óptica de ascensión más grande. La cúpula está realizada con un artesonado de casetones radiales. Estos casetones se distribuyen en cinco hileras de medida decreciente, que imitan, incluso en el número, a las del Panteón de Roma; acaban en una corona radiada, donde se inicia la linterna, de delicada forma y perfecta belleza; es la contribución más importante en el exterior de la capilla. Vista desde el exterior, la reforma de la sacristía de San Lorenzo realizada por Miguel Ángel presenta una gran cúpula con cubierta de tejas, un conjunto de molduras y de grandes ventanales que favorecen los juegos de luz y sombra en el interior. Descartado el primer proyecto, donde el artista destinaba el espacio central para los monumentos funerarios, estos acabaron, en los siguientes diseños, desplazados a los muros, donde quedaron completamente integrados en la arquitectura.

### Biblioteca Laurenciana
También de Clemente VII fue la idea de construir en Florencia una biblioteca para conservar toda la colección de còdex de la familia Médici, y contó para este proyecto con Buonarroti; el edificio acabaría siendo conocido como la Biblioteca Laurenciana, ya que había tenido una gran ampliación de su fondo bibliográfico por parte de Lorenzo el Magnífico a fines del siglo XV d. C.. A partir de 1523, una vez escogido el emplazamiento dentro del convento de la basílica de San Lorenzo, en el piso superior del lado oriental del claustro, empezaron los proyectos que sufrirían un gran número de variaciones. Hacía falta organizar espacios diferentes para separar los libros latinos de los griegos, y también se querían repartir los libros raros en pequeñas salas, pero al final se acabó optando para organizarlo todo en una gran sala. Se centraron los esfuerzos en resolver el soporte de la nueva estructura sobre los muros antiguos: en la biblioteca se bajó el nivel del techo y se situaron ventanas muy próximas las unas a las otras, con lo que se conseguía ampliar la luminosidad; el vestíbulo se diseñó como lugar de circulación, con una altura superior, y se añadieron ventanas de iluminación. En 1533, el papa dio permiso a Miguel Ángel para que se trasladase a Roma, con la condición de que dejara solucionado la terminación de la decoración y la escalera de acceso del vestíbulo. El artesonado de la biblioteca está realizado con motivos elípticos y romboidales; Buonarroti también diseñó los grandes pupitres de lectura. De la escalera hizo numerosos diseños, y por fin, en 1558, envió desde Roma el proyecto, junto con una maqueta, a Bartolomeo Ammannati, que fue el encargado por Cosme I de Médici para construir definitivamente la escalera. Se conservan más de treinta hojas de dibujos de la Biblioteca Laurenciana, si bien por la correspondencia mantenida durante su elaboración, se sabe que debieron de ser muchos más.

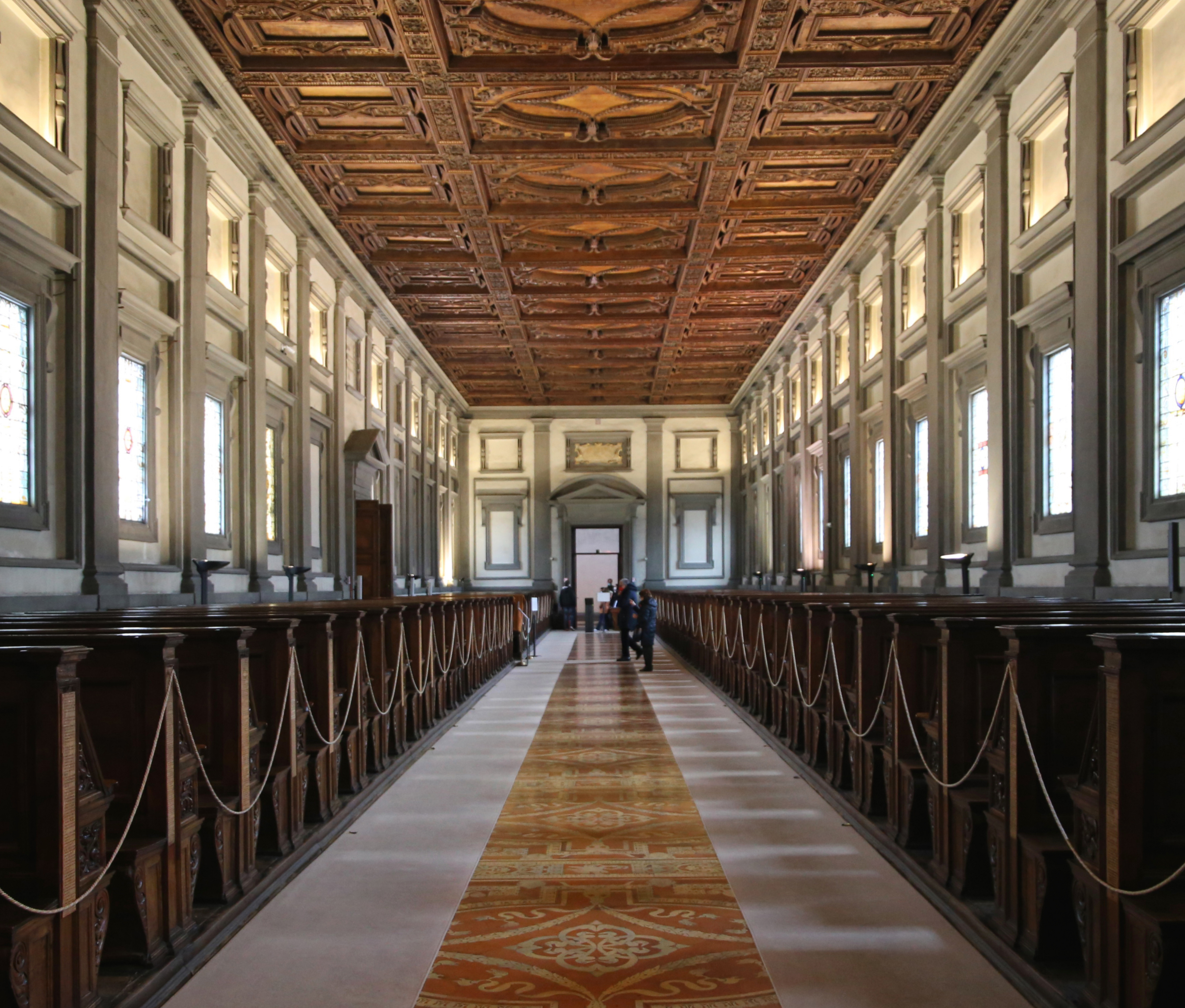
Sala de lectura de la Biblioteca Laurenciana
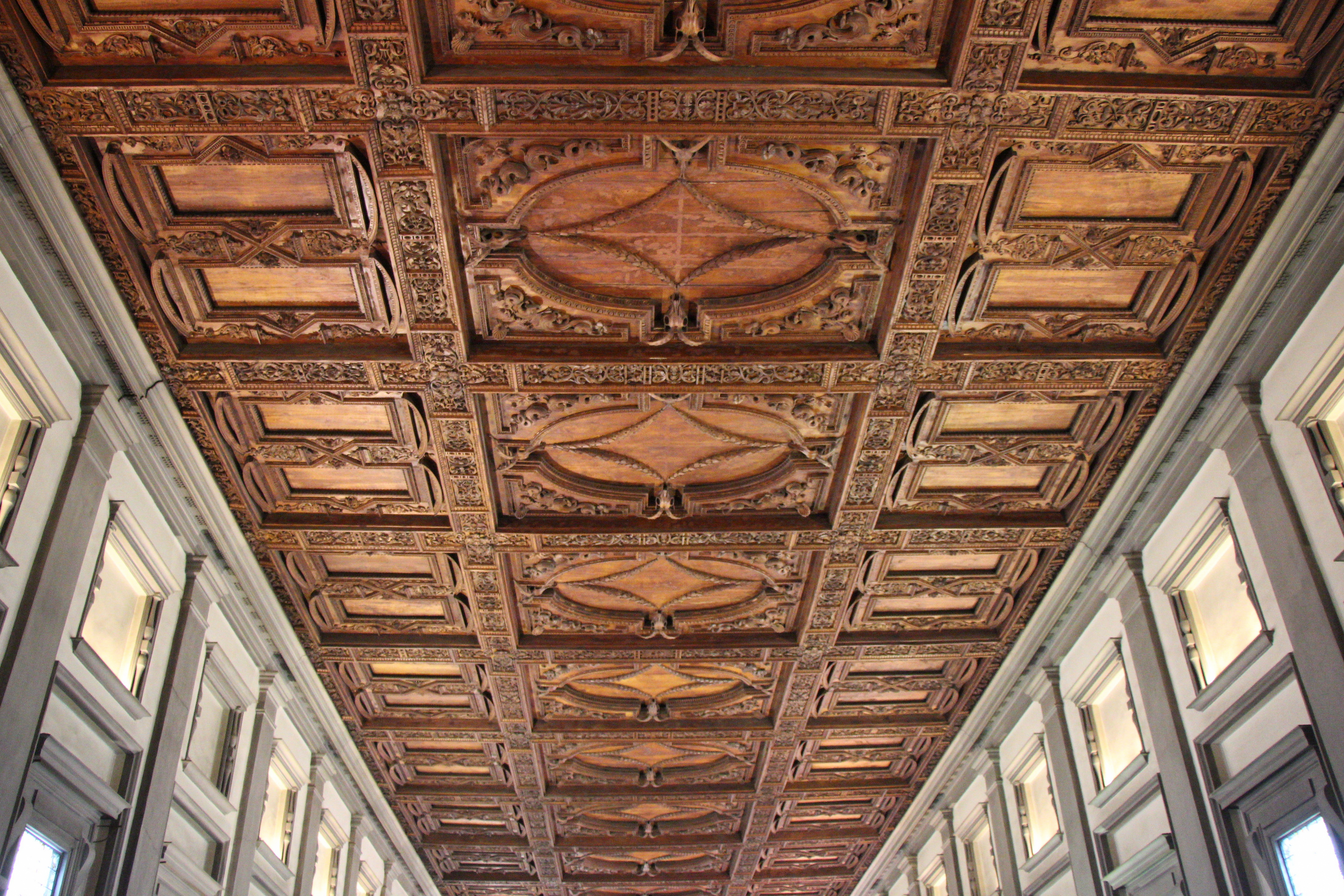
Detalle del artesonado de la sala de lectura
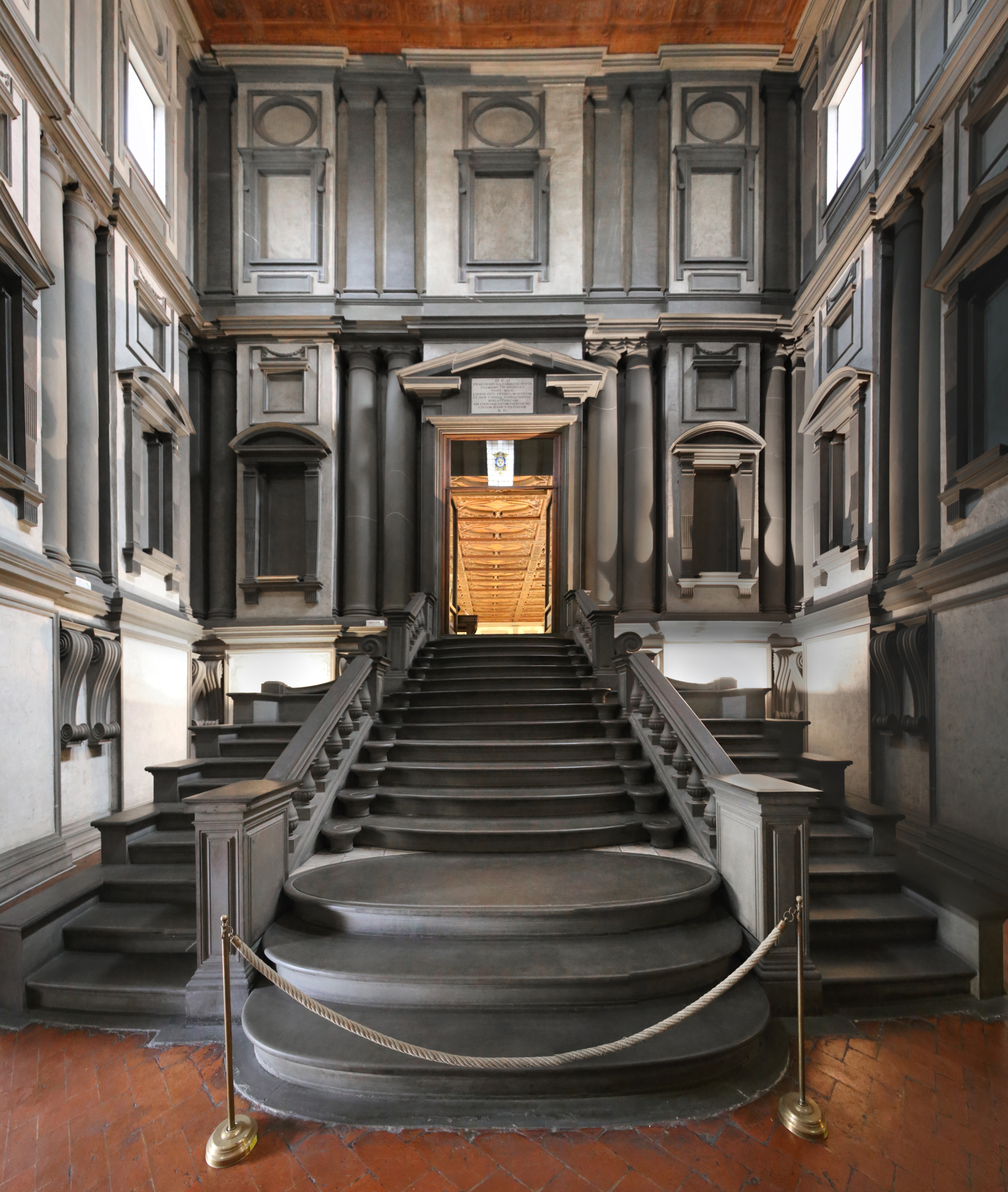
Vestíbulo de la Biblioteca Laurenciana
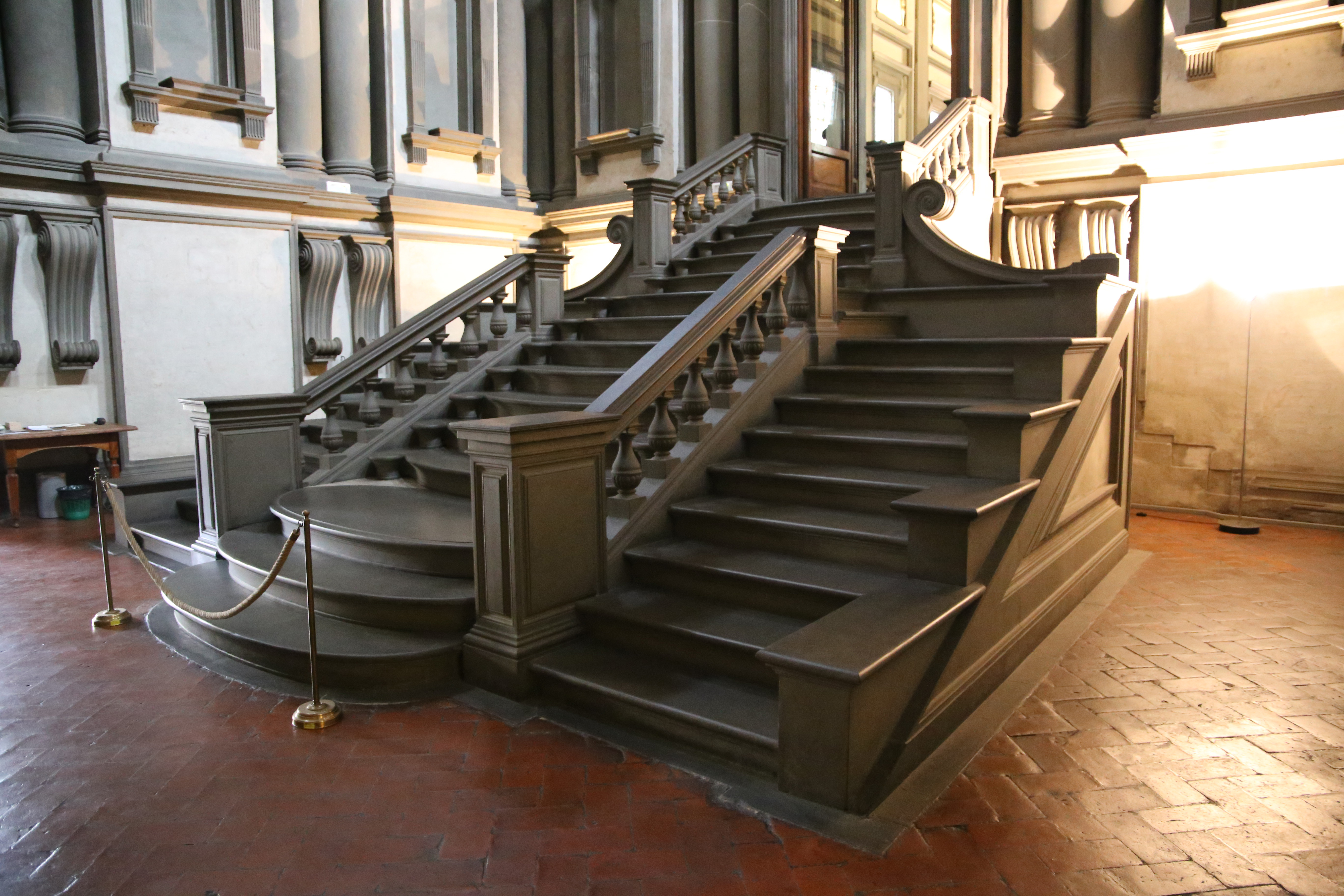
Escalera de la Biblioteca Laurenciana

### Plaza del Capitolio

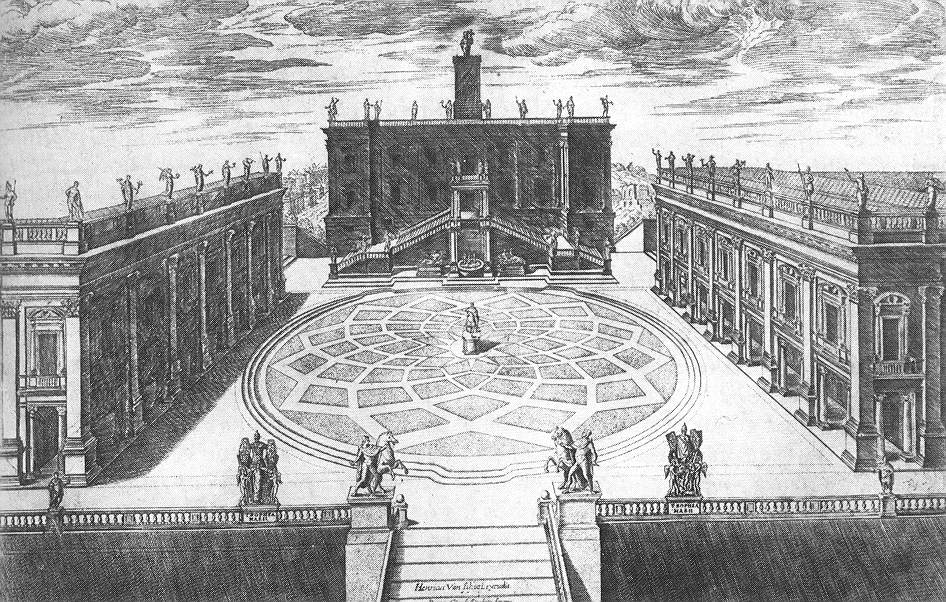
Grabado del año 1568 de Étienne Dupérac según el proyecto de Miguel Ángel.

Después de Florencia, en Roma también desarrolló una etapa arquitectónica durante sus dos últimas décadas de vida; así en 1546 se le encargó la urbanización de la plaza del Capitolio o Campidoglio. Durante la visita del emperador Carlos V, el papa Paulo III, entre las diversas realizaciones para el ornamento de la ciudad con ocasión de este recibimiento, había hecho trasladar algunas esculturas a la Colina Capitolina: en 1537 se había colocado la estatua ecuestre de bronce de Marco Aurelio, símbolo de la autoridad imperial y por extensión de la continuidad entre la Roma imperial y la papal; esta escultura debía de ser el centro de partida de toda la urbanización. Miguel Ángel, para que hubiera una visión unitaria, dispuso el Palacio de los Senadores (sede del ayuntamiento) en el fondo de la plaza, con unas escalinatas tangentes a la fachada; y delimitada a los lados por dos palacios: el Palazzo dei Conservatorio y el llamado Palazzo Nuevo construido ex-novo, ambos convergentes hacia la escalera de acceso al Capitolio. Los edificios, actualmente los Museos Capitolinos, fueron dotados de un orden gigante con pilastras corintias en la fachada, cornisas y arquitrabes, y proyectadas divergentes, no paralelas, de manera que la plaza quedaba en forma de trapecio, para conseguir la ilusión óptica de más profundidad.
El motivo empleado en el pavimento de la plaza, se diseñó con una retícula curvilínea inscrita en una elipse centrada en el basamento de la estatua de Marco Aurelio, y dividida en doce secciones, que recuerda el símbolo usado en la antigüedad para los doce signos del zodiaco, en alusión a la cúpula celestial. También es una referencia a la arquitectura cristiana, con el símbolo de los doce apóstoles. El tratamiento que hizo Miguel Ángel se parecía al tipo de schemata medieval para coordinar el ciclo lunar con otras interpretaciones como las horas y el zodiaco, tomando como ejemplo para estas claves simbólicas las del manuscrito del siglo X d. C. del De Rerum Natura de san Isidoro de Sevilla (que trata sobre astronomía y geografía).
Miguel Ángel confirió a la plaza una plástica extraordinaria, encargada de fusionar todo el ambiente arquitectónico. Resulta un espacio abierto, sobre todo entre los dos palacios simétricos, como si fuera un salón al cual se llega mediante la gran rampa central de subida, la Cordonata Capitolina, con unas balaustradas también divergentes para provocar el efecto visual unitario con la plaza. La unidad total no se consiguió hasta bastante más tarde con la construcción del Palazzo Nuevo, proyectado por Miguel Ángel para separar la plaza de la iglesia de Aracoeli. Las fachadas fueron construidas, en su mayor parte, una vez muerto el artista, y aunque no son una fiel realización de sus proyectos sí que constituyen una magnífica composición.

### Palacio Farnese

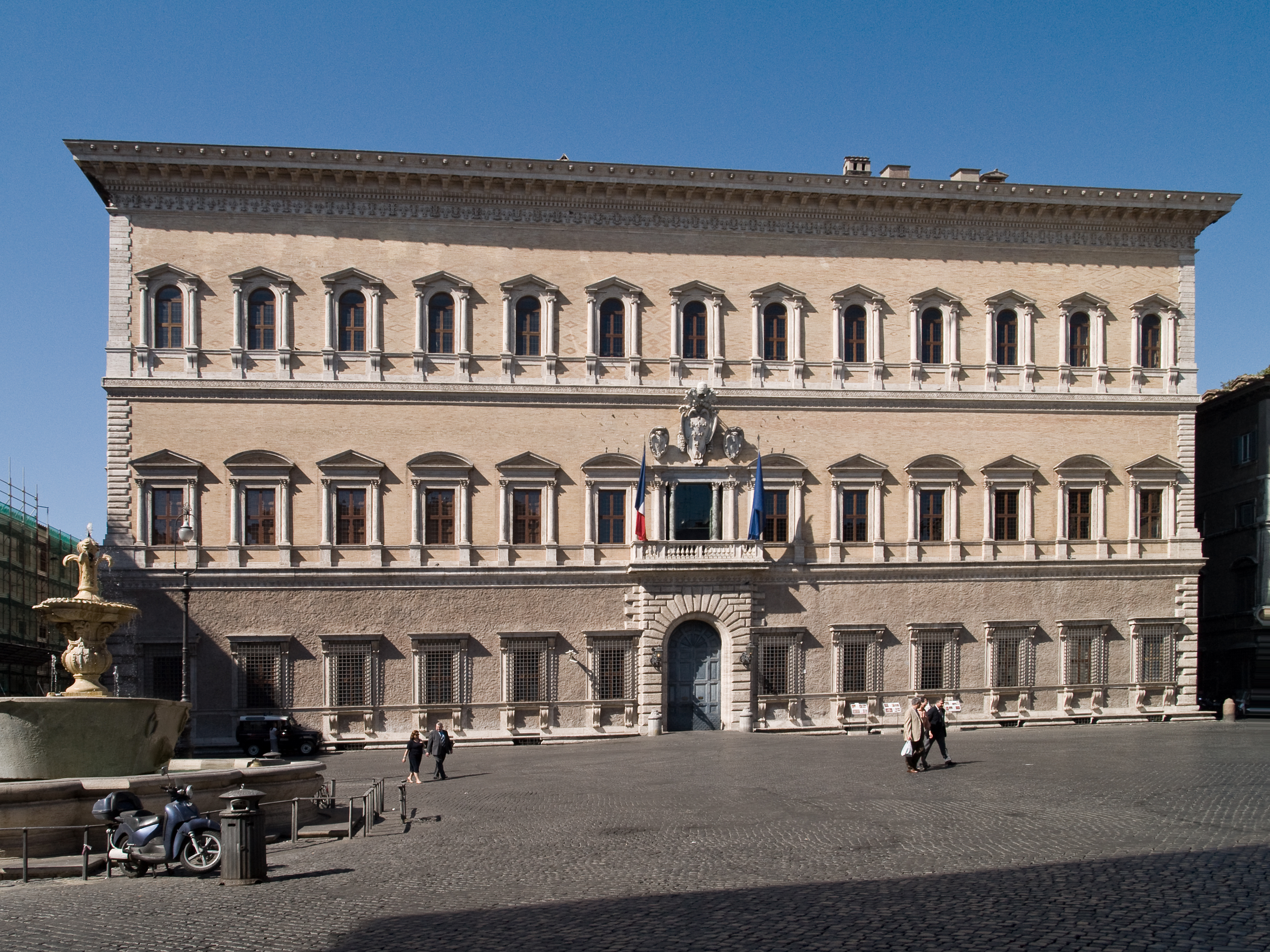
Fachada del Palacio Farnese, en Roma.

En la construcción del Palacio Farnesio, Miguel Ángel sustituyó a Antonio da Sangallo el Joven, que era el que dirigía las obras en el momento que se produjo su fallecimiento en 1546. El edificio se encontraba en construcción al nivel de la segunda planta.
Buonarroti acabó la fachada antes de realizar los cuerpos laterales y el posterior, e hizo elevar la altura del segundo piso para unificarlos con la misma medida que los inferiores. La cornisa del edificio, que Sangallo había previsto más estrecha, la substituyó por otra más grande y con elementos ornamentales, donde se mezclan los órdenes dórico, jónico, y corintio. Cambió también el ritmo de la fachada con la revisión de la ventana central, que dotó de un dintel más grande con la prolongación del entablamento, encima del cual colocó un escudo gigante de más de tres metros de altura.
La parte posterior de la obra fue acabada años más tarde por Giacomo della Porta.

### Basílica de San Pedro
Miguel Ángel fue nombrado arquitecto de la basílica de San Pedro en 1546 a los setenta y dos años de edad, a la muerte de Antonio da Sangallo el Joven.
La construcción de la basílica había sido empezada sobre la anterior paleocristiana, por mandato del papa Julio II y bajo la dirección del arquitecto Bramante; a partir del fallecimiento de este último, se hizo cargo Rafael Sanzio, que modificó la planta y la transformó en una cruz latina. Cuando Miguel Ángel recibió el encargo de las obras, modificó de nuevo la planta y volvió, con ligeras variaciones, a la idea original de Bramante de cruz griega, pero redujo las cuatro esquinas del cuadrado para que las áreas más pequeñas pudieran tener luz directa. Le corresponde en particular la modificación de la cúpula central respecto al proyecto de Bramante: suprimió el anillo con columnas y le dio un perfil más elevado. Al suprimir las torres, la cúpula se convirtió en el elemento predominante. Obtuvo permiso del papa, ante la vista de sus maquetas, para demoler parte de la construcción de Sangallo y, sin alterar de forma sustancial el interior, consiguió imponer su estilo personal y aportar una gran unidad al conjunto. La mayor parte de las obras se realizaron entre 1549 y 1558.

Proyecto de Bramante para la planta de San Pedro del Vaticano
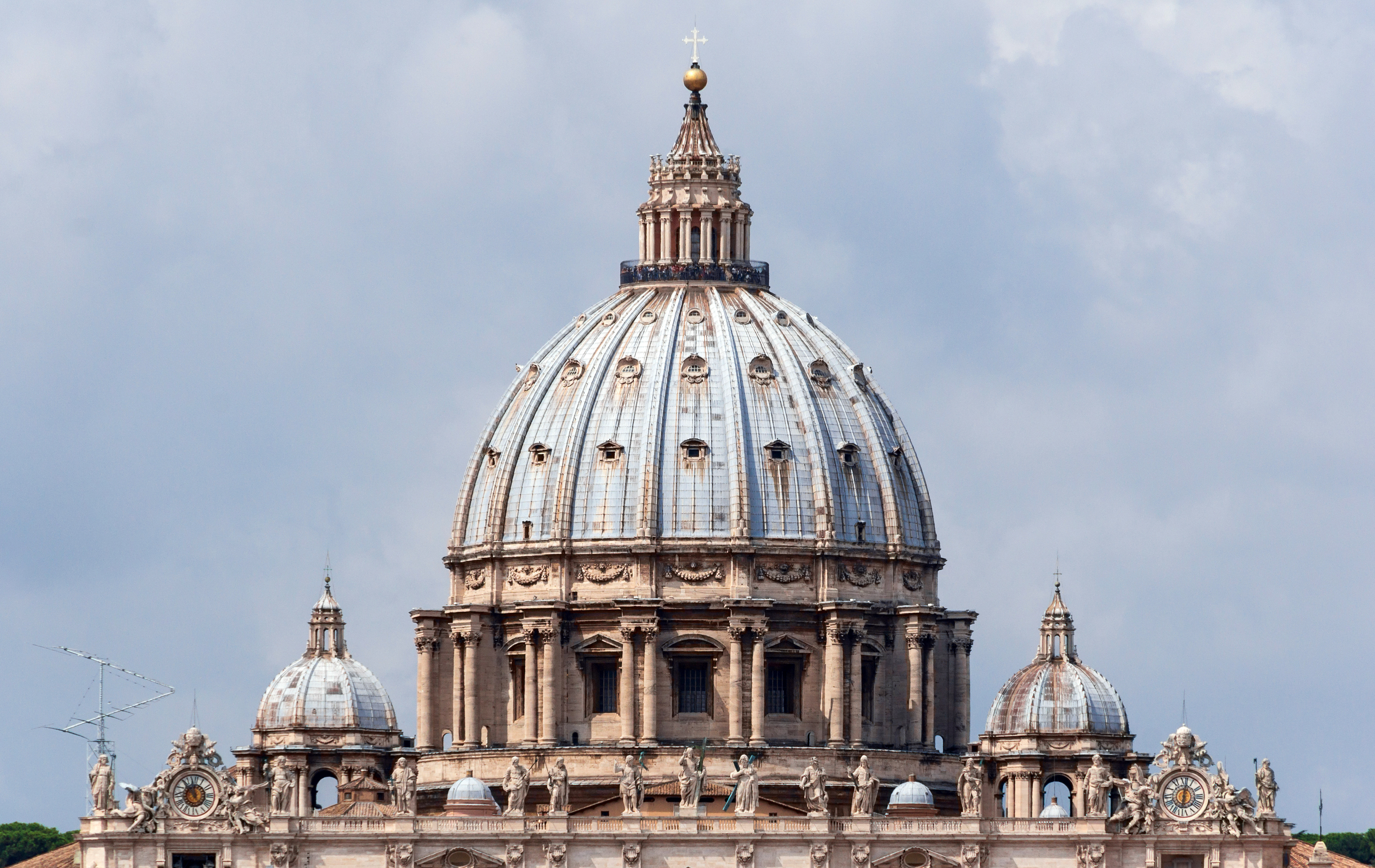
La cúpula de San Pedro del Vaticano, diseñada por Miguel Ángel
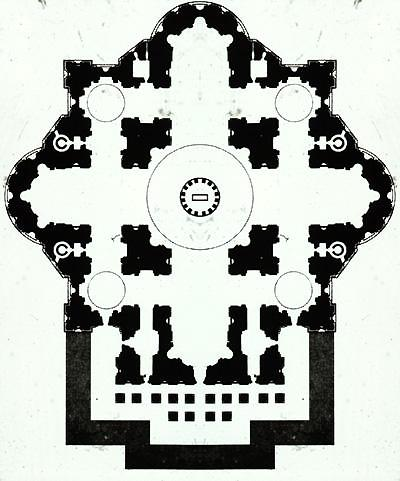
Proyecto de Miguel Ángel para la planta de San Pedro del Vaticano

Con ligeros retoques en el proyecto ideado por Miguel Ángel, que dejó una maqueta para la cúpula central realizada entre 1558 y 1561, se realizó la terminación de las obras, 24 años después de su muerte, por los arquitectos Giacomo della Porta y Domenico Fontana, con una altura de 132 metros y un diámetro de 42,5 metros.

### Santa Maria degli Angeli e dei Martiri

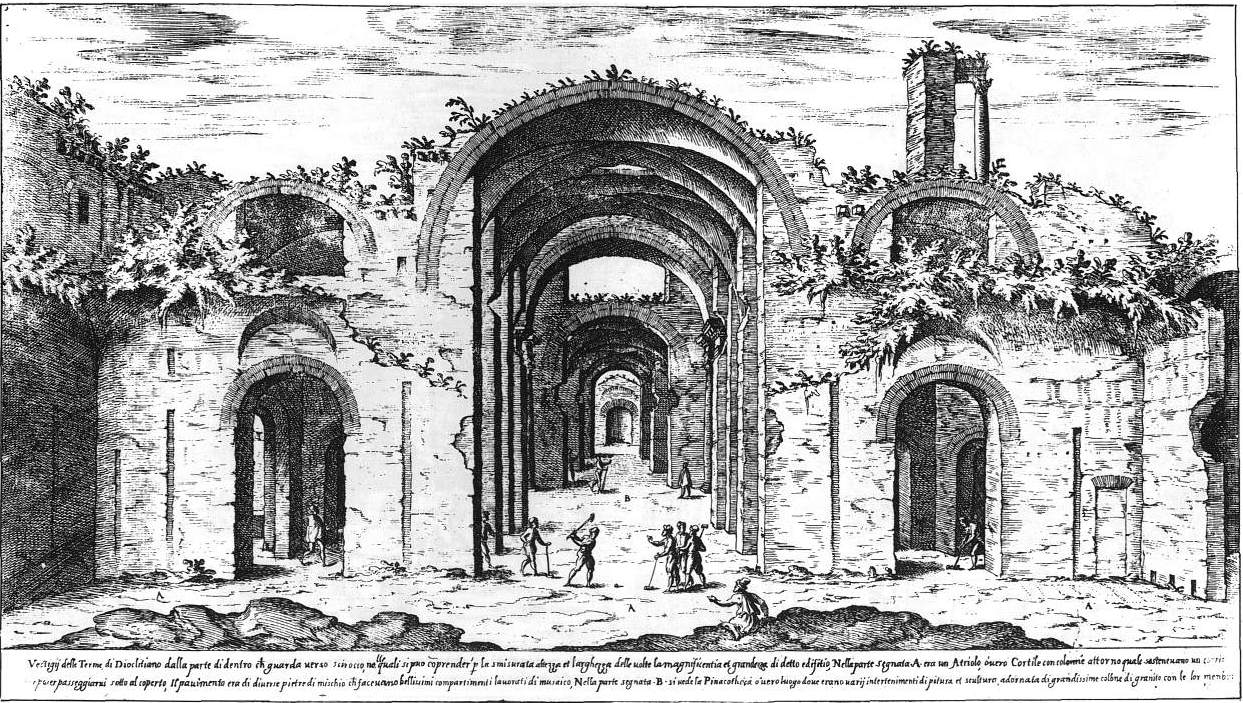
Grabado de Étienne Dupérac que representa las Termas de Diocleciano antes de la transformación en iglesia.

Por concesión mediante una bula del 27 de julio de 1561, Pío IV decidió instalar a los cartujos en las Termas de Diocleciano, previa su transformación en iglesia. Ya en 1541 un sacerdote siciliano, Antonio del Duca, había solicitado al papa la creación de una iglesia consagrada al culto de los ángeles, y en 1550 consiguió la autorización de edificar catorce altares provisionales, siete dedicados a los ángeles y otros siete a los mártires.
El 5 de agosto de 1561 se colocó la primera piedra de la iglesia y se encargó del proyecto Miguel Ángel, que, según Vasari, propuso:

... diseñarla en forma de cruz, limitar la medida y eliminar las capillas inferiores, cuyas bóvedas se habían de derribar, de manera que las partes altas serían las que conformarían la parte principal de la iglesia. Su bóveda estaría soportada por ocho columnas, en las que se grabarían los nombres de mártires y ángeles; dibujó tres puertas, una al sudoeste, otra al noroeste y la tercera al sureste, tal como hoy se pueden ver; el altar mayor, lo situó hacia el noreste.
Ackerman (1997, p. 355)

Las obras empezaron inmediatamente, pero tuvieron que detenerse en 1563 por falta de fondos económicos. Cuando en 1565 se convierte en iglesia titular (parroquial) con el nombre de Santa Maria degli Angeli e dei Martiri, se encargó la realización de un baldaquino de bronce para el altar mayor, según diseño de Miguel Ángel, que se encuentra actualmente en el museo de Nápoles. Durante los siglos posteriores se ha ido transformando, haciendo casi imperceptible el diseño original.

### Porta Pia

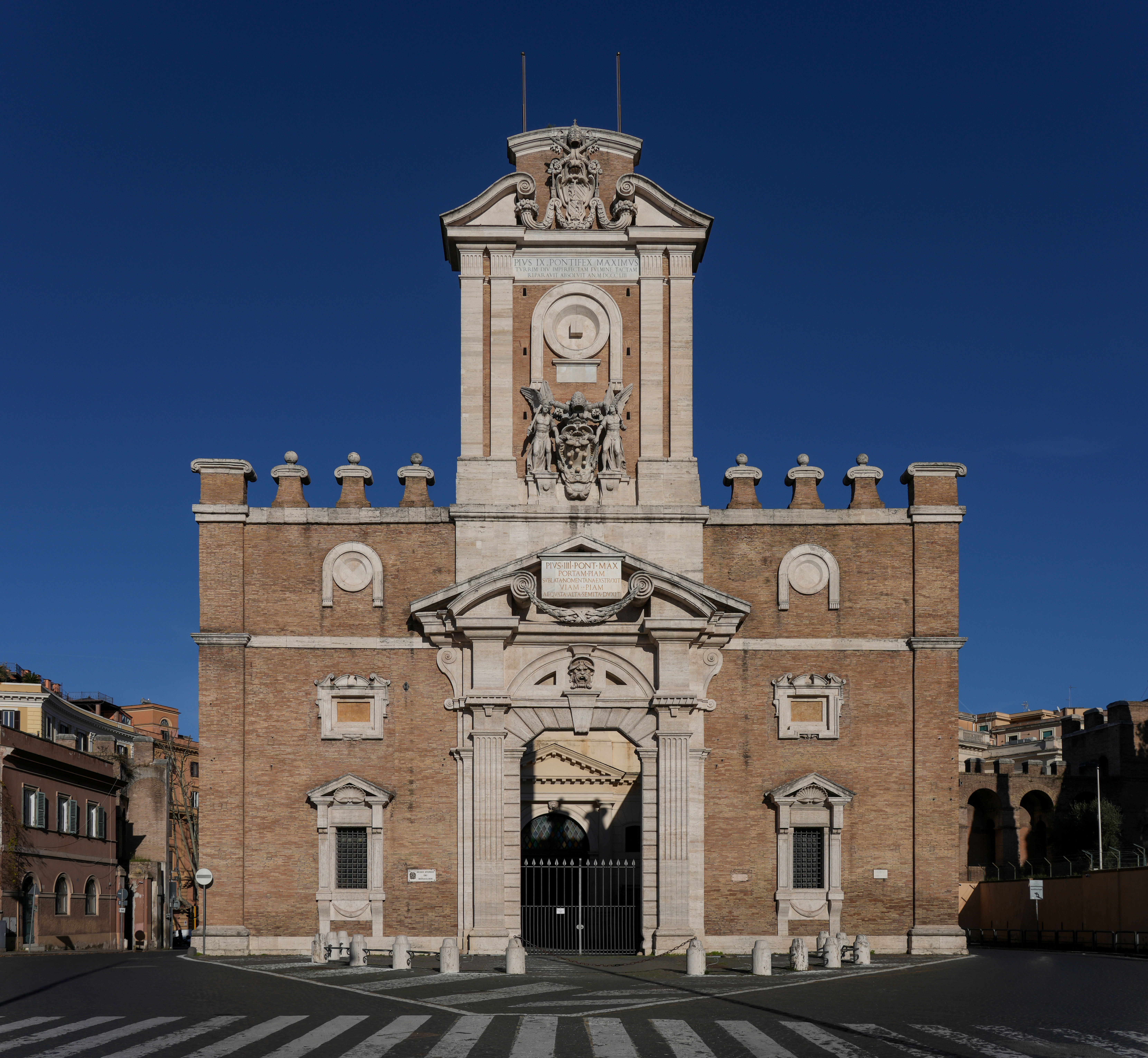
Cara interna de la Porta Pia, según el diseño de Miguel Ángel.

El papa Pío IV le encargó un proyecto para la Porta Pia, el artista le presentó tres; el papa escogió el de menor coste y se empezó la construcción en 1561.
La puerta se edificó durante el proceso de remodelación urbanística realizada por el papa Pío IV. La nueva calle que venía desde el Quirinal, se nombró Vía Pia en honor del papa; a partir de entonces prosiguió en línea recta a través de la Porta Pia, que atraviesa las murallas de la ciudad; Miguel Ángel la realizó en aquel tramo en sustitución de otra que había muy próxima al lugar llamada Nomentana. Se realizó como una gran escenografía, en el punto topográfico más elevado de la muralla, con la fachada hacia el interior de la ciudad, con lo que se apartaba de la antigua tradición de orientar las puertas hacia el campo, como presentación de la ciudad al visitante. Las medallas que se acuñaron con motivo de la construcción de la Puerta, obra de Giovanni Federico Bonzagni, muestran como fue diseñada originariamente. El proyecto para la parte externa no se pudo llevar a término por el fallecimiento de Miguel Ángel en 1565 y la elección de un nuevo papa, Pío V, con lo que las obras quedaron paralizadas y la parte exterior se solucionó con un sencillo muro y una puerta.
En 1853 Virginio Vespignani restauró el ático y, durante el periodo 1861-1868, se construyó la puerta exterior.

## Dibujos
Los dibujos de Miguel Ángel forman un conjunto muy numeroso e importante, a pesar de las hogueras que se sabe que hizo alguna vez para quemar, según Vasari, «diseños, apuntes y cartones hechos de su mano, a fin de que nadie viese las fatigas que había pasado y las diversas pruebas por las que tuvo que pasar su ingenio hasta aparecer la perfección». Los primeros dibujos atribuidos al artista son las copias realizadas en la basílica florentina de la Santa Croce, del Tributo y la Consagración de Masaccio y el dibujo del Alquimista, de invención propia (hoy en el Museo Británico), así como una copia de Giotto conservada en el Louvre, todos estos del tiempo de sus estudios en el palacio de Lorenzo el Magnífico, hacia 1490.

### La batalla de Cascina
La técnica de Miguel Ángel se muestra con toda su terribilitá en el encargo para la decoración de la sala del Gran Consejo del Palazzo Vecchio. En 1503, el nuevo gobierno republicano, al escoger como gonfaloniere a Piero Soderini, decidió pintar al fresco dicha sala, y a este efecto encargó a Leonardo da Vinci la representación de La batalla de Anghiari y, en el muro de enfrente, a Miguel Ángel La batalla de Cascina, enfrentando así a los dos artistas más grandes de la época. Miguel Ángel empezó la elaboración del cartón con el dibujo, como consta que en 1504 ya había recibido dos pagos. El tema está inspirado en la crónica de Filippo Villani, que, según narra, en 1364, las tropas de Florencia atacaron las de Pisa cerca de Cascina y, a causa del fuerte calor, los soldados se desnudaron para tomar un baño en el río Arno. A pesar de que los pisanos aprovecharon ese momento para atacar, la victoria fue para los florentinos. Aquí demostró Miguel Ángel su gran dominio del desnudo, junto con el movimiento dinámico y de creación, hasta agotar todas las posibilidades expresivas, con una gran variedad de técnicas: algunas figuras están contorneadas con carbón; otras, con trazos fuertes, están esfumadas e iluminadas con yeso. Por ejemplo, en el Desnudo de espalda de la Casa Buonarroti de Florencia, se aprecian los perfiles con trazos gruesos y las sombras en retícula.
Como tuvo que partir hacia Roma llamado por el papa Julio II, el artista no pasó de la ejecución de los cartones. El fresco realizado por Leonardo da Vinci en la sala del Gran Consejo, La batalla de Anghiari, se destruyó poco tiempo después y sólo se conoce por una copia de la parte central realizada por Rubens. Curiosamente, existe también una copia de la parte central de La batalla de Cascina hecha por Bastiano da Sangallo.

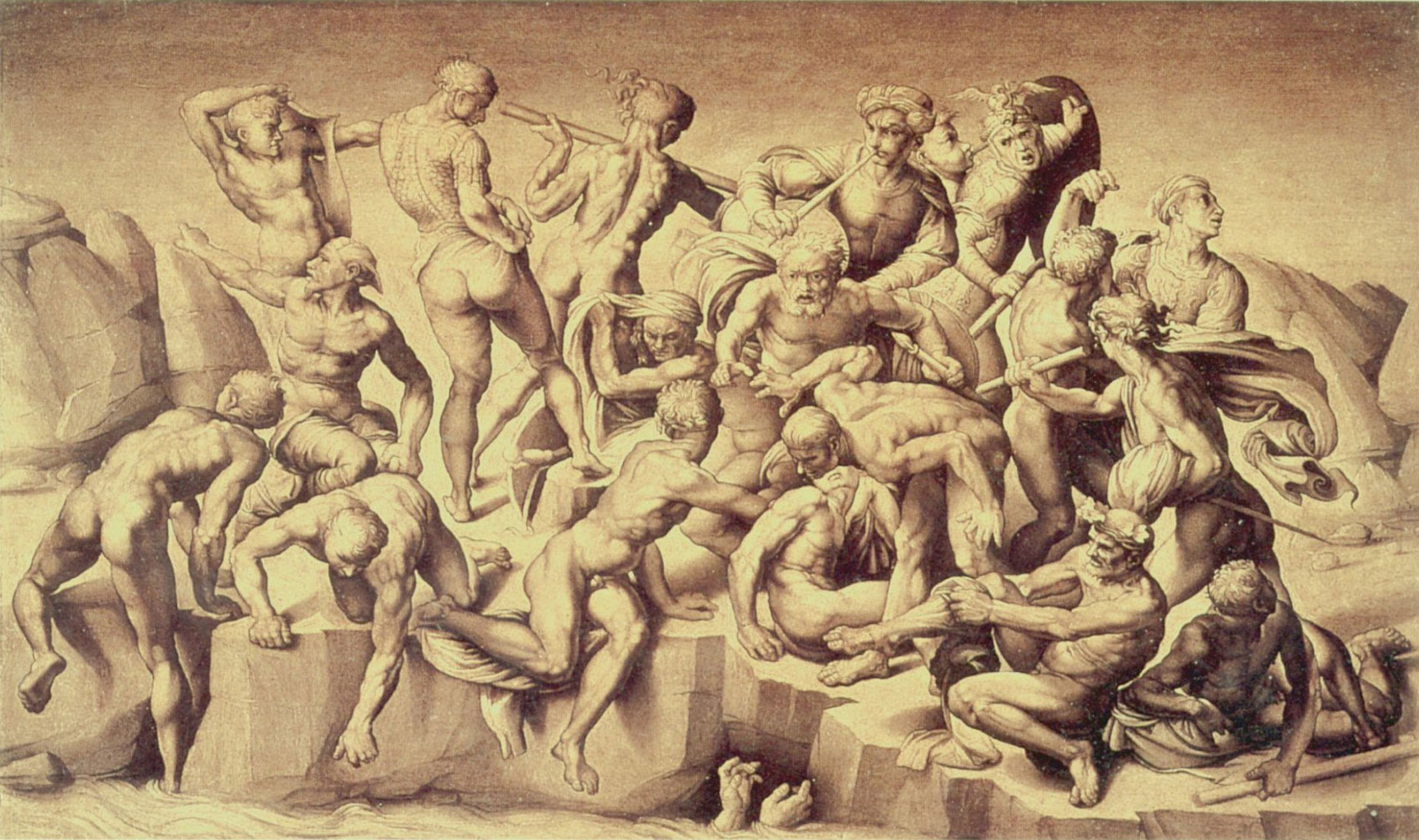
Copia del dibujo de Miguel Ángel, de la parte central de La batalla de Cascina, obra de Bastiano da Sangallo.
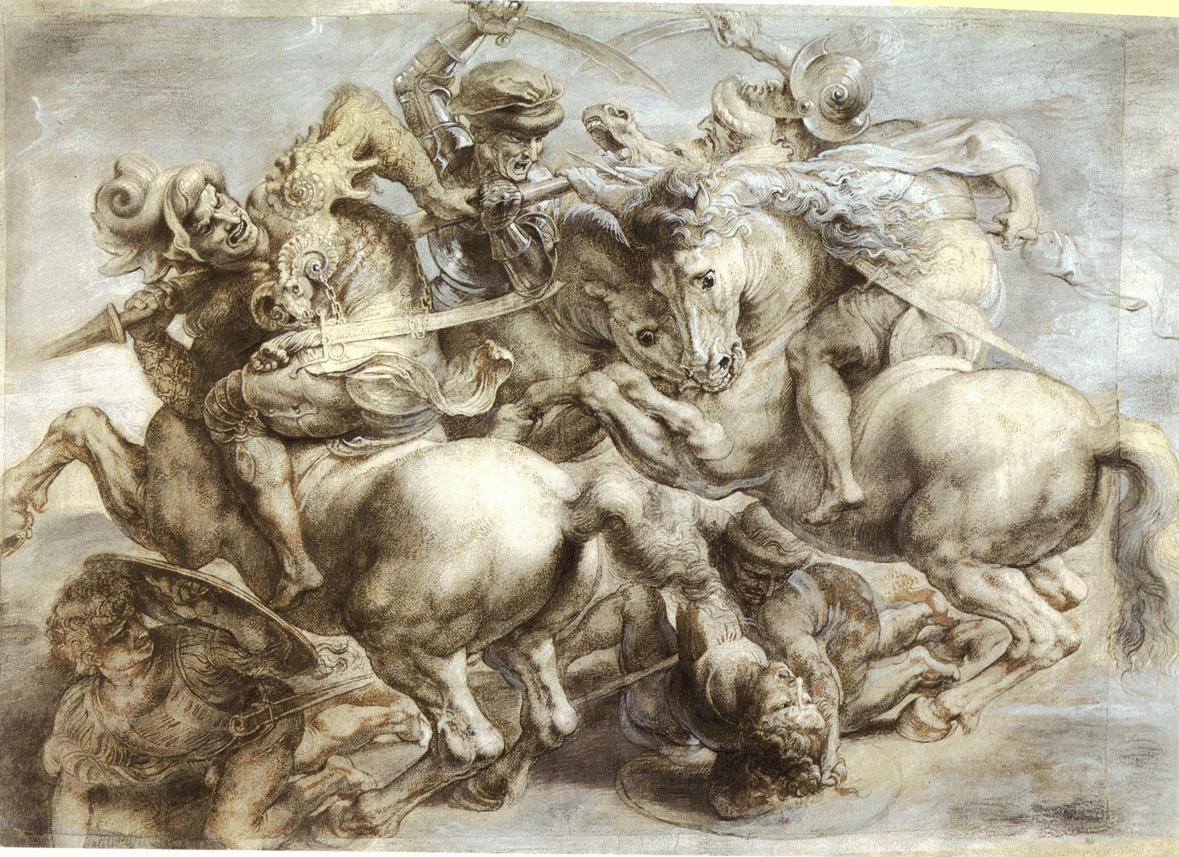
Copia del dibujo de Leonardo da Vinci, de la parte central de La batalla de Anghiari, hecha por Rubens.

Miguel Ángel lo llenó de hombres desnudos, bañándose en el Arno a causa del calor, en el mismo momento que en el campamento se daba la alarma de un pretendido ataque. Y, mientras los soldados salían apresuradamente del agua para vestirse, la mano inspirada de Miguel Ángel los representó, algunos corriendo a armarse para ayudar a sus compañeros, a otros atándose las corazas o ajustándose las piezas de la armadura, y un gran grupo lanzándose a la batalla encima de sus caballos... Cuando vieron este esbozo, los otros artistas quedaron rendidos de admiración y atónitos, porque era una revelación de la cima que se podía conseguir en el arte del dibujo. Aquellos que han visto estas inspiradas figuras declaran que no han sido nunca superadas por ningún artista, ni siquiera por Miguel Ángel mismo, y que nadie, nunca en la vida, conseguirá lograr esta perfección.
Vasari, 1550; en Hodson (2000, pp. 48-53)

### Las fortificaciones de Florencia

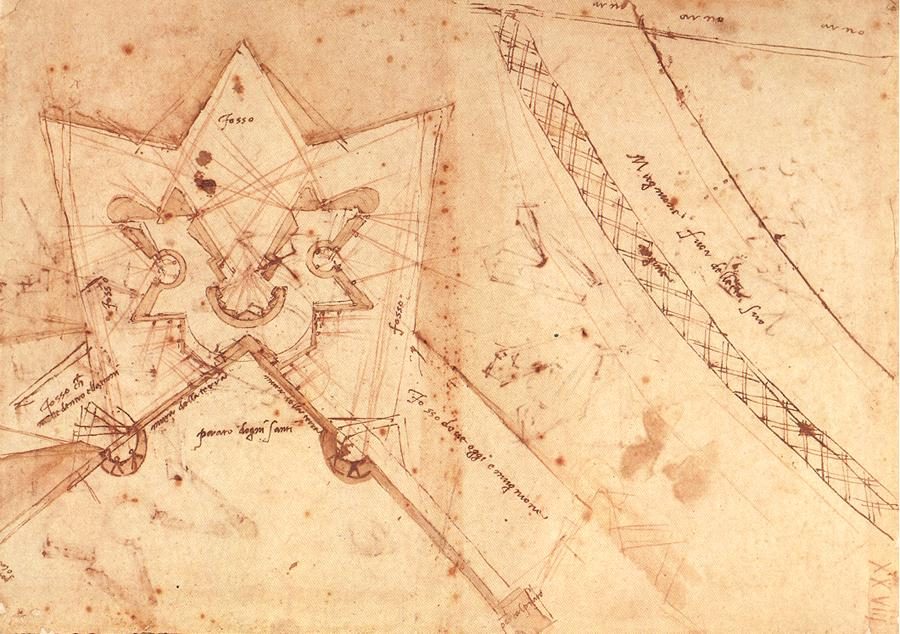
Estudio de fortificación para el bastión de la Porta al Prato d'Ognissanti.

Después de la expulsión de los Médici en 1527 y el establecimiento de la nueva república en Florencia, el 6 de abril de 1529 Miguel Ángel fue nombrado «gobernador y procurador general de las fortificaciones» y, además de una pequeña estancia en Venecia, dedicó todos sus esfuerzos a la mejora de las fortificaciones florentinas. Todos los dibujos clasificados en la Casa Buonarroti, son estudios para los bastiones de las puertas y los ángulos de la muralla medieval. Es especialmente remarcable por su elaboración, el correspondiente al ángulo de la Porta al Prato d'Ognissanti, en la parte occidental de Florencia.
Miguel Ángel centró su preocupación en la acción defensiva y muestra su gran originalidad en esta clase de dibujos que son los únicos diseños militares, junto con algún otro de Leonardo da Vinci, en los que se establecen las trayectorias de los disparos de los cañones y su radio de acción. La gran cantidad de cuerpos salientes agudos de sus dibujos proporcionan un máximo alcance, ya que los bastiones eran más defensivos que ofensivos. Las ideas del autor estaban destinadas a no ser aceptadas, y en algunos de sus dibujos de la última época ya se aprecia la eliminación de puntos ciegos, que no se podían proteger, seguramente por alguna crítica recibida de parte de expertos militares; estos últimos diseños, los más próximos a los que se utilizaron posteriormente en la época del barroco, son muy similares a los propuestos por el ingeniero militar Vauban en su obra Manière de Fortier (1689).

### Otros dibujos

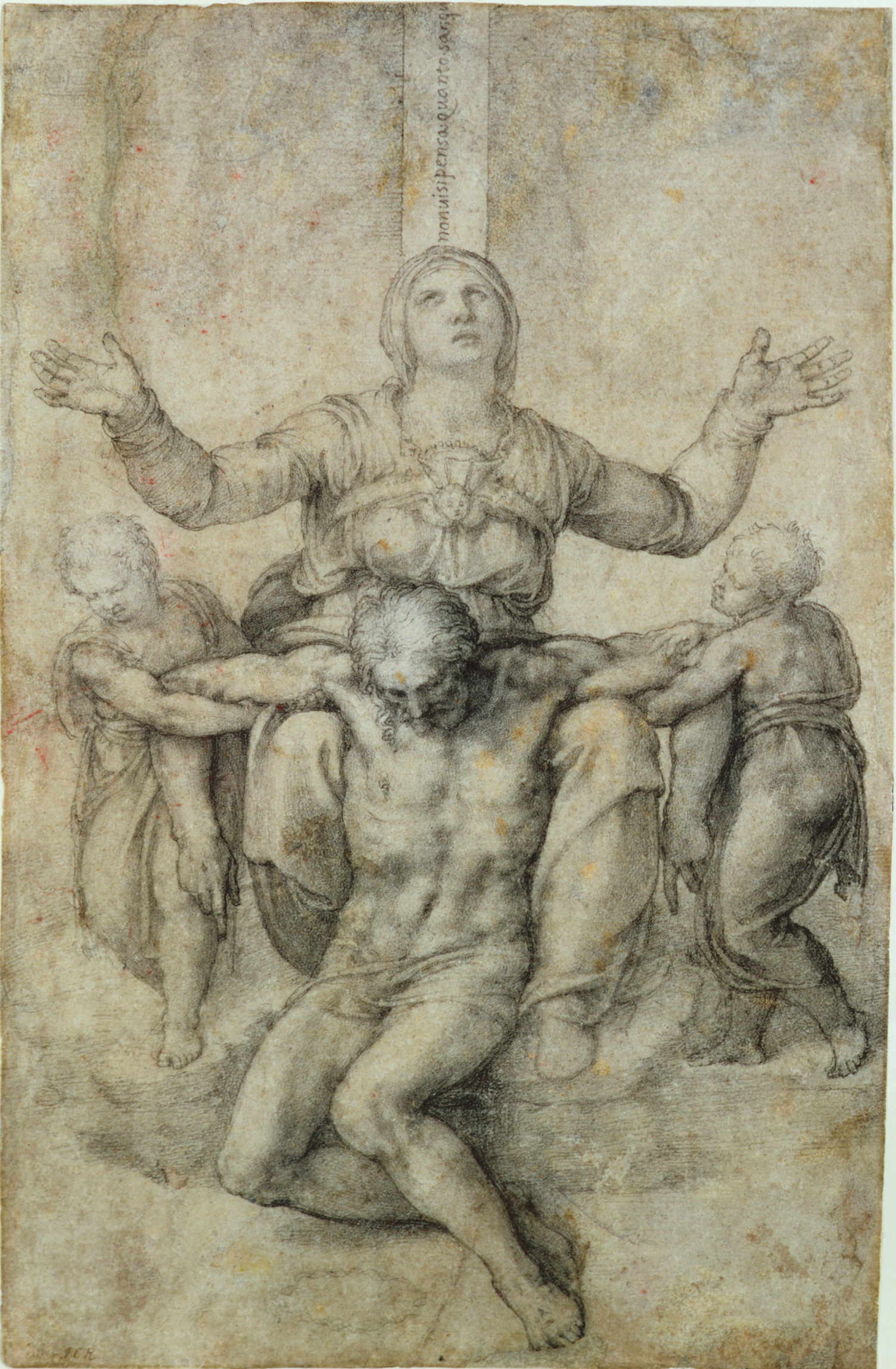
La Piedad, dibujo hecho a petición de Vittoria Colonna (Boston, Isabella Stewart Gardner Museum).

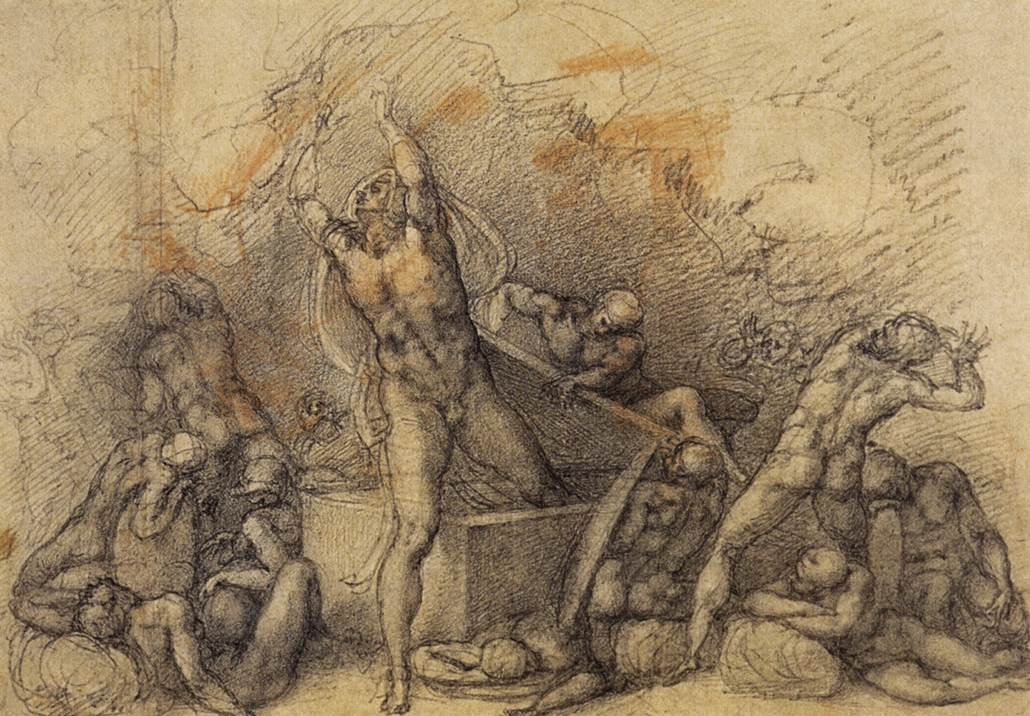
La Resurrección (1520-1525) de la Royal Collection del Castillo de Windsor.

Para la bóveda de la Capilla Sixtina el artista realizó una serie de dibujos a manera de esbozos, donde se advierte los trazos del manierismo ya patente en Miguel Ángel: dentro de este conjunto se incluyen los estudios sobre los desnudos conservados en el Museo Británico de Londres, los estudios para la Sibila Líbica, con diferentes versiones, del Metropolitan Museum of Art de Nueva York, diversos estudios de figuras, una sanguina del Cristo en el limbo y unos cuantos dibujos sobre el tema de la Resurrección.
A principios del siglo XV d. C. surgieron en Italia un tipo de dibujos perfectamente acabados, para ser donados como obsequio: Leonardo da Vinci, en 1500, hizo una serie para ofrecerlos a un mecenas. Miguel Ángel también realizó algunas series, que regaló a jóvenes por los que sentía algún afecto especial, pero la gran mayoría fueron para regalarlos a su joven estimado Tommaso Cavalieri, que Vasari justificaba como ejercicios de aprendizaje:

... porque aprendiese a dibujar le hizo muchas láminas, trazadas con lápiz negro y rojo, de cabezas divinas; y después un dibujo de un Ganimedes arrebatado al cielo por el ave de Júpiter, un Ticio al que el águila devora el hígado, la Caída del carro del Sol con Faetón y una Bacanal de niños, todas unas obras singularísimas, unos dibujos nunca visto de tan excelentes.

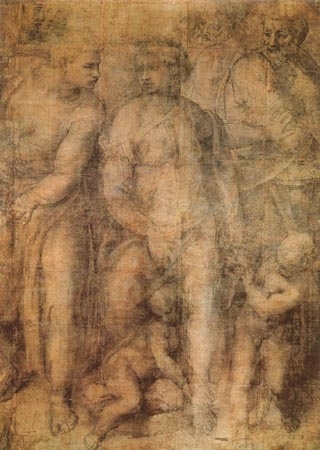
Epifanía, dibujo de Miguel Ángel conservado en el Museo Británico de Londres.

En el dibujo de La Piedad que le regaló a Vittoria Colonna alrededor de 1540, la transformación de Miguel Ángel es evidente en el estilo. En esta obra, la figura de Cristo está tratada con mucha delicadeza, buscó la simetría orgánica con su madre María mirando hacia el cielo; ella extiende los brazos medio en cruz hacia arriba, mientras su Hijo los deja caer hacia abajo, todo en una composición simétrica que refuerzan las dos figuras laterales de unos niños y la cruz del fondo, que parte en dos mitades iguales el cartón y que tiene una inscripción sacada de  Cantos de El Paraíso de Dante: «Non vi si pensa quanto sangue costa» (No se piensa cuanta sangre cuesta).
Se conservan numerosos dibujos, sobre todo a la sanguina:
- Estudio: Santa Ana, h. 1505, Museo del Louvre, París.
- Cabeza ideal, dibujo a tiza roja, h. 1533, Museo Ashmolean, Oxford.
- Dos hombres desnudos combatiendo, h. 1545-50, Museo del Louvre, París.
- Crucifixión, h. 1550-55, Museo del Louvre, París.
- Epifanía, h.1550-53, Museo Británico, Londres.
- Descendimiento, dibujo a tiza roja, h. 1555, Museo Ashmolean, Oxford.
- Estudio de un hombre desnudo, realizado a pluma, Museo del Louvre, París.
- Estudio de hombro derecho, pecho y parte superior de brazo de hombre  y Estudio de brazo derecho de hombre. Los dos pertenecen al Museo del Prado, en el que ingresaron en 1931 gracias al legado Fernández Durán. Preparatorios para la Capilla Sixtina, fueron identificados como obras de Miguel Ángel en 2004.[110]

## Obra poética

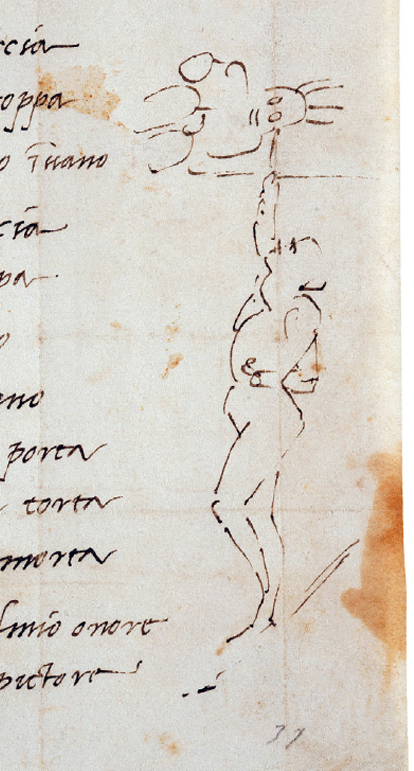
Dibujo en un soneto dirigido a su amigo Giovanni da Pistoia (1510).

Como poeta, Miguel Ángel ha dejado unas trescientas composiciones que ocupan un lugar destacado en la lírica del siglo XVI d. C., donde resalta su tono enérgico y austero y una continua tensión hacia una ardiente inmediatez expresiva. Las formas métricas que más abundan son los sonetos y los madrigales, aunque también escribió algunos tercetos. Según Ascanio Condivi, hacia 1503, Buonarroti se dedicó a la lectura «... estuvo algún tiempo sin hacer nada en el arte de la escultura, para darse a la lectura de los poetas y oradores en lengua vulgar, y hacer sonetos para su deleite».
Su formación realizada en el palacio de Lorenzo el Magnífico y basada en el pensamiento neoplatónico de los humanistas Pico della Mirandola y Ficino, hace entender mejor la poesía de Miguel Ángel, por la gran insatisfacción que siempre tuvo de él mismo y con todo su entorno, por la idea de «la presencia de la espiritualidad en lo material», por su entusiasmo con la estética y la belleza; con la poesía, que se puede considerar bastante influenciada por el petrarquismo, el artista consiguió expresar todos sus afectos amorosos y sus dudas religiosas. Los primeros sonetos fueron sobre temas relacionados con sus trabajos artísticos, como el dedicado a la estatua de la Noche en las tumbas de los Médici, que decía: «Me es grato dormir, y más ser de piedra —mientras el mal y la vergüenza dura—. No ver, no sentir, es mi ventura; no me despiertes, no; habla suave».
En cambio, emplea un tono humorístico y burlesco en los sonetos escritos cuando trabajaba en la pintura de la bóveda de la Capilla Sixtina, hacia 1510, y dirigidos a su amigo Giovanni da Pistoia, donde aparece en el manuscrito un dibujo del autor cayéndole pintura sobre el rostro; en el soneto, había comparado su rostro en un «rico pavimento» y se describía a sí mismo como un «cadáver de pintura». Rogando a su amigo que lo redimiera: «Defiende tu ahora, Giovanni, mi muerta pintura y mi honor, pues ni éste se encuentra en buen lugar, ni yo soy pintor».
Posteriores y más numerosos son los realizados para Tommaso Cavalieri, inspirados en Petrarca, el primero está datado con fecha 1532, donde trata abiertamente del amor y se puede apreciar hasta que punto a Miguel Ángel le consumía la pasión por Tommaso: «que se detenga este tiempo, estas horas, y el sol, la luz, sobre su rostro, y pueda yo sentir tu don completo, Señor mío deseado desde entonces en mi cuerpo indigno que te abraza». Las alabanzas desmesuradas al joven se aprecian también en las cartas que le dirige, fechada el primero de enero de 1533, Miguel Ángel declara: 

Su señoría, única luz del mundo en nuestra era, nunca estará satisfecho con el trabajo de otro hombre porque no hay otro hombre que se te asemeje, ninguno que te iguale... Me apena grandemente que no pueda recuperar mi pasado, y así de esa manera por más tiempo estar a su servicio. Tal como es, sólo puedo ofrecerle mi futuro, el cual es corto ya que soy anciano... Eso es todo lo que tengo que decir. Leed mi corazón ya que la pluma es incapaz de expresarse bien.

 O en esta otra: «Vuestro nombre me alimenta el corazón y el alma, y llena el uno y la otra de tan gran dulzor, que no siento ni la tristeza ni el temor de la muerte desde que le tengo en la memoria».
Los poemas que dedicó a Vittoria Colonna fueron la mayoría de tema religioso, ya que ambos tenían inquietudes sobre lo mismo, y se centraban sobre el pecado y la salvación eterna, ya en un tono de angustia y amargura. En un madrigal describe a la amiga como «una verdadera mensajera entre el cielo y él, una mujer divina a la que implora benevolencia y condescendencia con tal de elevar su miseria a la altura del camino tortuoso de la bienaventuranza».
Lo más interesante de los poemas de esta época es la síntesis que hace Miguel Ángel de las teorías neoplatónicas y la práctica del cristianismo volcado hacia el espíritu. Una vez fallecida Vittoria, Buonarroti se encuentra en un estado, según Condivi, «que durante mucho tiempo parecía loco», entra en una especie de deriva y se ve arrastrado por sus obsesiones religiosas; todo esto le hace componer una serie de poemas pesimistas donde de una manera radical expone su absoluta decepción del valor del arte.
La primera edición de su obra poética es de 1623 y la realizó su sobrino, Miguel Ángel el Joven; fue muy corregida y se censuró el género de los pronombres masculinos. Este equívoco duró hasta la edición de 1863 a cargo de Cesare Guasti, donde, a partir de los textos originales, se aclaró definitivamente el sentido de la poesía dirigida a Tommaso Cavalieri. Entre otros, las rimas de Miguel Ángel han estado traducidas por autores de la talla del filósofo estadounidense, Ralph Waldo Emerson en el siglo XIX d. C..

## Valoración
La obra de Miguel Ángel, celebrada por sus contemporáneos como el punto culminante del arte renacentista, fue también su dramática conclusión. Sus esculturas, sus pinturas y su arquitectura, fueron admiradas más allá de todo límite, consideradas como creaciones superiores a las de los antiguos y por encima de la naturaleza misma. Pero Miguel Ángel estaba todavía vivo cuando se inició la polémica, entre los apasionados exaltadores de su arte y sus detractores, que condenaban la falta de medida y de naturalidad, contraponiendo su fuerza a la gracia y la elegancia del arte de Rafael. Lodovico Dolce en 1557, tildaba de monótonos los desnudos de Miguel Ángel en comparación con la belleza de las obras de Rafael. Fue criticado también por la iglesia italiana, durante la segunda mitad del seiscientos, ya que sus obras no eran afines a las nuevas normas del Concilio de Trento. Desde la mitad del siglo XVIII d. C., fueron cambiando las críticas hasta llegar a la total adoración por su arte.
El carácter profundamente religioso de Miguel Ángel, su genial cabeza le llevaron a ser considerado como un mito lo que le acarreó, como antes se ha apuntado, algunas críticas ya que su dominio de las técnicas clásicas llevaron a que, en cierta medida, jugara con ellas y las sobrepasara. Su modo de ser impulsivo le llevó a dedicarse en su juventud a manifestaciones artísticas principalmente escultóricas en donde el artista tiene una mayor cercanía con su obra, la lleva a cabo él mismo, cosa que se pierde con la arquitectura que por encargo papal acepta en muchas ocasiones principalmente en el segundo tramo de su vida. Su concepción anuncia la próxima arquitectura barroca.
Los frescos de la bóveda de la Capilla Sixtina representan la visión más perfecta de su creencia neoplatónica, que afirmaba que la belleza de la figura humana tiene un carácter divino; también en esta misma creencia se encuentra el significado de las tumbas de los Médici, donde la zona inferior simboliza el mundo material en contraposición de la arquitectura iluminada por la cúpula de la sacristía Nueva, que representa el mundo espiritual.
Como pintor, tuvo honda influencia en la generación posterior manierista. Tintoretto se ve influido por su dibujo, las formas anatómicas de los cuerpos y sus torsiones, escorzos y posturas forzadas.
Su proyecto de la basílica Vaticana en la que trabajó durante casi veinte años de su vida simplifica el proyecto que ideó para la misma Bramante, si bien mantiene la estructura en cruz griega y la gran cúpula. Miguel Ángel creaba espacios, funciones envolventes de los elementos principales sobre todo la cúpula, elemento director del conjunto. 
Por lo que se refiere a la escultura, su David representó no ya una vuelta a modelos de la Antigüedad grecolatina sino que, por primera vez, se realizaba una obra que los superaba. Muchas de sus obras están inacabadas (non finito, en italiano), pero debe diferenciarse entre aquellas en las que el autor, intencionadamente, dejaba partes sin hacer, como los tondi Taddei y Pitti, de aquellas otras que no llegó a acabar a causa de factores externos.

## En otras artes
La figura de Miguel Ángel ha sido llevada al cine en varias ocasiones, siendo la más famosa, la película The Agony and the Ecstasy (El tormento y el éxtasis, 1965), dirigida por Carol Reed sobre una novela de Irving Stone y protagonizada por Charlton Heston como Miguel Ángel y Rex Harrison como el papa Julio II.
La RAI Radiotelevisione italiana, realizó en 1990, una serie-documental sobre la vida de Miguel Ángel con el título de La Primavera de Michelangelo, inspirado en el libro Una estación de gigantes de Vicenzo Labella. Este autor, junto con Julian Bond, se encargaron del guion del documental que fue dirigido por Jerry Londo y protagonizado por Mark Frankel.
Muchos de sus poemas han sido musicados en forma de lied, siendo los más conocidos los de Dmitri Shostakóvich, grabados por Dietrich Fischer-Dieskau.

## Escudo de armas
Blasón de los Buonarroti:
- Escudo terciado en faja.

Escudo de los Buonarroti.

- Dos bandas de oro sobre azur en la punta (tercio inferior).
- Tercio medio de azur conteniendo un lambel de gules de cuatro puntas con tres flores de lis de oro, una entre cada punta.
- Jefe (tercio superior) de oro, con una flor de lis de oro enmarcada en un círculo de azur, situada entre las letras LX que hacen referencia a la concesión por parte del papa León X.
- En la cresta (no representada): un perro rampante con un hueso en su boca.

## Reconocimientos
- Su efigie ha aparecido en sellos de correos de todo el mundo.
- Así mismo, un gran número de ciudades de diversos países le han dedicado calles y avenidas con su nombre, como Buenos Aires, París, Roma, Miami, Madrid o Barcelona entre muchas otras.[126]
- Su nombre figura en el Calendario de Santos Luterano.
- En 1982 se dio el nombre de (3001) Michelangelo a un asteroide descubierto por Edward Bowell.[127] También hay un cráter en el planeta Mercurio con el nombre de Michelangelo.[128]

## Filmografía
| Año  | Película                         | Director            | Actor             |
| ---- | -------------------------------- | ------------------- | ----------------- |
| 1950 | The Titan: Story of Michelangelo | Robert J. Flaherty  | Fredric March     |
| 1965 | The Agony and the Ecstasy        | Carol Reed          | Charlton Heston   |
| 1990 | A Season of Giants               | Jerry London        | F. Murray Abraham |
| 2019 | Il peccato                       | Andréi Konchalovsky | Alberto Testone   |